# Segunda República española
La Segunda República española, cuyo nombre oficial era República Española, fue el régimen democrático que existió en España entre el 14 de abril de 1931, fecha de su proclamación, en sustitución de la monarquía de Alfonso XIII, y el 1 de abril de 1939, fecha del final de la Guerra Civil, que dio paso a la dictadura franquista.
Tras el período del Gobierno Provisional (abril-diciembre de 1931), durante el cual se aprobó la Constitución de 1931 y se iniciaron las primeras reformas, la historia de la Segunda República Española «en paz» (1931-1936) suele dividirse en tres etapas. Un primer bienio (1931-1933) durante el cual la coalición republicano-socialista presidida por Manuel Azaña llevó a cabo diversas reformas que pretendían modernizar el país. Un segundo bienio (1933-1935), llamado bienio radical-cedista, durante el cual gobernó la derecha, con el Partido Republicano Radical de Alejandro Lerroux, apoyado desde el parlamento por la derecha católica de la Confederación Española de Derechas Autónomas (CEDA), que pretendió «rectificar» las reformas izquierdistas del primer bienio. Durante este bienio se produjo el acontecimiento más grave del período: la insurrección anarquista y socialista conocida como Revolución de 1934, que en Asturias se convirtió en una auténtica revolución social y que finalmente fue sofocada por el Gobierno con la intervención del ejército. La tercera etapa viene marcada por el triunfo de la coalición de izquierdas conocida con el nombre de Frente Popular en las elecciones generales de 1936, y que solo pudo gobernar en paz durante cinco meses a causa del golpe de Estado del 17 y 18 de julio promovido por una parte del Ejército que desembocó en la guerra civil española.
Durante la Segunda República Española en guerra (1936-1939) se sucedieron tres gobiernos: el primero (de julio a septiembre de 1936) fue presidido por el republicano de izquierda José Giral, si bien el poder real estuvo en manos de los cientos de comités que se habían formado tras estallar la revolución social española de 1936; el siguiente gobierno fue asumido por el socialista Francisco Largo Caballero, el líder de uno de los dos sindicatos que habían protagonizado la revolución —la Unión General de Trabajadores (UGT) y la Confederación Nacional del Trabajo (CNT)—; y el tercero, por el también socialista Juan Negrín, como consecuencia de la caída de Largo Caballero tras las Jornadas de Mayo. Negrín gobernó hasta principios de marzo de 1939, cuando se produjo el golpe de Estado del coronel Casado que puso fin a la resistencia republicana y dio paso a la victoria del bando sublevado encabezado por el general Franco. A partir de entonces, la república dejó de existir en territorio español; sin embargo, sus instituciones se mantuvieron en el exilio, pues la mayoría de sus miembros había huido del país.

## Proclamación
Tras la dimisión del general Miguel Primo de Rivera en enero de 1930, Alfonso XIII intentó devolver al debilitado régimen monárquico a la senda constitucional y parlamentaria, a pesar de la debilidad de los partidos dinásticos. Para ello, nombró presidente del Gobierno al general Dámaso Berenguer, pero este fracasó en su intento de volver a la «normalidad constitucional». En febrero de 1931 el rey Alfonso XIII ponía fin a la «dictablanda» del general Berenguer y ofreció el gobierno a Alba (líder del Partido Liberal), pero este se negó, por lo que entonces se lo entregó a Sánchez Guerra, el cual fue a la cárcel Modelo, donde estaban presos los participantes de la sublevación de Jaca y les ofreció sendas carteras ministeriales.  Finalmente el rey nombraba nuevo presidente al almirante Juan Bautista Aznar, en cuyo gobierno de «concentración monárquica» entraron viejos líderes de los partidos dinásticos liberal y conservador, como el conde de Romanones, Manuel García Prieto, Gabriel Maura Gamazo (hijo de Antonio Maura) y Gabino Bugallal. El Gobierno propuso un nuevo calendario electoral: se celebrarían primero elecciones municipales el 12 de abril, y después elecciones a Cortes que tendrían el carácter de Constituyentes, por lo que podrían proceder a la revisión de las facultades de los Poderes del Estado y la precisa delimitación del área de cada uno (es decir, reducir las prerrogativas de la Corona) y a una adecuada solución al problema de Cataluña.

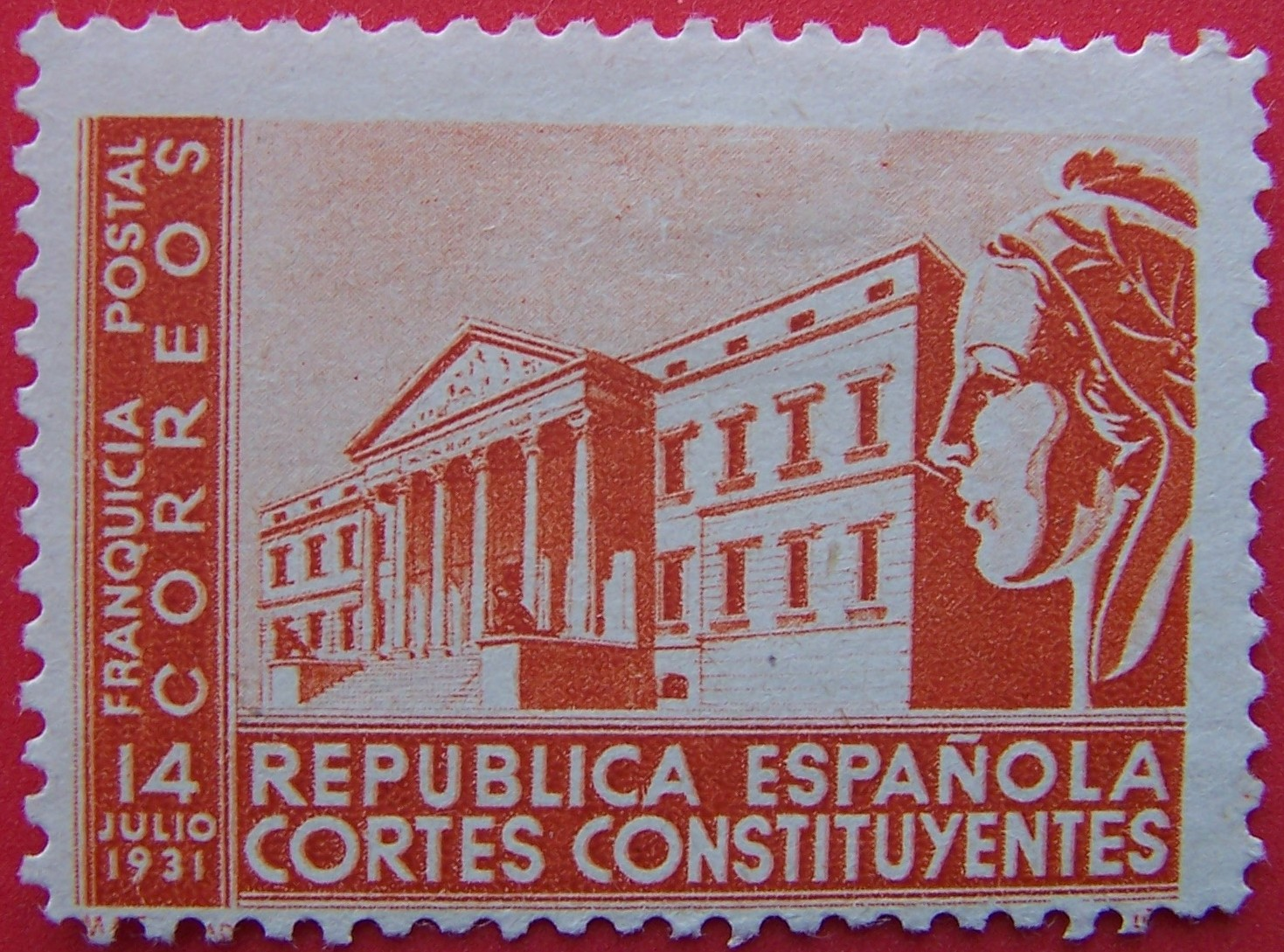
Franquicia postal de las Cortes Constituyentes, 1931.

Las elecciones municipales del domingo 12 de abril de 1931 arrojaron, en el momento de la proclamación del nuevo régimen, unos resultados parciales de 22 150 concejales monárquicos —de los partidos tradicionales— y apenas 5875 concejales para las diferentes iniciativas republicanas, quedando 52 000 puestos aún sin determinar. Pese al mayor número de concejales monárquicos, las elecciones suponían a la Corona una amplia derrota en los núcleos urbanos: la corriente republicana había triunfado en 41 capitales de provincia. En Madrid, los concejales republicanos triplicaban a los monárquicos y, en Barcelona, los cuadruplicaban. Si las elecciones se habían convocado como una prueba para sopesar el apoyo a la monarquía y las posibilidades de modificar la ley electoral antes de la convocatoria de elecciones generales, los partidarios de la república consideraron tales resultados como un plebiscito a favor de su instauración inmediata. El marqués de Hoyos llegaría a decir que «las noticias de los pueblos importantes eran, como las de las capitales de provincia, desastrosas». Dependiendo de los autores, hay distintas interpretaciones de los resultados. Algunos de dichos autores sugieren que la razón por la cual los resultados de los principales centros urbanos representaban la derrota de la monarquía es posible hallarla en que, en esos núcleos, el voto estaba menos adulterado, pues la presencia de caciques, partidarios en su inmensa mayoría de la monarquía, era menor. Esto daba constancia de que la corona estaba completamente desacreditada, puesto que se había arrimado demasiado al régimen dictatorial de Primo de Rivera; en tanto otros sugieren que los anuarios fueron adulterados y que la victoria monárquica fue incluso mayor de lo registrado
A las diez y media de la mañana del lunes 13 de abril, el presidente del Consejo de Ministros, Juan Bautista Aznar-Cabañas, entraba en el Palacio de Oriente de Madrid para celebrar el Consejo de Ministros. Preguntado por los periodistas sobre si habría crisis de gobierno, Aznar-Cabañas contestó:

¿Que si habrá crisis? ¿Qué más crisis desean ustedes que la de un país que se acuesta monárquico y se despierta republicano?

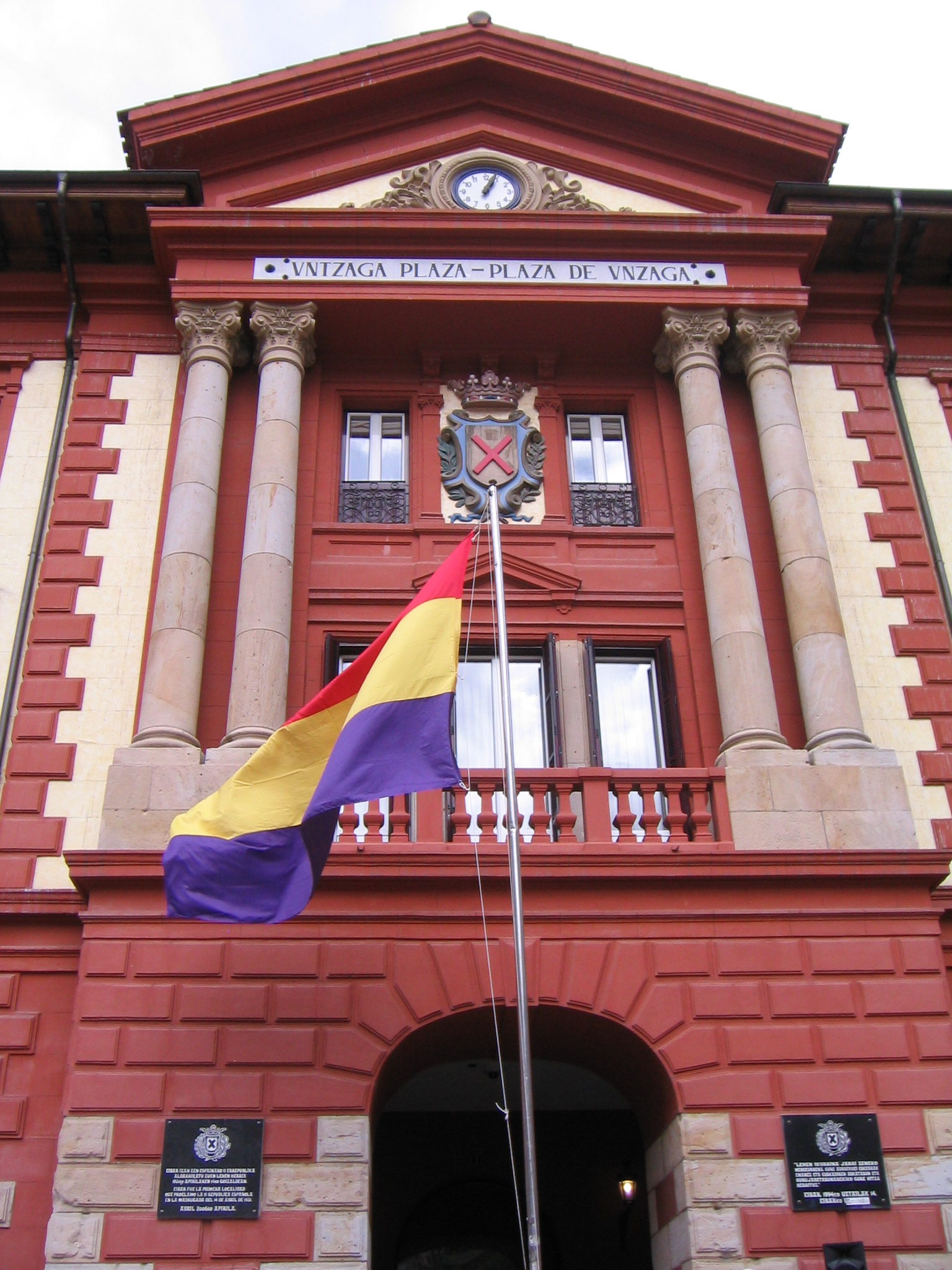
Bandera republicana izada en el 77 aniversario de la proclamación de la república en Éibar.

En la reunión del Gobierno, el ministro de Fomento, Juan de la Cierva y Peñafiel, defiende la resistencia: «Hay que constituir un gobierno de fuerza, implantar la censura y resistir». Le apoyan otros dos ministros: Gabino Bugallal, conde de Bugallal, y Manuel García Prieto, marqués de Alhucemas. El resto de los ministros, encabezados por el conde de Romanones, piensan que está todo perdido, sobre todo cuando se van recibiendo las respuestas titubeantes de los capitanes generales al telegrama que les ha enviado horas antes el ministro de la guerra, el general Dámaso Berenguer, y en el que les ha aconsejado seguir «el curso que les imponga la suprema voluntad nacional».
A primeras horas de la mañana del martes 14 de abril, el general Sanjurjo, director de la Guardia Civil, se dirige a la casa de Miguel Maura, donde se encuentran reunidos los miembros del comité revolucionario que no estaban exiliados en Francia, ni escondidos: Niceto Alcalá-Zamora, Francisco Largo Caballero, Fernando de los Ríos, Santiago Casares Quiroga y Álvaro de Albornoz. Nada más entrar en la casa, el general Sanjurjo se cuadra ante Maura y le dice: «A las órdenes de usted, señor ministro». Por su parte, el rey Alfonso XIII le pide al conde de Romanones, viejo conocido de Niceto Alcalá-Zamora, que este se ponga en contacto con él para que, como presidente del comité revolucionario, le garantice su salida pacífica de España y la de su familia. A la una y media de la tarde tiene lugar la entrevista en casa del doctor Gregorio Marañón, quien había sido médico del rey y que ahora apoyaba la causa republicana. El conde de Romanones le propone a Alcalá-Zamora crear una especie de gobierno de transición o incluso la abdicación del rey en favor del príncipe de Asturias. Pero Alcalá-Zamora exige que el rey salga del país «antes de que se ponga el sol». Y le advierte: «Si antes del anochecer no se ha proclamado la república, la violencia del pueblo puede provocar la catástrofe».
El monarca marchó hacia el exilio a las 21 horas del mismo 14 de abril de 1931 hacia la ciudad de Cartagena llegando al Arsenal de  la misma a las 4 de la madrugada, una compañía de infantería de marina garantizaba su seguridad, el Rey subió a bordo del buque Príncipe Alfonso partiendo rumbo a Cádiz a recoger al infante Don Juan antes de viajar a Londres; unas horas antes de su partida, se celebraba una reunión conspirativa de personalidades derechistas en el domicilio del conde de Guadalhorce con el propósito de sentar las bases de un partido político de corte monárquico y, al mismo tiempo, tratar de definir una estrategia contrarrevolucionaria que pudiera derribar el régimen democrático naciente. El día 16 de abril se hizo público el siguiente manifiesto, redactado en nombre del rey por el duque de Maura, hermano del líder político Miguel Maura, y que el día 17 solo publicó el diario ABC, en portada, acompañado de una «Nota del gobierno provisional»:

Las elecciones celebradas el domingo me revelan claramente que no tengo hoy el amor de mi pueblo. Mi conciencia me dice que ese desvío no será definitivo, porque procuré siempre servir a España, puesto el único afán en el interés público hasta en las más críticas coyunturas. Un Rey puede equivocarse, y sin duda erré yo alguna vez; pero sé bien que nuestra patria se mostró en todo tiempo generosa ante las culpas sin malicia.

Soy el rey de todos los españoles, y también un español. Hallaría medios sobrados para mantener mis regias prerrogativas, en eficaz forcejeo con quienes las combaten. Pero, resueltamente, quiero apartarme de cuanto sea lanzar a un compatriota contra otro en fratricida guerra civil. No renuncio a ninguno de mis derechos, porque más que míos son depósito acumulado por la Historia, de cuya custodia ha de pedirme un día cuenta rigurosa.

Espero a conocer la auténtica y adecuada expresión de la conciencia colectiva, y mientras habla la nación suspendo deliberadamente el ejercicio del Poder Real y me aparto de España, reconociéndola así como única señora de sus destinos.

También ahora creo cumplir el deber que me dicta mi amor a la patria. Pido a Dios que tan hondo como yo lo sientan y lo cumplan los demás españoles.

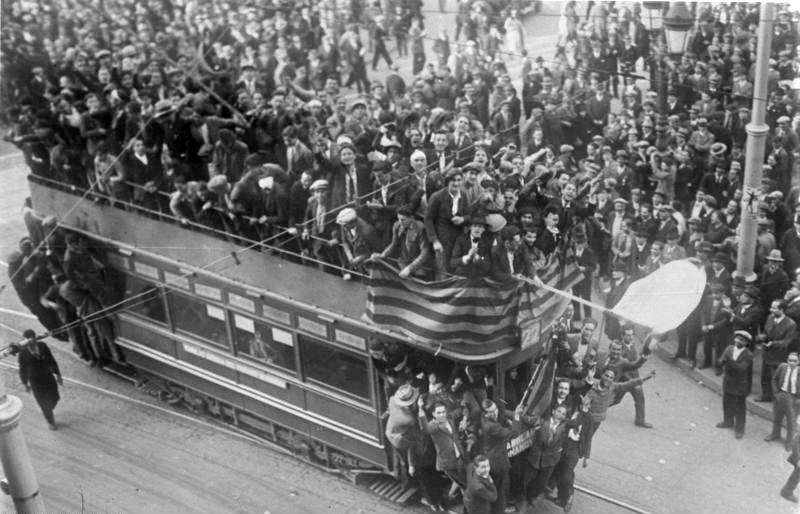
Celebraciones de la proclamación de la Segunda República Española en Barcelona, 1931, extraído de los archivos federales de Alemania.

Alfonso XIII abandonó el país sin abdicar formalmente y se trasladó a París, fijando posteriormente su residencia en Roma. En enero de 1941 abdicó en favor de su tercer hijo, Juan de Borbón. Falleció el 28 de febrero del mismo año.
Las ciudades de Sahagún (León), Éibar (Guipúzcoa) y Jaca (Huesca) fueron las tres únicas ciudades que proclamaron la república un día antes de la fecha oficial, el 13 de abril de 1931. El Gobierno de la Segunda República española les concedería posteriormente el título de Ilustrísimas Ciudades. La primera ciudad en la que se izó la bandera tricolor fue Éibar, a las seis y media de la mañana del 14 de abril, y en la tarde de ese mismo día le siguieron las principales capitales españolas, incluyendo Valencia, Barcelona y Madrid, en las que las candidaturas republicanas obtuvieron mayorías muy holgadas.
El escritor eibarrés Toribio Echeverría recuerda, en su libro Viaje por el país de los recuerdos, la proclamación de la Segunda república en Éibar de esta forma:

...y antes de las seis de la mañana habíase congregado el pueblo en la plaza que se iba a llamar de la República, y los concejales electos del domingo, por su parte, habiéndose presentado en la Casa Consistorial con la intención de hacer valer su investidura desde aquel instante, se constituyeron en sesión solemne, acordando por unanimidad proclamar la República. Acto seguido fue izada la bandera tricolor en el balcón central del ayuntamiento, y Juan de los Toyos dio cuenta desde él al pueblo congregado, que a partir de aquella hora los españoles estábamos viviendo en República. (Toribio Echeverría, Viaje por el país de los recuerdos)

## Constitución de 1931
Tras la proclamación de la república, tomó el poder un gobierno provisional presidido por Niceto Alcalá-Zamora desde el 14 de abril hasta el 14 de octubre de 1931, fecha en que presentó su dimisión por su oposición a la forma en como se recogió el laicismo del Estado en el artículo 26 de la nueva Constitución, siendo sustituido por Manuel Azaña. El 10 de diciembre de 1931 fue elegido presidente de la República Niceto Alcalá-Zamora, por 362 votos de los 410 diputados presentes (la Cámara estaba compuesta por 446 diputados). En este cargo se mantuvo hasta el 7 de abril de 1936, cuando la nueva mayoría de las Cortes del Frente Popular lo destituye por haber convocado dos veces elecciones generales en un mismo mandato, lo que podía considerarse una extralimitación de sus prerrogativas, siendo sustituido por Manuel Azaña.
El Parlamento resultante de las elecciones constituyentes de 28 de junio de 1931 tuvo por misión la de elaborar y aprobar una constitución el día 9 de diciembre del mismo año.
La Constitución republicana supuso un avance notable en el reconocimiento y defensa de los derechos humanos por el ordenamiento jurídico español y en la organización democrática del Estado: dedicó casi un tercio de su articulado a recoger y proteger los derechos y libertades individuales y sociales, amplió el derecho de sufragio activo y pasivo a los ciudadanos —de ambos sexos a partir de 1933— mayores de 23 años y residenció el poder legislativo en el pueblo, que lo ejercía a través de un órgano unicameral que recibió la denominación de Cortes o Congreso de los Diputados. Además, estableció que el jefe de Estado sería en adelante elegido por un colegio compuesto por diputados y compromisarios, los que a su vez eran nombrados en elecciones generales.

### Símbolos del nuevo Estado

Alegoría de la República española por Teodoro Andreu (1931)

La historia de la bandera tricolor responde a un sentimiento esencialmente popular. El morado había venido siendo usado por los movimientos liberal y, posteriormente, progresista o exaltado desde los tiempos del Trienio Liberal (1820-1823) por influencia del mito del pendón morado de Castilla, que defendía que los comuneros del xvi se alzaron con una enseña de tal color contra Carlos I por su política de dar a hombres flamencos los puestos más importantes de la administración castellana. Sea como fuere, en 1931 el color morado o violeta tenía una especie de tradición popular, lo que llevó a su definitiva inclusión en la nueva bandera nacional, en un arranque improvisado de diferenciar al nuevo régimen que comenzaba tras las votaciones del 12 de abril en sus símbolos más necesarios.
La unión del rojo, el amarillo y el morado en tres franjas de igual tamaño se hace oficial en el decreto de 27 de abril de 1931:

Artículo 2.º: Las banderas y estandartes... estarán formadas por tres bandas horizontales de igual ancho, siendo roja la superior, amarilla la central y morada oscura la inferior. En el centro de la banda amarilla figurará el escudo de España, adoptándose por tal el que figura en el reverso de las monedas de cinco pesetas acuñadas por el Gobierno provisional en 1869 y 1870.

Fue refrendada con en el artículo primero de la Constitución del 31. En dicho decreto se aclaró la inclusión del color castellano a los tradicionales aragoneses: «Hoy se pliega la bandera adoptada como nacional a mediados del siglo xix. De ella se conservan los dos colores y se le añade un tercero que la tradición admite por insignia de una región ilustre, nervio de la nacionalidad, con lo que el emblema de la II República española, así formado, resume más acertadamente la armonía de una gran España». En el mismo decreto se explicaba el nuevo significado de la bandera tricolor: «La República cobija a todos. También la bandera, que significa paz, colaboración entre los ciudadanos bajo el imperio de justas leyes. Significa más aún: el hecho, nuevo en la Historia de España, de que la acción del Estado no tenga otro móvil que el interés del país, ni otra norma que el respeto a la conciencia, a la libertad y al trabajo».

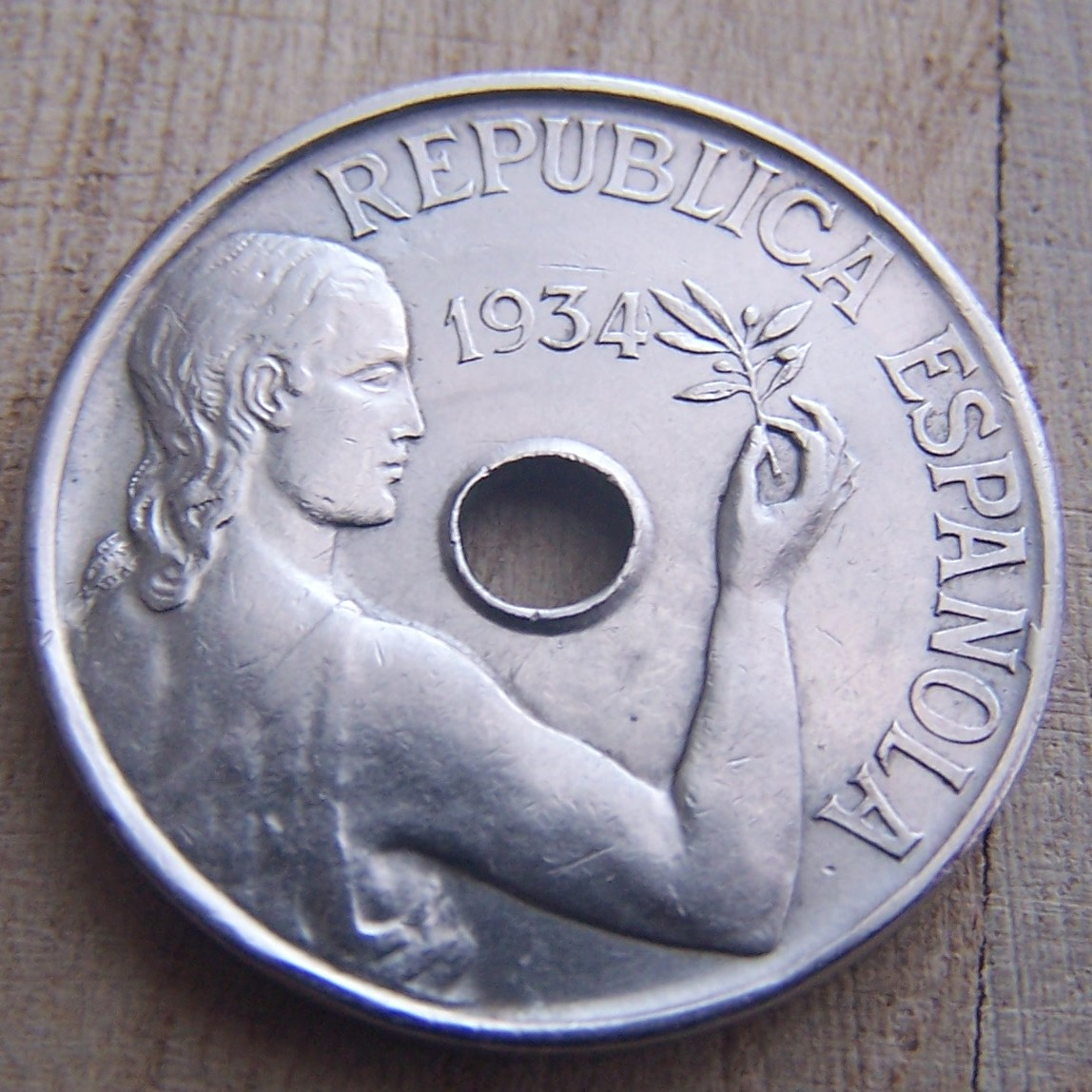
25 céntimos de peseta, 1934

Los orígenes de esta nueva enseña se remontan a 1820. En ese año el general Riego, tras «reproclamar» la Constitución de Cádiz en Las Cabezas de San Juan, provocó durante un breve lapso de tiempo —apenas tres años— la apertura liberal del régimen de Fernando VII. Durante este período se fundó la Milicia Nacional, a la que se le asignaron banderas moradas con el escudo de Castilla y León. Poco duró dicha divisa, pues ese mismo año es sustituida por otra rojigualda con el lema «Constitución» en su franja central.
En 1823 el regreso de Fernando VII al absolutismo acabó también con la propia Milicia Nacional. En 1843, bajo el reinado de Isabel II, se decretó por primera vez, el 13 de octubre, la unificación de la bandera nacional. En dicho decreto regulador se permitió a los regimientos que antes tuvieran banderas moradas el uso de tres corbatas —los cordones que cuelgan de los extremos superiores de las banderas— con los colores rojo, amarillo y morado. Este es el principal antecedente de la tricolor.

Tras el destierro de Isabel II, el Gobierno Provisional de 1868-1871 cambió el escudo monárquico sustituyendo en él la corona real por la mural y eliminando el escusón de Borbón-Anjou. El escudo republicano seguirá el modelo del de dicho período. El breve reinado de Amadeo I concluyó con la proclamación de la Primera República. La bandera proyectada durante este régimen emulaba los colores revolucionarios de Francia: el rojo, el blanco y el azul, modificación que no se llevó a cabo por su corta duración[cita requerida] y, con la Restauración, la bandera recuperó sus elementos de 1843. 

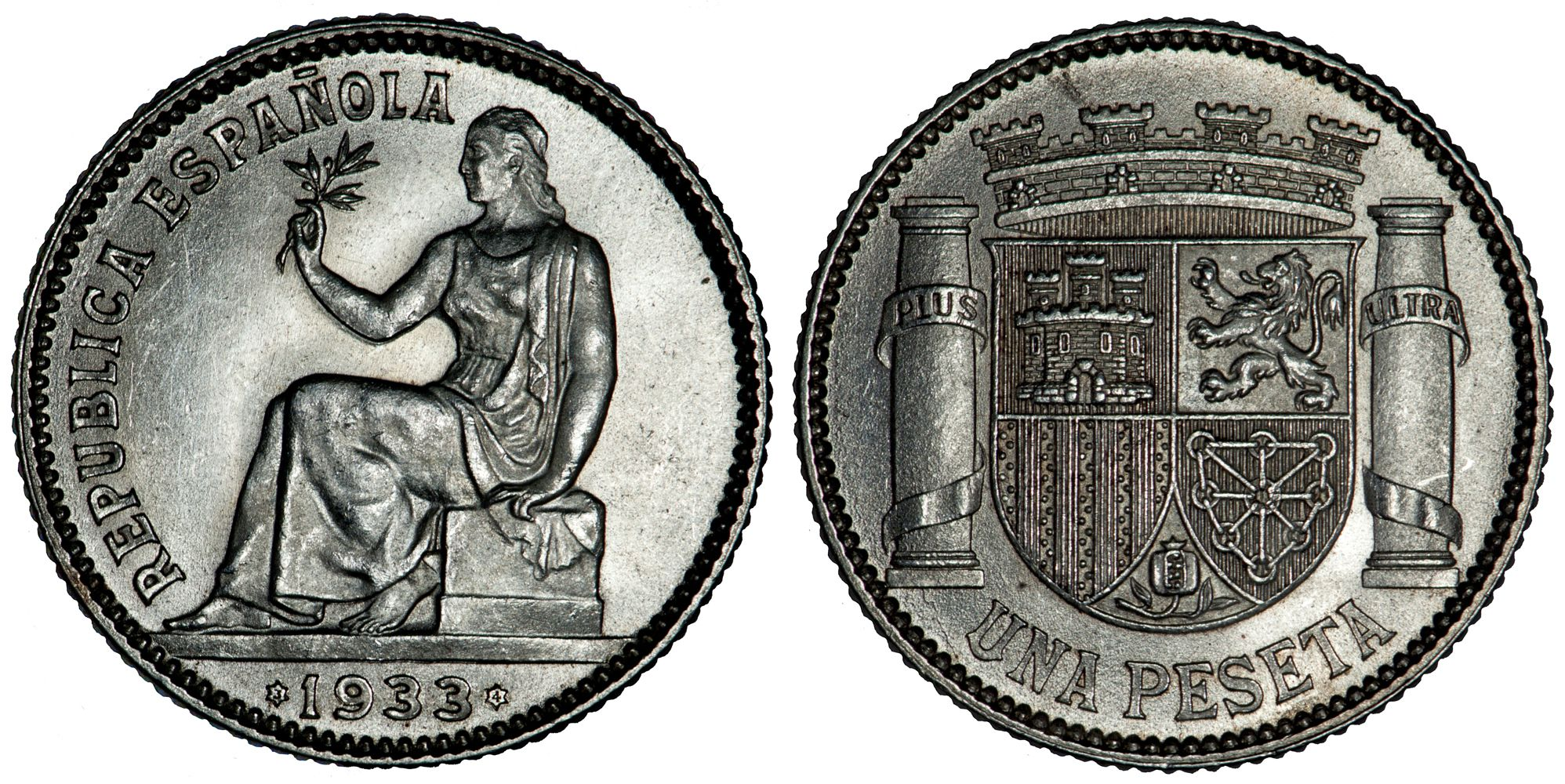
Moneda republicana de una peseta acuñada en 1934.

Durante la Restauración, el Partido Federal adoptó los colores de la Milicia Nacional de 1820 como símbolo de la facción antidinástica y rechazo al sistema establecido. Comenzó a verse la bandera tricolor en casinos, periódicos y centros de adscripción republicana. Fue tal el fuerte vínculo de estos colores con la idea del republicanismo, de cambio y de progreso, durante el reinado de Alfonso XII, la regencia de María Cristina, el reinado de Alfonso XIII y las dictaduras de Primo de Rivera y Berenguer, que, en un arranque de espontaneidad, una vez conocidos los primeros resultados de las votaciones del 12 de abril de 1931, especialmente en Madrid, el pueblo se echó a la calle portando insignias, escarapelas y banderas con los tres colores.
Para ella se adaptó el escudo que en 1868 eligió el Gobierno Provisional de 1868-1871: cuartelado de Castilla, León, Aragón y Navarra, con Granada en punta, timbrado por corona mural y entre las dos columnas de Hércules. Como novedad, destaca su menor tamaño, la misma medida para las tres franjas y los flecos dorados en el contorno de las pertenecientes al ejército. También se acuñaron monedas con el nuevo escudo.
De manera similar, se trató de escoger como himno nacional el popularmente conocido durante gran parte del siglo xix como Himno de Riego, sustituyendo al oficial hasta entonces, la Marcha Real. Sin embargo, a pesar de la creencia popular, nunca fue oficialmente el himno de la República; en 1931, poco después de su proclamación, se organizó una gran polémica sobre su validez como himno nacional en la que terciaron numerosos políticos, intelectuales y músicos: entre otros fue famoso un artículo de Pío Baroja en su contra, ya que lo consideraba demasiado callejero e impropio de los ideales del nuevo régimen. Tal vez en respuesta a esas quejas, el famoso compositor Óscar Esplá, junto al poeta andaluz Manuel Machado, propuso un himno totalmente nuevo, el Canto rural a la República Española, que fue finalmente rechazado. [cita requerida]

## Contexto social y económico
Las intenciones de la República se enfrentaron con la cruda realidad de una economía mundial sumida en la Gran Depresión, de la que el mundo no se recuperó hasta después de la Segunda Guerra Mundial. En términos de fuerzas sociales, la Segunda República surgió porque los oficiales del Ejército no apoyaron al rey, con el que estaban molestos por haber aceptado este la dimisión de Primo de Rivera, y a un clima de creciente reivindicación de libertades, derechos para los trabajadores y tasas de desempleo crecientes, lo que resultó en algunos casos en enfrentamientos callejeros, revueltas anarquistas, asesinatos por grupos extremistas de uno u otro bando, golpes de Estado militares y huelgas revolucionarias.

Distribución de la población española en 1930.

En España la agitación política tomó además un cariz particular, siendo la Iglesia objetivo frecuente de la izquierda revolucionaria, que veía en los privilegios de que gozaban una causa más del malestar social que se vivía, lo cual se tradujo muchas veces en la quema y destrucción de iglesias. La derecha conservadora, muy arraigada también en el país, se sentía profundamente ofendida por estos actos y veía peligrar cada vez más la buena posición de que gozaba ante la creciente influencia de los grupos de izquierda revolucionaria. Desde el punto de vista de las relaciones internacionales, la Segunda República sufrió un severo aislamiento, ya que los grupos inversores extranjeros presionaron a los gobiernos de sus países de origen para que no apoyaran al nuevo régimen, temerosos de que las tendencias socialistas que cobraban importancia en su seno, terminaran por imponer una política de nacionalizaciones sobre sus negocios en España. Para comprender esto es clarificador saber que la compañía Telefónica era un monopolio propiedad de la norteamericana International Telephone and Telegraph (ITT), que los ferrocarriles y sus operadoras estaban fundamentalmente en manos de capital francés, mientras que las eléctricas y los tranvías de las ciudades pertenecían a distintas empresas (mayormente británicas y belgas). Como consecuencia, no hubo una sola nacionalización durante el periodo republicano, pero, sin embargo, el respaldo de las potencias fascistas alentó a muchos generales conservadores para que planificaran insurrecciones militares y golpes de Estado. Sus intenciones se materializarían primero en la «La Sanjurjada» de 1932 y en el fallido golpe de 1936, cuyo resultado incierto desembocó en la guerra civil española. Por su parte, las democracias occidentales no apoyaron al régimen republicano por miedo a un enfrentamiento armado, salvo en coyunturas muy específicas, lo que no sirvió, en última instancia, para evitar la Segunda Guerra Mundial.

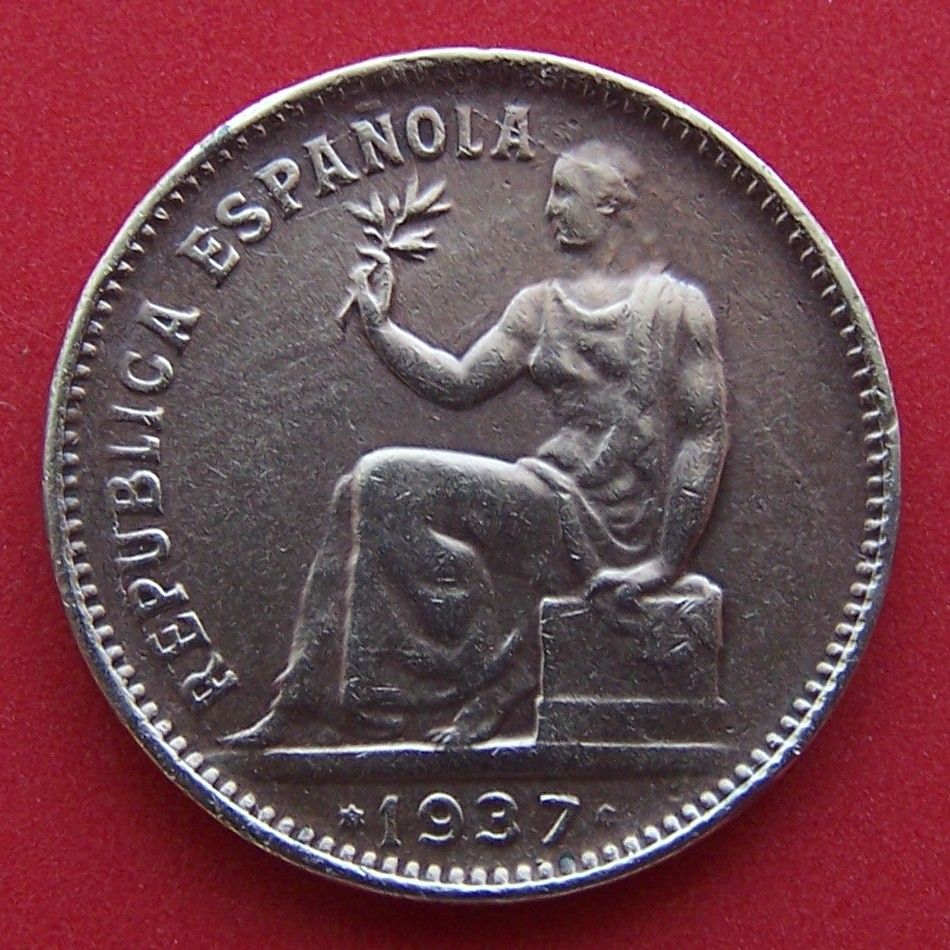
Moneda de 50 céntimos de 1937 acuñada en cobre

La sociedad española de los años treinta era fundamentalmente rural: un 45,5 % de la población activa se ocupaba en la agricultura, mientras que el resto se repartía a partes iguales entre la industria y el sector servicios. Estas cifras describen una sociedad que aún no había experimentado la Revolución industrial. En cuanto a sindicatos y partidos políticos, el Partido Socialista Obrero Español (PSOE), cuya lista fue la más votada para las elecciones constituyentes de 1931, contaba con 23 000 afiliados; su organización hermana, el sindicato Unión General de Trabajadores (UGT) ya contaba en 1922 con 200 000 afiliados; el sindicato anarquista Confederación Nacional del Trabajo (CNT) tenía en septiembre de 1931 unos 800 000 afiliados. Otras organizaciones, como el Partido Comunista de España (PCE) tenían una presencia nominal y no cobraron fuerza hasta el comienzo de la Guerra Civil. En cuanto a los nacionalismos, la Lliga Regionalista de Catalunya, liderada por Francesc Cambó había apoyado abiertamente la dictadura de Primo de Rivera, y por ello permaneció al margen de la política durante la República, mientras que otros partidos políticos catalanes, más escorados hacia la izquierda o el independentismo, fueron los que tuvieron mayor protagonismo; en el caso del País Vasco y Navarra, cabe mencionar que aún no se había consumado la ruptura entre el Partido Nacionalista Vasco (PNV) y la Comunión Tradicionalista (CT), integrada esta última por los carlistas.
Respecto de las iniciativas de cambio socioeconómico de los gobiernos republicanos, cabe destacar las subidas de los salarios de los trabajadores del campo llevadas a cabo durante el bienio social-azañista, invertidas luego durante el bienio radical-cedista, encaminadas a mejorar las condiciones de vida en el medio rural. Otras iniciativas fueron las ocupaciones de tierra y expropiaciones ilegales en los momentos iniciales de la Guerra Civil como una manera de conseguir ingresos y apoyo popular por parte del campesinado.
Los Ministros de Hacienda republicanos, sin distinciones ideológicas,  consideraron el déficit presupuestario como uno de los problemas más urgentes a solucionar, junto con la depreciación de la peseta, para afrontar los problemas económicos de España. Participando, como sus contemporáneos, de los principios de la ortodoxia clásica en la Hacienda pública, intentaron alcanzar el equilibrio presupuestario, considerando que la actividad financiera del sector público no debería perjudicar el consumo y la inversión privados.
A nivel educativo se asistió a un importante impulso de la educación pública, inédito en la historia española. La Segunda República proyectó una mejora cualitativa y cuantitativa del sistema de enseñanza: los cálculos más conservadores estiman un incremento de 37 500 a 50 500 maestros en cuatro años (de abril de 1931 a abril de 1935), la creación de 91 nuevos centros de secundaria (se duplicaron los ya existentes) así como un aumento en el número de alumnos de 76 074 en el curso 1930-31 a 145 007 en el curso 1934-35. El 16 de septiembre de 1932 se aprobaba por ley un empréstito de 400 millones de pesetas más otros 200 aportados por los Ayuntamientos para construcciones escolares, lo que permitió un notable incremento en la creación de escuelas. Se mejoró sustancialmente la retribución de los docentes y su formación, así como su presencia en el medio rural, por lo que se ha llegado a decir que «durante el período de la República el maestro se convirtió en el referente social y político del pueblo». Así mismo, se hizo hincapié en promover las innovaciones pedagógicas y en extender la formación y la cultura por todo el territorio a través de las Misiones Pedagógicas.

## Etapas de la República

### Gobierno Provisional o periodo constituyente (abril-diciembre de 1931)

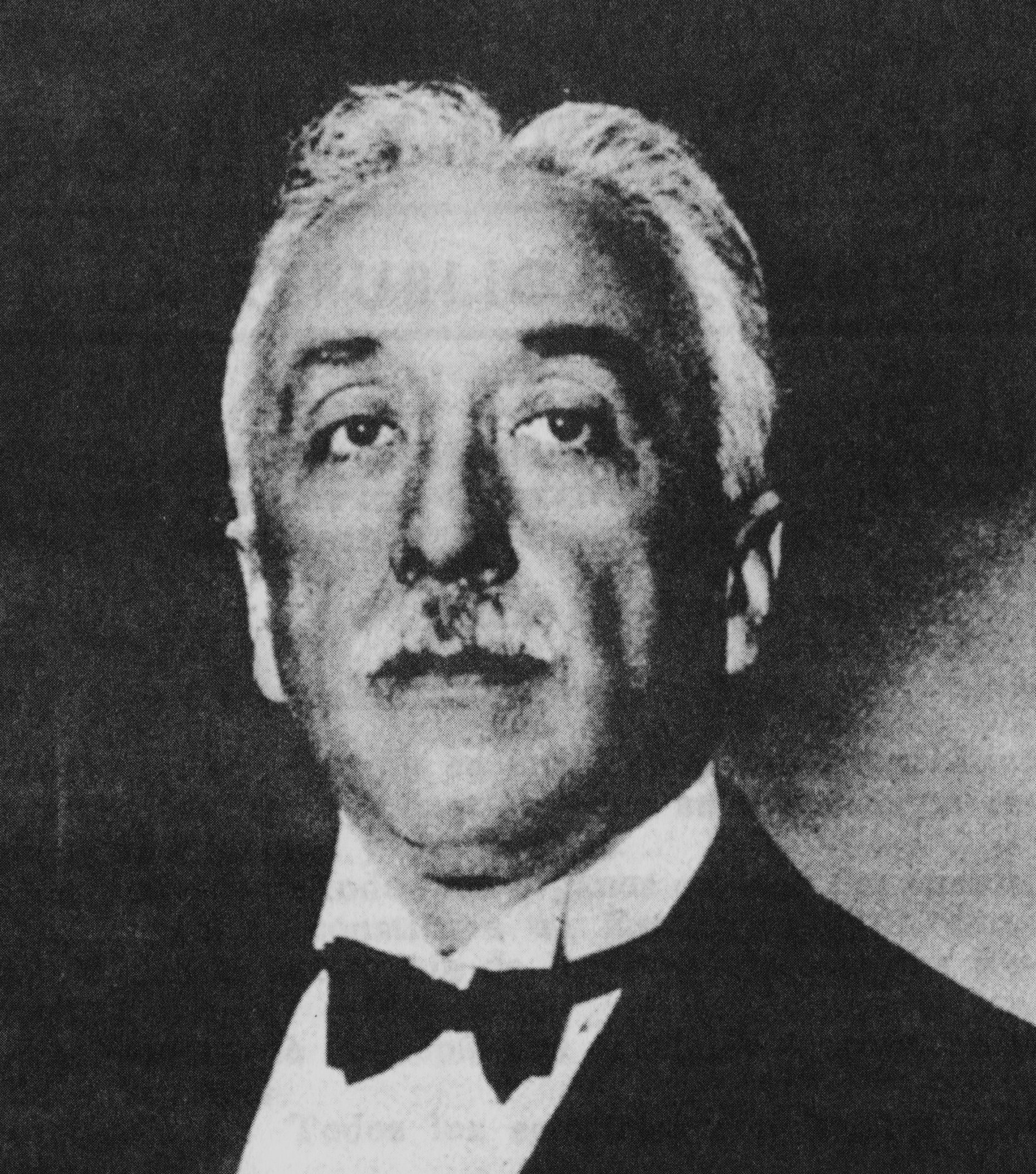
Niceto Alcalá-Zamora, primer presidente de la Segunda República española.

El Gobierno Provisional de la Segunda República Española ostentó el poder político en España desde la caída de la monarquía de Alfonso XIII y la proclamación de la república el 14 de abril de 1931 hasta la aprobación de la Constitución de 1931 el 9 de diciembre y la formación del primer gobierno ordinario el 15 de diciembre. Hasta el 15 de octubre de 1931 el gobierno provisional estuvo presidido por Niceto Alcalá-Zamora, y tras la dimisión de este a causa de la redacción que se había dado al artículo 26 de la Constitución que trataba la cuestión religiosa, le sucedió Manuel Azaña al frente del gobierno.
Pero la coalición republicano-socialista llegaba al poder no en el mejor de los tiempos posibles. La depresión económica que azotaba a Europa y a Estados Unidos, aunque en España fue menos profunda, sí que afectó a la construcción y a las pequeñas industrias complementarias. En consecuencia creció el desempleo en las ciudades, e indirectamente se incrementó el subempleo en el campo, ya que los jornaleros ya no podían emigrar a las ciudades donde volvía a escasear el trabajo. Creció además el sentimiento de inseguridad de los trabajadores que tenían empleo. Y además, la crisis económica coincidió con las enormes expectativas de mejora de vida que el cambio de régimen político había alumbrado entre los sectores populares, entre obreros y campesinos, antes de que la república tuviera tiempo de asentar y extender una cultura política democrática. Fue en esas circunstancias de crisis económica y de crecientes expectativas populares, cuando la coalición republicano-socialista comenzó a gobernar.

#### Política de orden público
El 15 de abril la Gaceta de Madrid publica un decreto fijando el Estatuto jurídico del Gobierno Provisional que fue la norma legal superior por la que se rigió el Gobierno Provisional hasta la aprobación de la nueva Constitución y en el que se autoproclama como «Gobierno de plenos poderes». Lo más polémico del «Estatuto Jurídico» es la contradicción que se observa en la cuestión de las libertades y los derechos ciudadanos, pues su reconocimiento va acompañado de la posibilidad de su suspensión por parte del Gobierno, sin intervención judicial, «si la salud de la República, a juicio del Gobierno, lo reclama». Esta política contradictoria de la república respecto del orden público culminó con la aprobación por las Cortes Constituyentes de la Ley de Defensa de la República de 21 de octubre de 1931 que dotó al Gobierno Provisional de un instrumento de excepción al margen de los tribunales de justicia para actuar contra los que cometieran «actos de agresión contra la República», constituyéndose, incluso después de la aprobación de la Constitución de 1931, en «la norma fundamental en la configuración del régimen jurídico de las libertades públicas durante casi dos años de régimen republicano» en que estuvo vigente (hasta agosto de 1933). El gasto en Seguridad Ciudadana (Policía y Guardia Civil) experimentó un crecimiento muy importante durante los Gobiernos de la Segunda República, con un incremento medio anual del 14%. Edward Malefakis, al referirse al «enorme incremento en las fuerzas policiales que ocurrió durante el primer año de la República», detalla que la Guardia Civil, que tenía unos 26.500 miembros durante el decenio anterior al cambio de régimen, aumentó sus efectivos hasta 27.817. A lo que se añadió el nuevo cuerpo de Guardias de Asalto que en 1932 llegó a contar con 11.698 policías.

#### La «cuestión regional»
El problema más inmediato que tuvo que afrontar el Gobierno Provisional fue la proclamación de la República Catalana hecha por Francesc Macià en Barcelona el mismo día 14 de abril. Tres días después, tres ministros del Gobierno Provisional se entrevistaban en Barcelona con Francesc Macià, alcanzando un acuerdo por el que Esquerra Republicana de Cataluña renunciaba a la República Catalana a cambio del compromiso del Gobierno Provisional de que presentaría en las futuras Cortes Constituyentes el estatuto de autonomía que decidiera Cataluña, previamente «aprobado por la Asamblea de Ayuntamientos catalanes», y del reconocimiento del Gobierno catalán que dejaría de llamarse Consejo de Gobierno de la República Catalana, para tomar el nombre Gobierno de la Generalidad de Cataluña recuperando así «el nombre de gloriosa tradición» de la centenaria institución del principado que fue abolida por Felipe V en los decretos de Nueva Planta de 1714. El proyecto de estatuto para Cataluña, llamado Estatuto de Nuria fue refrendado el 3 de agosto por el pueblo de Cataluña por una abrumadora mayoría, pero respondía a un modelo federal de Estado y rebasaba en cuanto a denominación y en cuanto a competencias a lo que se había aprobado en la Constitución de 1931 (ya que el «Estado integral» respondía a una concepción unitaria, no federal), aunque condicionó los debates parlamentarios del «Estado integral», que finalmente se aprobó.
En el caso del País Vasco y Navarra, el proceso para conseguir un estatuto de autonomía se inició casi al mismo tiempo que el de Cataluña. Una asamblea de los ayuntamientos vascos y navarros reunidos en Estella el 14 de junio aprobaron un estatuto que se basaba en el restablecimiento de los fueros vascos abolidos por la Ley de 1839, junto con la Ley Paccionada Navarra de 1841. El Estatuto de Estella fue presentado el 22 de septiembre de 1931 a las Cortes Constituyentes, pero no fue tomado en consideración porque el proyecto se situaba claramente al margen de Constitución que se estaba aprobando, entre otras cosas, por su concepción federalista y por la declaración de confesionalidad del «Estado vasco».

#### La «cuestión religiosa»
Las primeras decisiones del Gobierno Provisional sobre la secularización del Estado fueron muy moderadas. En el artículo 3.º del Estatuto jurídico del Gobierno Provisional se proclamó la libertad de cultos y en las tres semanas siguientes el Gobierno aprobó algunas medidas secularizadoras, como el decreto de 6 de mayo declarando voluntaria la enseñanza religiosa. El 24 de abril el nuncio Federico Tedeschini envió un telegrama a todos los obispos en el que les transmitía el «deseo de la Santa Sede» de que «recomend[asen] a los sacerdotes, a los religiosos y a los fieles de su[s] diócesis que respet[ase]n los poderes constituidos y obede[ciese]n a ellos para el mantenimiento del orden y para el bien común». Junto al nuncio, el otro miembro de la jerarquía eclesiástica que encarnó esta actitud conciliadora hacia la república fue el cardenal arzobispo de Tarragona Francisco Vidal y Barraquer.
Sin embargo un sector numeroso del episcopado estaba compuesto por obispos integristas que no estaban dispuestos a transigir con la república a la que consideraban una desgracia, y cuya cabeza visible era el cardenal primado y arzobispo de Toledo, Pedro Segura. Este, el 1 de mayo, hizo pública una pastoral en la que, tras abordar la situación española en un tono catastrofista, hacía un agradecido elogio de la monarquía y del destronado monarca Alfonso XIII, «quien, a lo largo de su reinado, supo conservar la antigua tradición de fe y piedad de sus mayores». La prensa y los partidos republicanos interpretaron la pastoral como una especie de declaración de guerra a la República, y el Gobierno Provisional presentó una nota de «serena y enérgica» protesta al Nuncio y pidió que fuera apartado de su cargo.

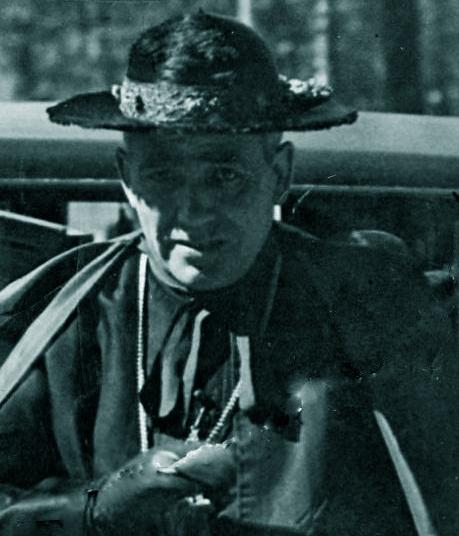
Cardenal Pedro Segura

Diez días después se produjeron los sucesos conocidos como la quema de conventos, cuyo detonante fueron los incidentes producidos el domingo 10 de mayo con motivo de la inauguración en Madrid del Círculo Monárquico Independiente, durante los cuales corrió el rumor por la ciudad de que un taxista republicano había sido asesinado por unos monárquicos. Una multitud se congregó entonces ante la sede del diario monárquico ABC, donde tuvo que intervenir la Guardia Civil, que disparó contra los que intentaban asaltar y quemar el edificio causando varios heridos y dos muertos, uno de ellos un niño. A primeras horas del día siguiente lunes 11 de mayo cuando el gobierno provisional estaba reunido le llegó la noticia de que la Casa de Profesa de los jesuitas estaba ardiendo. El ministro de la Gobernación Miguel Maura intentó sacar a la calle a la Guardia Civil para restablecer el orden pero se encontró con la oposición del resto del gabinete y especialmente de Manuel Azaña, quien, según Maura, llegó a manifestar que «todos los conventos de Madrid no valen la vida de un republicano» y amenazó con dimitir «si hay un solo herido en Madrid por esa estupidez». La inacción del gobierno permitió que los sublevados quemaran más de una decena de edificios religiosos. Por la tarde, por fin, el Gobierno declaró el estado de guerra en Madrid y a medida que las tropas fueron ocupando la capital, los incendios cesaron. Al día siguiente, martes 12 de mayo, mientras Madrid recuperaba la calma, la quema de conventos y de otros edificios religiosos se extendía a otras poblaciones del este y el sur peninsular (los sucesos más graves se produjeron en Málaga). Alrededor de cien edificios religiosos ardieron total o parcialmente en toda España, y murieron varias personas y otras resultaron heridas durante los incidentes.
La respuesta del Gobierno Provisional a la quema de conventos fue suspender la publicación del diario católico El Debate y del monárquico ABC, y también acordó la expulsión de España el 17 de mayo del obispo integrista de Vitoria Mateo Múgica, por negarse a suspender el viaje pastoral que tenía previsto realizar a Bilbao, donde el Gobierno temía que con motivo de su visita se produjeran incidentes entre los carlistas y los nacionalistas vascos clericales, y los republicanos y los socialistas anticlericales. Asimismo aprobó también algunas medidas dirigidas a asegurar la separación de la Iglesia y el Estado sin esperar a la reunión de las Cortes Constituyentes, como la que ordenaba la retirada de crucifijos de las aulas donde hubiese alumnos que no recibieran enseñanza religiosa.
La Iglesia católica criticó todas estas medidas laicistas, pero de nuevo la reacción más radical partió del cardenal Segura que el 3 de junio en Roma, donde se encontraba desde el 12 de mayo, hizo pública una pastoral en la que se recogía «la penosísima impresión que les había producido ciertas disposiciones gubernativas». Cuando el cardenal Segura volvió inesperadamente a España el 11 de junio fue detenido por orden del gobierno y el día 15 fue expulsado del país.
Dos meses después se producía un nuevo incidente que enturbió aún más las relaciones de la República y la Iglesia católica y en el que el cardenal Segura volvía a ser protagonista. El día 17 de agosto entre la documentación incautada al vicario de Vitoria, Justo Echeguren, que había sido detenido tres días antes en la frontera hispano francesa por la policía, se encontraron unas instrucciones del cardenal Segura a todas las diócesis en las que se facultaba a los obispos a vender bienes eclesiásticos en caso de necesidad y en el que se aconsejaba la transferencia por parte de la Iglesia de sus bienes inmuebles a seglares y la colocación de bienes muebles en títulos de deuda extranjeros, todo ello para eludir una posible expropiación por parte del Estado. La respuesta inmediata del Gobierno Provisional fue la publicación el 20 de agosto de un decreto en el que se suspendían las facultades de venta y enajenación de los bienes y derechos de todo tipo de la Iglesia católica y de las órdenes religiosas.

#### La «cuestión militar»
Los dos objetivos principales de la reforma militar de Manuel Azaña fueron intentar conseguir un ejército más moderno y eficaz, y subordinar el «poder militar» al poder civil. Uno de sus primeros decretos, de 22 de abril, obligó a los jefes y oficiales a prometer fidelidad a la República. Para intentar resolver uno de los problemas que tenía el ejército español, que era el excesivo número de oficiales, jefes y generales, el Gobierno Provisional a propuesta de Azaña aprobó el 25 de abril de 1931 un decreto de retiros extraordinarios en el que se ofrecía a los oficiales del Ejército que así lo solicitaran la posibilidad de apartarse voluntariamente del servicio activo con la totalidad del sueldo. Casi 9000 mandos (entre ellos 84 generales) se acogieron a la medida, aproximadamente un 40 % de la oficialidad, y gracias a esto Azaña pudo acometer a continuación la reorganización del Ejército. Otra de las cuestiones que abordó Azaña fue el conflictivo tema de los ascensos, promulgando unos decretos de mayo y junio por el que se anulaban gran parte de los producidos durante la Dictadura por «méritos de guerra», lo que supuso que unos 300 militares perdieran uno o dos grados, y que otros sufrieran un fuerte retroceso en el escalafón, como en el caso del general Francisco Franco. La reforma militar de Azaña fue duramente combatida por un sector de la oficialidad, por los medios políticos conservadores y por los órganos de expresión militares La Correspondencia Militar y Ejército y Armada. A Manuel Azaña se le acusó de querer «triturar» al Ejército.
En cuanto al segundo objetivo de la reforma militar de Manuel Azaña, «civilizar» la vida política poniendo fin al intervencionismo militar devolviendo a los militares a los cuarteles, la medida más importante fue derogar la ley de Jurisdicciones de 1906 (que durante la monarquía había puesto bajo la jurisdicción militar a los civiles acusados de delitos contra la patria o el Ejército). Sin embargo la derogación de la Ley de Jurisdicciones, no supuso que en la República se dejara de utilizar la jurisdicción militar para el mantenimiento del orden público sin necesidad de recurrir a la suspensión de las garantías constitucionales o declarar el estado de excepción. El poder militar siguió ocupando una buena parte de los órganos de la administración del Estado relacionada con el orden público, desde las jefaturas de policía, de la Guardia Civil (cuyo carácter de cuerpo militarizado se mantuvo) y de la Guardia de Asalto (la nueva fuerza de orden público creada por la República), hasta la Dirección General de Seguridad.

#### La «cuestión agraria»

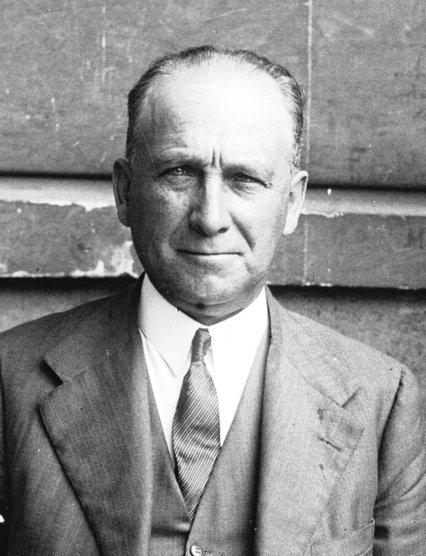
Francisco Largo Caballero

Unos de los problemas más urgentes que tuvo que resolver el Gobierno Provisional en la primavera de 1931 fue la grave situación que estaban padeciendo los jornaleros, sobre todo en Andalucía y Extremadura, donde el invierno anterior se habían superado los 100.000 parados y los abusos en la contratación y los bajos salarios los mantenían en la miseria. Así pues para aliviar la situación de los jornaleros de la mitad sur de España, el Gobierno Provisional aprobó a propuesta del ministro de Trabajo, Francisco Largo Caballero, siete decretos agrarios del Gobierno Provisional que tuvieron un enorme impacto, especialmente el Decreto de Términos Municipales, de 20 de abril de 1931, que proporcionaba a los sindicatos un mayor control del mercado de trabajo, al impedir la contratación de jornaleros de fuera del municipio hasta que no tuvieran trabajo los de la localidad, y el decreto de Jurados Mixtos, de 7 de mayo, por el que se creaban estos organismos integrados por 6 patronos, 6 obreros y 1 secretario nombrado por el Ministerio de Trabajo para regular las condiciones de trabajo en el campo. Gracias a estos decretos los jornales de la campaña agrícola experimentaron subidas sustanciales (de 3’5 pesetas pasaron a superar las 5 pesetas diarias).
La aplicación de los decretos agrarios del Gobierno Provisional propuestos por el ministro socialista Largo Caballero encontró la viva oposición de los propietarios que se apoyaron en los ayuntamientos en su mayoría monárquicos y en el recurso a la Guardia Civil para enfrentarse a los representantes de la Federación Nacional de Trabajadores de la Tierra (FNTT) de UGT y las Casas del Pueblo socialistas, que funcionaban a modo de cuarteles generales de los obreros sindicados de las distintas localidades. Así «en los pueblos y aldeas, inevitablemente, las primeras semanas de la República provocaron un cierto ambiente de guerra de clases».  No solo el Instituto de Reforma Agraria (IRA) recibió una financiación pública claramente insuficiente para los objetivos proclamados de asentamiento de campesinos, sino que también su gestión presupuestaria de lo recibido fue notablemente ineficiente. Se sorprende Malefakis de que, habiendo recibido el IRA subvenciones del Estado por 158 millones de pesetas, al final de 1935 tuviera 96 millones pendientes de emplear (el 60%), máxime cuando la mayor parte de las tierras obtenidas no habían tenido que ser expropiadas, por pertenecer a la Grandeza. En opinión de Malefakis, en la izquierda  republicana española, de base urbana y vocación europea, primaba históricamente su orientación anticlerical, antimilitarista y antimonárquica y no se involucró profundamente en la reforma agraria. Eran conscientes de las implicaciones revolucionarias de la Ley de Reforma Agraria y temían que una excesivamente rápida aplicación de aquella produjese resistencia masiva de los propietarios o asaltos caóticos a las grandes propiedades.

#### La «cuestión social»
Largo Caballero también emprendió una reforma de las relaciones laborales que consistía en crear un marco legal que las reglamentara afianzando el poder de los sindicatos, especialmente de la UGT (sindicato socialista del que Largo Caballero era uno de sus líderes), en la negociación de los contratos de trabajo y en la vigilancia de su cumplimiento.
Las dos piezas básicas del proyecto fueron la ley de Contratos de Trabajo y la de Jurados Mixtos, leyes aprobadas bajo la presidencia de Manuel Azaña. La Ley de Contratos de Trabajo, de 21 de noviembre de 1931, regulaba los convenios colectivos (negociados por los representantes de las patronales y de los sindicatos por períodos mínimos de dos años y que obligaban a ambas partes) y dictaminaba las condiciones de suspensión y rescisión de los contratos. Además, establecía por primera vez el derecho a vacaciones pagadas (siete días al año) y protegía el derecho de huelga que, bajo ciertas condiciones, no podía ser causa de despido. Por su parte, la Ley de Jurados Mixtos, de 27 de noviembre de 1931, extendía el sistema de jurados mixtos (aprobado en mayo para el sector agrario) a la industria y a los servicios. Su composición era la misma y su misión también: mediar en los conflictos laborales estableciendo un dictamen conciliatorio en cada caso.
El Gobierno Provisional esperaba que estas medidas redujeran el número de huelgas, pero la paz social no se produjo a causa de la incidencia de la recesión económica, y sobre todo por la negativa de la CNT a utilizar los mecanismos oficiales de conciliación, que identificaba con el corporativismo de la dictadura de Primo de Rivera. La CNT se opuso radicalmente a la ley de contratos de trabajo y a los jurados mixtos y se lanzó a la acción directa para conseguir por otros medios el monopolio de la negociación laboral. También se opusieron los empresarios porque no estaban dispuestos a aceptar las decisiones de los Jurados Mixtos cuando beneficiaban a los trabajadores.

#### Cronología
- 14 de abril: tras las elecciones municipales se proclama en España la Segunda República y el Comité Revolucionario surgido del Pacto de San Sebastián se convierte en el Gobierno Provisional.[52] Varias decenas de miembros de las Juventudes Socialistas son desplegadas en el Palacio de Oriente para garantizar la seguridad de la familia real, aún en su interior.[52] Al conocer los resultados, Francesc Macià proclama el Estado catalán e invita a las demás regiones a organizar un Estado federal, si bien poco después colaborará con Madrid priorizando la estabilidad del nuevo régimen.[52] El mundo financiero acogió mal el cambio de régimen. Un préstamo neerlandés privado de sesenta millones de dólares concedido al último gobierno de la monarquía fue cancelado, se registró una fuga de capitales y la cotización de la peseta se depreció un 20 % durante el primer mes de la República. Indalecio Prieto, ministro de Hacienda, amenazó con multas y confiscaciones a los implicados en la fuga de capitales, negoció la compra de divisas extranjeras y cerró un tratado de compra de gasolina con la Unión Soviética a un precio ostensiblemente más barato que los ofrecidos por las compañías británicas y estadounidenses.[52]
- 28 de abril: el Gobierno Provisional dicta su primer decreto de importancia destinado a combatir el paro agrícola. Las reformas, impulsadas por Francisco Largo Caballero, continuarían en los meses siguientes con la oposición de la mayoría de alcaldes y terratenientes, afectos a la monarquía.[52]
- 1 de mayo: el clero se muestra dividido en el acatamiento al régimen republicano entre aquellos que recomiendan obediencia a las autoridades (pero sin reconocer a la república como gobierno legítimo) y los abiertamente hostiles, como el cardenal Segura, cardenal primado de Toledo, que lanza una diatriba antilaicista en su pastoral del 1 de mayo de 1931.[52]
- 6 de mayo: la enseñanza religiosa en la escuela pública deja de ser obligatoria, pasa a ser voluntaria.[52]
- 10 de mayo: causando gran polémica, se inaugura el Círculo Monárquico en Madrid. Ante los rumores de que un monárquico exaltado[53] había asesinado a un taxista que se negó a gritar «Viva el Rey», un grupo de personas provocó un altercado a las puertas de dicha institución.[52]
- 11 de mayo: unos veinticuatro conventos, colegios y centros católicos a nivel nacional son incendiados.[52]
- 12 de mayo: los sucesos del día anterior llevan al traste los esfuerzos de Prieto por reactivar el préstamo neerlandés. En consecuencia, se llevan a cabo depósitos en el Banco de Francia.[52]
- 13 de mayo: el gobierno declara persona non grata al cardenal primado Pedro Segura por provocador y por sus críticas al sistema dirigidas a los fieles.[52]
- 22 de mayo: el gobierno proclama la libertad religiosa.[52] Además, se decreta que el Ministerio de Instrucción Pública es libre de retirar las obras de arte que guardasen los edificios religiosos si se estimaba que corrían peligro de resultar deteriorados.[52]
- 26 de mayo: Azaña comienza la reforma del Ejército. El número de divisiones se reduce de dieciséis a ocho; se limita el servicio militar obligatorio a un año. Además, se elimina el rango de capitán general; las capitanías eran una institución con la capacidad de hacerse con el Gobierno ante situaciones de tensión. Las funciones de los generales de división se reducirían a las estrictamente castrenses y se intentaría reducir el número de oficiales de 26 000 a 8300. Para lograrlo, a aquellos oficiales que renunciasen voluntariamente se les ofrecería el retiro con la paga completa, algo que era visto por los altos mandos como un soborno a pesar de que se comprendía lo necesario de la reforma. No obstante, miles de oficiales se acogieron a la medida.[52]
- 29 de mayo: por decreto del ministro de Instrucción Pública, Marcelino Domingo, se crea el Patronato de las Misiones Pedagógicas, con el fin de «difundir la cultura general, la moderna orientación docente y la educación ciudadana en aldeas, villas y lugares, con especial atención a los intereses espirituales de la población». Una Comisión Central en Madrid, en colaboración con la Universidad de Madrid y otras comisiones creadas al efecto en provincias organizarán, entre otras muchísimas actividades, sesiones de cine, teatro y la circulación de bibliotecas ambulantes por los pueblos más alejados de la geografía española.[54]
- 3 de junio: los obispos españoles protestan ante el presidente del Gobierno por su pretensión de separar Iglesia y Estado.[52]
- Elecciones a Cortes Constituyentes de 28 de junio de 1931. Mayoría de partidos de izquierda en el Parlamento.

| ← Elecciones generales españolas, 28 de junio de 1931 → |         |        |      |
| Partido                                                 | Escaños | % Esc. | Dif. |
| Partido Socialista (PSOE)                               | 115     | 24,5   | -    |
| Partido Republicano Radical (PRR)                       | 94      | 20,2   | -    |
| Partido Republicano Radical Socialista (PRRS)           | 59      | 12,5   | -    |
| Esquerra Republicana de Catalunya (ERC)                 | 31      | 6,5    | -    |
| Acción Republicana                                      | 28      | 5,9    | -    |
| Agrarios (predecesores del Partido Agrario)             | 26      | 5,5    | -    |
| Progresistas                                            | 22      | 4,6    | -    |
| Federalistas                                            | 17      | 3,6    | -    |
| Federación Republicana Galega                           | 16      | 3,4    | -    |
| Vasco-navarros                                          | 15      | 3,2    | -    |
| Agrupación al Servicio de la República                  | 13      | 2,8    | -    |
| Lliga Regionalista                                      | 4       | 0,8    | -    |
| Unió Socialista de Catalunya                            | 4       | 0,8    | -    |
| Partit Català Republicà                                 | 2       | 0,4    | -    |
| Partido Liberal Demócrata                               | 2       | 0,4    | -    |
| Republicanos galleguistas                               | 1       | 0,2    | -    |
| Monárquicos liberales                                   | 1       | 0,2    | -    |
| Independientes                                          | 20      | 4,2    | -    |
| TOTAL                                                   | 470     | 100    | -    |

- 4 de julio: tienen lugar la huelga de la Telefónica y la huelga general convocada por el sindicato anarquista Confederación Nacional del Trabajo (CNT).[55]
- 14 de julio: se clausura la Academia General Militar de Zaragoza, desatando el enfado de los oficiales más antirrepublicanos.[56]
- 3 de agosto: se aprueba en referéndum el proyecto de Estatuto de Cataluña con un 75 % de participación y la práctica totalidad de votos a favor.
- 22 de septiembre: el proyecto de Estatuto vasco, apoyado por carlistas y nacionalistas vascos, es rechazado en las Cortes Constituyentes por sobrepasar los límites constitucionales.

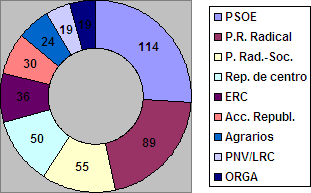
Las Cortes Constituyentes de 1931 (escaños por partido).

- 14 de octubre: Niceto Alcalá-Zamora dimite como presidente del Gobierno por su desacuerdo con la aprobación del artículo 26 de la Constitución, que prohíbe el ejercicio de la enseñanza a la Iglesia católica. Le sustituye Manuel Azaña, que formará el Segundo Gobierno Provisional de la Segunda República Española.
- 29 de octubre: se promulga la Ley de Defensa de la República.[56]
- Octubre: Ramiro Ledesma Ramos y Onésimo Redondo fundan las JONS, una organización fascista. Aunque políticamente es un grupo marginal, recibe donativos ocasionales de Juan March, Antonio Goicoechea y algunos banqueros vascos.[57]
- 9 de diciembre: aprobación por las Cortes de la Constitución de la República Española de 1931.

### Primer bienio o bienio social-azañista (1931-1933)
El primer bienio o bienio social-azañista, también conocido como bienio reformista o bienio transformador, constituye la etapa de la Segunda República en la que el gobierno de coalición de republicanos de izquierda y de socialistas presidido por Manuel Azaña, formado el 15 de diciembre de 1931 tras aprobarse la Constitución de 1931 y tras rechazar el Partido Republicano Radical su participación en el mismo por estar en desacuerdo con la continuidad en el gobierno de los socialistas, profundiza las reformas iniciadas por el Gobierno Provisional. Su propósito era modernizar la realidad económica, social, política y cultural españolas. El nuevo gobierno se formó tras la elección de Niceto Alcalá Zamora como presidente de la República, quien confirmó a Manuel Azaña como presidente del Gobierno.
Pero todo el amplio abanico de reformas encontró gran resistencia por parte de los grupos sociales y corporativos a los que las reformas intentaban «descabalgar» de sus posiciones adquiridas: los terratenientes, los grandes empresarios, financieros y patronos, la Iglesia católica, las órdenes religiosas, la opinión católica, la opinión monárquica, el militarismo «africanista». Y también existió una resistencia al reformismo republicano de signo contrario: el de revolucionarismo a ultranza, que encabezaron las organizaciones anarquistas (la CNT y la FAI) y un sector del socialismo, el vinculado al sindicato UGT. Para ellos la república representaba el «orden burgués» (sin demasiadas diferencias con los regímenes políticos anteriores, dictadura y monarquía) que había que destruir para alcanzar el «comunismo libertario», según los primeros, o el «socialismo», según los segundos.

#### La «cuestión religiosa» y la política educativa
A partir de la aprobación de la Constitución de 1931 el gobierno republicano-socialista promulgó una serie de decretos y presentó unas leyes para su aprobación por las Cortes que hicieran efectiva la aconfesionalidad del Estado y que permitieran que este asumiera aquellas funciones administrativas y sociales que la Iglesia católica había desempeñado hasta entonces. La primera medida que tomó fue el Decreto de 23 de enero de 1932, que daba cumplimiento a lo dispuesto en el artículo 26 de la Constitución: la disolución de la orden de los jesuitas y la nacionalización de la mayor parte de sus bienes (colegios y residencias, especialmente), que pasaron a ser gestionados por un Patronato.
Cumpliendo otro mandato constitucional, siete días después, el decreto de 30 de enero de 1932 secularizaba los cementerios, que pasaron a ser propiedad de los ayuntamientos. Pocos días después, el 2 de febrero de 1932, las Cortes aprobaban la ley de divorcio.
El momento de mayor confrontación entre el gobierno de Azaña y la Iglesia católica fue con motivo de la ley de Confesiones y Congregaciones Religiosas, cuyo debate en las Cortes tuvo lugar en los primeros meses de 1933. Los cardenales y obispos españoles, encabezados por el nuevo cardenal primado Isidro Gomá y Tomás, publicaron una carta episcopal que consideraba la ley «un duro ultraje a los derechos divinos de la Iglesia» y en la que llamaban a la movilización de los católicos. El 3 de junio, al día siguiente de la promulgación de la ley, se hacía pública una encíclica del papa Pío XI (Dilectissima Nobis) en la que condenaba el “espíritu anticristiano” del régimen español, afirmando que la ley de Congregaciones «nunca podrá ser invocada contra los derechos imprescriptibles de la Iglesia».
Lo que hacía la ley de Congregaciones era desarrollar los artículos 26 y 27 de la Constitución: reglamentaba el culto público católico; suprimía la dotación de «culto y clero» del Estado; nacionalizaba parte del patrimonio eclesiástico (templos, monasterios, seminarios, etc.) aunque quedaban a disposición de la Iglesia; y por último, establecía el cierre de los centros de enseñanza católicos de secundaria para el 1 de octubre y los de primaria para el 31 de diciembre de 1933.
La política educativa
Una de las prioridades del Gobierno Provisional ya había sido la construcción de escuelas primarias públicas, para poner fin a una de las lacras de la sociedad española, el todavía elevado analfabetismo (en 1931 las estimaciones oscilaban entre el 30 y el 50 % de la población total). Se calculó que para atender al más de millón y medio de niños que no iban a la escuela, el Estado necesitaría construir unas 27 000 nuevas escuelas, a un ritmo de 5000 cada año. A finales de 1932 el ministro de Instrucción Pública, el socialista Fernando de los Ríos, comunicó a las Cortes que se habían construido o habilitado casi 10 000 escuelas, pero el plan previsto no pudo cumplirse por falta de recursos debido a la caída de los ingresos de la Hacienda Pública a causa de la depresión económica y a la política de equilibrio presupuestario decidida por el gobierno.
Las necesidades de escuelas primarias estatales aumentaron todavía más cuando se aprobó la ley de Congregaciones que había establecido el cierre de los colegios de primaria religiosos para el 31 de diciembre de 1933, y el cálculo que había hecho el ministerio era que para atender a los 350 000 niños de esos colegios sería necesario construir a toda prisa unas 7000 escuelas más.
En el verano de 1933 el gobierno de Azaña puso en marcha «el más notable de sus experimentos» educativos: las misiones pedagógicas. Era una iniciativa del crítico de arte Manuel Bartolomé Cossío, ligado a la Institución Libre de Enseñanza, que quería llevar «el aliento del progreso» a los pueblos más aislados y atrasados de España. Así profesores y estudiantes, la mayoría de ellos de la Universidad de Madrid, se fueron a las aldeas con reproducciones de pinturas célebres y con discos y películas, y sobre escenarios improvisados representaban obras de teatro de Lope de Vega y de Calderón de la Barca. Asimismo llevaban libros y medicinas y ayudaban a construir escuelas. En este proyecto también participó el grupo teatral La Barraca, creado por Federico García Lorca.
Muestra de la decidida determinación del gobierno en política educativa fue el incremento de los presupuestos del Ministerio de Instrucción, aunque en muchas ocasiones se mostraron insuficientes. La potenciación de la coeducación, además de que la religión dejó de ser asignatura obligatoria, agudizó el enfrentamiento con la Iglesia. También hubo interesantes proyectos en el campo educacional, contando con el antecedente de la labor de la Institución Libre de Enseñanza y la Junta de Ampliación de Estudios (modernización de la Universidad, ampliación de los centros y alumnos de bachillerato) e importantes realizaciones en el campo cultural (bibliotecas ambulantes, misiones pedagógicas). Se trató, pues, de la acción más decidida de la historia del país hasta entonces por mejorar la educación española. Y esto no solo fue en inversiones, sino también intentando introducir mejoras pedagógicas y dando paso a las nuevas corrientes en esta materia.
La política de bibliotecas que coordinó Teresa Andrés Zamora, llevó la lectura pública y las bibliotecas de Cultura Popular a las organizaciones del frente popular y, con el estallido de la guerra, las llevó hasta las trincheras y hospitales, además de a las escuelas y ayuntamientos. Se mantuvo activa hasta el último momento en que cesaron a todo el personal y decretaron a incautación de bibliotecas. Poco antes se inauguró la Biblioteca Central de Consulta y Lectura que se instaló en la Residencia de Estudiantes.
La Dictadura franquista destruyó la acción bibliotecaria republicana, pero afloró en Hispanoamérica, donde el personal bibliotecario exiliado pudo conformar «un segundo renacimiento cultural en el exilio»

#### La «cuestión social»
Las primeras reformas en este campo fueron acordadas por el Gobierno Provisional a propuesta del ministro de Trabajo, el socialista Francisco Largo Caballero, líder de la UGT, que continuó con el mismo cargo en el gobierno de Azaña. Las dos piezas básicas de su proyecto de regulación de las relaciones laborales, la Ley de Contratos de Trabajo y la de Jurados Mixtos, fueron muy contestadas tanto por la CNT como por los patronos.
El número de huelgas y de incidentes violentos a consecuencia de ellas (que crearon graves problemas de orden público) se fue incrementando a lo largo del primer bienio de la República, a causa fundamentalmente de la negativa de la CNT a utilizar los mecanismos oficiales de conciliación. Lo que estaba en juego eran dos modelos sindicales, socialista y anarcosindicalista, casi opuestos, que además seguían teniendo una presencia diferente en las diversas regiones, pues si los socialistas eran preponderantes en Madrid, Asturias y el País Vasco, los anarquistas lo eran en Andalucía, Valencia y Cataluña.
Los patronos también se movilizaron contra la reforma sociolaboral de Largo Caballero. Así a finales de enero de 1933, en plena crisis política por los sucesos de Casas Viejas, la Confederación Patronal Española dirigió una carta abierta a Azaña en la que señalaba la «vertiginosa rapidez» con que iba siendo aprobada la nueva legislación social y se quejaba de los jurados mixtos que prácticamente siempre daban la razón a los obreros, gracias al voto del representante del ministro de Trabajo que deshacía los empates. En parecidos términos se expresó la Unión Económica, que agrupaba a empresarios y economistas, que se quejó de las tendencias «socialistas» del Gobierno. Estas movilizaciones confluyeron en una asamblea económico-social celebrada en Madrid en julio de 1933, en la que se pidió la salida de los socialistas del gobierno, a los que hacían responsables de la «ruina de la economía» por el aumento de los costes (a causa de los incrementos de los salarios) y de la intervención obrera (la «socialización en frío» la llamaban) y por su ineficacia para detener y reducir el número de huelgas y garantizar la paz social.

#### La «cuestión militar»
Cuando se forma el segundo gobierno de Azaña en diciembre de 1931, la reforma militar ya está en marcha. Había sido obra del propio Azaña, que en el Gobierno Provisional desempeñó el Ministerio de la Guerra, cargo que desde octubre de 1931 había simultaneado con el de presidente del gobierno. Los decretos sobre los ascensos fueron confirmados por las Cortes por una ley de Reclutamiento y Ascensos de la Oficialidad de 12 de septiembre de 1932 que además estableció un baremo para los ascensos en los que primaba la antigüedad y la capacitación profesional. Asimismo esta ley unificó en una única escala a los oficiales de carrera y a los procedentes de la tropa.
Los oficiales que en general se habían opuesto a la reforma militar de Manuel Azaña también protestaron cuando una ley de septiembre de 1932 obligó a los candidatos a ingresar en las academias de oficiales a servir en el ejército seis meses y a seguir cierto número de cursillos en una Universidad. «En su opinión, el requisito de los estudios universitarios era una tentativa de diluir el espíritu militar de una nueva generación de oficiales... En realidad el Gobierno se proponía quebrantar las antiguas barreras de casta y la mutua ignorancia, poniendo a los futuros oficiales en contacto, durante una parte de su educación, con los futuros miembros de las profesionales liberales».
En marzo de 1932 las Cortes aprobaron una ley que autorizaba al ministro de la Guerra, es decir a Manuel Azaña, a pasar a la reserva a aquellos generales que durante seis meses no hubieran recibido ningún destino. Era una forma encubierta de deshacerse de aquellos generales de los que el gobierno dudara de su fidelidad a la República. La misma ley disponía que los oficiales que hubieran aceptado el retiro establecido en el decreto de mayo de 1931 perderían sus pensiones si eran hallados culpables de difamación según la Ley de Defensa de la República. Esta última medida levantó un vivo debate en las Cortes, ya que tanto Miguel Maura como Ángel Ossorio y Gallardo denunciaron la injusticia de la que podrían ser víctimas los alrededor de 5000 oficiales recientemente retirados que en un momento dado criticaran al Gobierno. Azaña respondió que sería intolerable para la república el tener que pagar a sus «enemigos».
Asimismo en diciembre de 1931 se creó el cuerpo de suboficiales, con la posibilidad de incorporarse al Cuerpo de oficiales en la Escala de Complemento y además se les reservaba el 60% de las plazas en las academias militares. De esta forma se pretendía democratizar la base social e ideológica de los mandos del Ejército. Y también se pretendía estrechar el vacío profesional que había entre los oficiales y los suboficiales.
En cuanto al servicio militar obligatorio este se redujo a doce meses (cuatro semanas para los bachilleres y universitarios), pero mantuvo la redención en metálico del servicio militar, aunque solo podía aplicarse a partir de los seis meses de permanecer en filas.
Por último, se mantuvo la aplicación de la jurisdicción militar a individuos civiles con motivos de orden público, ya que la Constitución de 1931 mantuvo dentro de su competencia los «delitos militares» y «los servicios de armas y la disciplina de todos los institutos armados», concepto este último que abarcaba no solo a las Fuerzas Armadas «que defendían el territorio nacional», sino también a las fuerzas encargadas «solo de mantener el Orden Público» (Guardia Civil, Carabineros y cualquier otro posible nuevo cuerpo militarizado). Es decir que los consejos de guerra eran, por ejemplo, competentes para procesar a paisanos que hubieran expresado críticas a las Fuerzas Armadas o la Guardia Civil. Y también eran competentes para juzgar a aquellos que hubieran amenazado el orden público, como sucedió en las insurrecciones anarquistas del Alto Llobregat de enero de 1932 y la de toda España de enero de 1933. Como señaló el socialista Juan Simeón Vidarte:

Aunque ello parezca extraño, no llegó a modificarse el Código de justicia Militar y en todos los choques que se produjeron entre el pueblo y la Guardia Civil, siguieron interviniendo los Consejos de guerra

El intento de golpe de Estado encabezado por el general Sanjurjo, en agosto de 1932, fue exponente del malestar de una parte del Ejército por causas no estrictamente políticas. «La fortísima campaña desatada por los medios conservadores contra la reforma, personalizada en la figura de Azaña, contribuyó, además, a convertir al primer ministro en la auténtica bestia negra de muchos militares».

#### La «cuestión regional»
El Estatuto de Cataluña

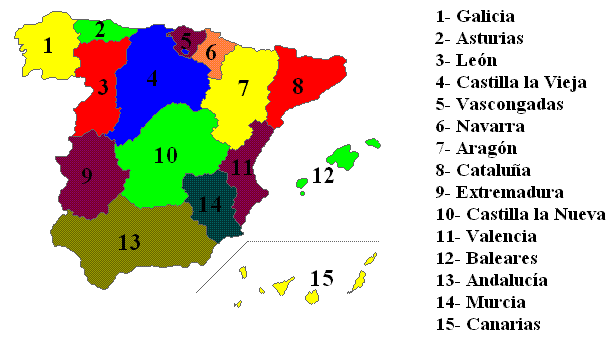
Regiones con derecho a nombrar vocal en el Tribunal de Garantías Constitucionales

Entre enero y abril de 1932 una comisión de las Cortes adecuó el proyecto de Estatuto de Cataluña (el llamado Estatuto de Nuria) a la Constitución de 1931 y aun así encontró una enorme oposición en la cámara para su aprobación, especialmente entre la minoría agraria y los diputados de la Comunión Tradicionalista que ya se habían separado de los diputados del PNV en la minoría vasco-navarra, y que incluyó una amplia movilización callejera «antiseparatista». «Manuel Azaña arriesgó la vida de su gobierno y su prestigio personal en la aprobación del Estatuto». Tras cuatro meses de debates interminables, solo el fallido golpe de Estado del general Sanjurjo de agosto de 1932 motivó que se acelerara la discusión del Estatuto, que finalmente fue aprobado el 9 de septiembre por 314 votos a favor (todos los partidos que apoyaban al gobierno, más la mayoría de los diputados del Partido Republicano Radical) y 24 en contra. El Estatuto era menos de lo que los nacionalistas catalanes habían esperado (la versión final eliminaba todas las frases que implicaban soberanía para Cataluña; se rechazaba la fórmula federal; los idiomas castellano y catalán eran declarados igualmente oficiales, etc), «pero cuando el presidente del Consejo de ministros fue a Barcelona para la ceremonia de presentación, lo recibieron con una tremenda ovación». Las primeras elecciones al Parlament tuvieron lugar dos meses después (en noviembre de 1932) y fueron ganadas por Esquerra Republicana de Cataluña, seguida a mucha distancia de la Lliga Regionalista. Francesc Macià fue así confirmado como presidente de la Generalidad.
Mediante el Estatuto, Cataluña se convirtió en región autónoma, que sería regida por un gobierno propio, la Generalidad de Cataluña, formada por un presidente, un parlamento y un consejo ejecutivo. La Generalidad tendría facultades legislativas y ejecutivas en hacienda, economía, educación y cultura, transportes y comunicaciones; el Gobierno de la república se ocuparía de las relaciones exteriores y el ejército.
El Estatuto del País Vasco

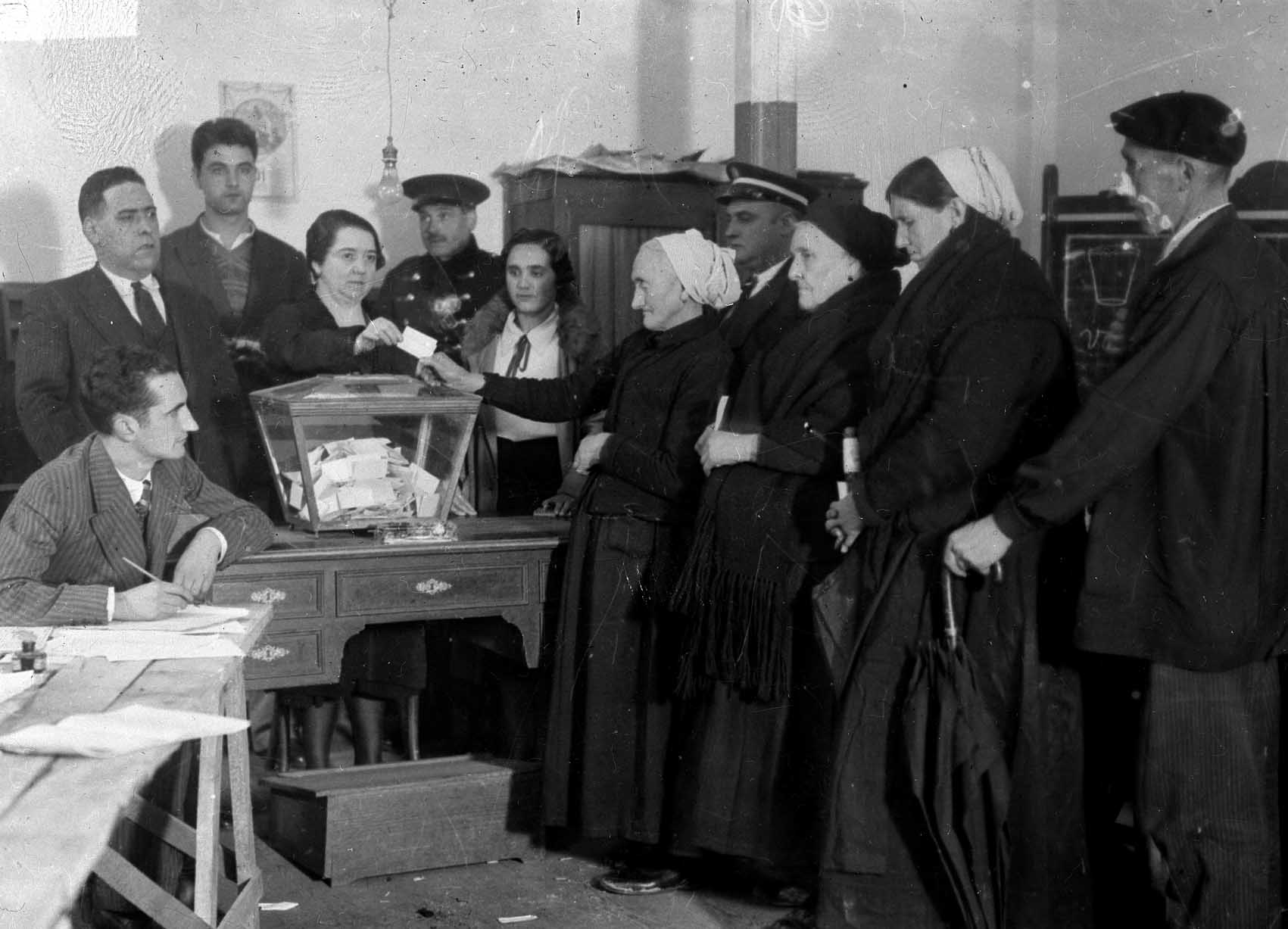
Referéndum autonómico del 5 de noviembre de 1933 en Éibar para la aprobación de un nuevo texto de Estatuto

Tras el rechazo del Estatuto de Estella por su clara incompatibilidad con la Constitución de 1931, en diciembre de 1931 las Cortes encargaron a las Comisiones Gestoras provisionales de las Diputaciones, dominadas por los republicanos y los socialistas, para que elaboraran un nuevo proyecto de Estatuto, que al final fue consensuado con el PNV. Una Asamblea de Ayuntamientos celebrada en Pamplona en junio de 1932 aprobó el proyecto, pero los carlistas lo rechazaron, por lo que al tener la mayoría en Navarra, dejaron fuera del ámbito de la futura «región autónoma» a este territorio. Ello obligó a una nueva redacción del proyecto que excluyera a Navarra y a un nuevo retraso. Un nuevo obstáculo se planteó cuando al realizarse el preceptivo referéndum sobre el «Estatuto de las Gestoras» el 5 de noviembre de 1933, en plena campaña para las elecciones a Cortes, los votos favorables en Álava no alcanzaron la mayoría del censo, de nuevo por la oposición de los carlistas (Álava era una provincia que, como Navarra, tenía una menor identidad nacionalista vasca debido a la fuerte implantación del carlismo).
El Estatuto de Galicia.
En cuanto a Galicia, la primera iniciativa, a cargo del ayuntamiento de Santiago de Compostela, se tomó más tarde, en abril de 1932. Pero solo nueve meses después, en diciembre, ya se había cumplido la primera fase del proceso establecido por la Constitución de 1931, al haber aprobado la mayoría de los ayuntamientos gallegos un proyecto de estatuto, que estaba inspirado en buena medida en el Estatuto catalán que acababan de aprobar las Cortes. Sin embargo, al igual que en el caso vasco, el triunfo del centro-derecha en las elecciones de noviembre de 1933 paralizó el proceso.

#### La «cuestión agraria»: la Ley de Reforma Agraria
Durante el primer bienio se continuaron aplicando los decretos agrarios del Gobierno Provisional aprobados a propuesta del ministro de Trabajo el socialista Francisco Largo Caballero y también continuó la oposición de los propietarios que se apoyaron en los ayuntamientos en su mayoría monárquicos y en el recurso a la Guardia Civil para enfrentarse a los representantes de la Federación Nacional de Trabajadores de la Tierra (FNTT) de UGT. Esta última creció mucho durante este tiempo, pues pasó de unos 100 000 afiliados en 1931 a cerca de 450 000 en el verano del año siguiente (hasta constituir casi la mitad de los afiliados de toda la UGT), siendo la mayoría de los nuevos afiliados campesinos sin tierras que se sentían agradecidos a los socialistas porque estos le habían dado su primera oportunidad de hacer oír su voz a la hora de negociar con los propietarios. Lo mismo sucedió con las organizaciones de propietarios agrarios ya que a la antigua Confederación Nacional Católico-Agraria, se sumó en 1931 la Agrupación de Propietarios de Fincas Rústicas, y en marzo de 1933, la Confederación Española Patronal Agrícola (en cuyo manifiesto fundacional se decía: «el socialismo es el enemigo; él y sus aliados; él y sus colaboradores»). De estas organizaciones saldrán muchos de los dirigentes de la futura CEDA.
La Ley de Reforma Agraria
Después del rechazo de dos anteproyectos de ley de reforma agraria, en marzo de 1932 un tercero elaborado por el equipo del Ministerio de Agricultura del radical-socialista Marcelino Domingo fue tomado como base del debate en las Cortes. Pero la discusión del proyecto de ley se fue alargando y se habría prolongado aún más de no haberse producido el intento de golpe de Estado encabezado por el general Sanjurjo del 10 de agosto de 1932, que al ser derrotado dio al gobierno el impulso definitivo para la aprobación de la Ley (el fracaso del golpe de Estado de Sanjurjo también desatascó el debate sobre el Estatuto de Autonomía de Cataluña).
La reforma agraria, finalmente aprobada, consistió en la expropiación (con indemnización, excepto las tierras de la nobleza que fueran «grandes de España» por su supuesta implicación en la «Sanjurjada») de las tierras de la España latifundista (Andalucía, Extremadura, el sur de La Mancha y la provincia de Salamanca) incluidas en los apartados que señalaba la Base 5.ª de la Ley, que contemplaba cuatro tipos de tierras expropiables: los señoríos jurisdiccionales, las tierras mal cultivadas, las sistemáticamente arrendadas y las que estaban en zonas de riego y no hubieran sido convertidas en regadío.
Así pues, la Ley de Reforma Agraria establecía la expropiación con indemnización de las grandes fincas que no fuesen cultivadas directamente por sus dueños, así como las incultas y las de regadío no regadas, para ser repartidas entre familias de campesinos o entre colectividades de agricultores. Para llevar a cabo la redistribución de las tierras se creó el Instituto de Reforma Agraria (IRA), del que dependían las juntas provinciales y las comunidades de campesinos. Se otorgó al Instituto un crédito anual de 50 millones de pesetas y se proyectó asentar anualmente de 60 a 75 mil campesinos. El mecanismo de actuación fue el siguiente: las tierras expropiadas o confiscadas pasaban a ser propiedad del Instituto, que las transfería a las juntas provinciales, que a su vez las entregaban a las comunidades de campesinos, para su explotación colectiva o individual, según hubiesen decidido previamente los campesinos. Los problemas que se presentaron para la realización de esta labor fueron numerosos y graves, sin contar con la oposición de los terratenientes expropiados o confiscados, el carácter excesivamente burocrático del Instituto, la falta de datos para conocer las tierras pertenecientes a un mismo dueño, la falta de estudios previos sobre calidad y rendimientos de la tierra, la exclusión de las tierras de pastos, con lo que se marginaba la ganadería. A pesar de todo supuso el primer esfuerzo por repartir tierras entre los campesinos.
Sin embargo y a pesar de las grandes expectativas que había levantado, los efectos de la Ley de Reforma Agraria fueron muy limitados: a finales de 1933 solo se habían ocupado 24.203 ha, repartidas entre 4.339 campesinos, a los que habría que añadir otros tres o cuatro mil en las tierras previamente expropiadas a la Grandeza. La razón principal de este fracaso en la aplicación fue que el Instituto de Reforma Agraria (IRA), que era el organismo encargado de aplicar la ley, fue dotado de unos recursos humanos y económicos insuficientes, debido a la falta de dinero de la Hacienda pública y al boicot que realizó la banca privada (vinculada familiar y económicamente a los terratenientes) al Banco Nacional de Crédito Agrícola, creado por la Ley para financiar la reforma.
La lentitud en la aplicación de la ley se intentó paliar con una medida complementaria, que fue el Decreto de Intensificación de Cultivos de 22 de octubre de 1932, que permitía la ocupación temporal de fincas de tierras de labranza que hubieran dejado de ser arrendadas a cultivadores y se hubieran dedicado solo a la ganadería en la mitad sur de España (Extremadura fundamentalmente). La medida afectó a 1500 fincas en 9 provincias (unas 125.000 hectáreas) y dio trabajo a 40.108 familias, sobre todo extremeñas, cuyos miembros se encontraban en paro.
El fracaso de la reforma agraria fue una de las causas principales de la aguda agitación social del periodo 1933-34, porque el anuncio de la reforma hizo creer a muchos jornaleros en una rápida entrega de tierras, que finalmente no se produjo por lo que pronto se sintieron decepcionados. Esto llevó a la radicalización de la Federación Nacional de Trabajadores de la Tierra (FNTT) de UGT, coincidiendo así con la CNT, que desde el principio había combatido una reforma agraria que, según ella, consolidaba el modelo capitalista en el medio rural e imposibilitaba el que se produjera una «verdadera» revolución.
Al otro lado del espectro político, la reforma agraria unió a los tradicionales sectores sociales dominantes en el agro y contribuyó, en grado similar o incluso superior a la «cuestión religiosa», a consolidarlos como bloque de oposición al régimen republicano. Ya en agosto de 1931 crearon la Asociación Nacional de Propietarios de Fincas Rústicas, en defensa del «legítimo derecho de propiedad», y valiéndose de las viejas redes caciquiles y la apelación continua a la intervención de la Guardia Civil boicotearon la aplicación de los «decretos agrarios». Asimismo, en las Cortes la minoría agraria realizó una aparatosa obstrucción de los debates de la ley que contribuyeron notablemente al retraso en su aprobación.

#### La oposición a las políticas del gobierno «social-azañista»
Los republicanos de centro-derecha
Una vez aprobada la Constitución, los republicanos de centro-derecha, cuyo principal partido era con diferencia el Partido Republicano Radical, se opusieron a la continuidad en el gobierno de los socialistas, debido fundamentalmente a que una parte importante de su base social la constituían las clases medias urbanas y rurales, comerciantes, tenderos y pequeños empresarios que rechazaban las reformas sociolaborales aprobadas por el socialista Francisco Largo Caballero al frente del Ministerio de Trabajo. El líder de los radicales Alejandro Lerroux se convirtió así en el portavoz de todos aquellos que aborrecían a los socialistas y presionó a Niceto Alcalá Zamora para que le retirara su apoyo al gobierno de Azaña. «Que se fueran los socialistas se convirtió en el grito unánime de empresarios y patronos en la primavera y verano de 1933, cuando la crisis económica y el paro llegaban a su punto más alto y la CNT centraba sus huelgas y movilizaciones contra los jurados mixtos», ha señalado Julián Casanova. En un mitin celebrado un año antes en la plaza de toros de Madrid ante 40 000 personas, Lerroux ya había denunciado el «estado de alarma» que habían creado los socialistas y defendido que la única solución era crear un gobierno puramente republicano que estuviera al servicio de «todos los españoles». Tras los sucesos de Casas Viejas de enero de 1933 los radicales hablaron directamente de la existencia de una «dictadura socialista» y empezaron a incluir en sus ataques a los «azañistas».
La derecha católica «accidentalista» de la CEDA

Logo de la CEDA

La hostilidad de la Iglesia católica y de los sectores que la apoyaban a la declaración de la aconfesionalidad del Estado y a la política secularizadora radical que emprendió el gobierno republicano-socialista presidido por Azaña, dio nacimiento al catolicismo político, que logró construir a partir de Acción Nacional (desde marzo de 1932 llamada Acción Popular) un gran partido de masas que fue la Confederación Española de Derechas Autónomas (CEDA), aunque esto no se habría producido sin la dirección, el discurso ideológico y los recursos organizativos de la Iglesia católica. Esta confederación de partidos aglutinaba no solo a las oligarquías del antiguo régimen sino a miles de agricultores medios y pobres dirigidos políticamente por miembros de las clases medias urbanas, que a su vez se sentían perjudicadas por las políticas reformistas de la coalición de izquierda, como determinados sectores profesionales y funcionariales, tanto civiles como militares, o círculos intelectuales vinculados a la tradición conservadora. Y todos ellos veían con horror el laicismo del Estado y con miedo el ascenso de la clase obrera. «El nuevo partido católico inició su actividad buscando una confrontación directa con el gobierno en los dos puntos que podían servir para atraer mayor afiliación: los republicanos eran calificados de fríos perseguidores de la Iglesia, y, en consecuencia, enemigos de la Patria, y a los socialistas se les presentaba como enemigos de la propiedad, de la familia y el orden. Fue así como Acción Popular, y desde su congreso fundacional de febrero y marzo de 1933, la CEDA, lograron una audiencia de masas vinculando la defensa de la religión católica a la lucha por la propiedad como fundamento del orden social». La CEDA fue liderada por el joven abogado José María Gil-Robles, profesor de la Facultad de Derecho de la Universidad de Salamanca, y en el momento de su fundación decía contar 600.000 afiliados, lo que la convertía en el partido más grande de la II República.
La derecha monárquica

Bandera del Requeté carlista

Los monárquicos alfonsinos, a diferencia de los carlistas cuya Comunión Tradicionalista seguía creciendo y organizando sus milicias de requetés, no se propusieron formar un movimiento de masas sino que actuaron en tres frentes: el cultural, actualizando el discurso tradicionalista y conservador, a través de un grupo de intelectuales agrupados en torno a la revista Acción Española; el político, fundando un partido propio, llamado Renovación Española, que intentará formar un frente antirrepublicano con el naciente fascismo español, los carlistas y el sector menos «accidentalista» de la CEDA; y sobre todo el insurreccional, buscando la colaboración de los sectores del Ejército español que se mantenían fieles a la monarquía (a pesar de haber jurado fidelidad a la República) y de aquellos otros descontentos por la reforma militar de Azaña.
El intento de golpe de Estado del general Sanjurjo en agosto de 1932
Aunque el general Sanjurjo al principio no mostró mucho interés en encabezar un pronunciamiento militar que derribara al gobierno de Azaña, su opinión cambió cuando fue destituido en enero de 1932 de su puesto de director de la Guardia Civil, a raíz de los sucesos de Arnedo, y nombrado director general de Carabineros, un cargo de menor relieve.
El intento de golpe de Estado tuvo lugar el 10 de agosto de 1932. En Madrid un grupo de militares y civiles armados al mando de los generales Barrera y Cavalcanti intentaron tomar el Ministerio de la Guerra, donde se encontraba Azaña, pero varias unidades de la Guardia Civil y de Asalto sofocaron la rebelión, en la que murieron nueve sublevados y varios fueron heridos. En Sevilla, en cambio, donde el general Sanjurjo había situado su cuartel general, sí que consiguió que la guarnición apoyara el golpe y se declaró el estado de guerra, aunque Sanjurjo mantuvo las tropas acuarteladas. Publicó un manifiesto en el que anunciaba que no se sublevaba contra la república como tal (lo que decepcionó a parte de los monárquicos que le habían apoyado), sino contra las actuales Cortes «ilegítimas», convocadas por un «régimen de terror», y que había llevado a España al borde de «la ruina, la iniquidad y la desmembración». Inmediatamente los sindicatos convocaron una huelga general en la ciudad y ante la falta de apoyo de otras guarniciones el general Sanjurjo huyó en dirección a Portugal, pero fue detenido en Huelva cerca de la frontera.
Sanjurjo fue condenado a muerte por un consejo de guerra, aunque la pena fue conmutada por la de cadena perpetua por un decreto del Presidente de la República. Sobre los militares y los civiles monárquicos que habían participado o habían apoyado el golpe cayeron casi todas las medidas represivas previstas por la Ley de Defensa de la República: 145 jefes y oficiales fueron detenidos y deportados a Villa Cisneros en la colonia española del Sahara español, como se había hecho con 104 anarquistas unos meses antes con motivo de la insurrección anarquista del Alto Llobregat; sus más destacados órganos de prensa, el diario ABC y la revista Acción Española fueron suspendidos; muchas sedes políticas y culturales fueron clausuradas; las propiedades de la nobleza «grande de España» (acusada de financiar el golpe) fue expropiada sin indemnización de sus tierras por una ley aprobada por el Parlamento, etc.
Los fascistas
Tras el fracaso del golpe de Sanjurjo, los monárquicos empezaron a apoyar financieramente a los pequeños grupos fascistas que habían surgido los dos años anteriores, presionándolos para que se unificaran en una única organización. En 1931, Ramiro Ledesma Ramos y Onésimo Redondo habían fusionado sus respectivos grupos para formar las Juntas de Ofensiva Nacional Sindicalista (JONS), organizadas en «escuadras» según el modelo de las «squadra d’azzione» del fascismo italiano. Otro grupúsculo fascista estaba liderado por el abogado José Antonio Primo de Rivera, hijo del dictador general Primo de Rivera, que había fundado junto con el periodista y escritor Rafael Sánchez Mazas y el aviador Julio Ruiz de Alda el Movimiento Español Sindicalista (MES), que los «jonsistas» consideraban poco «revolucionario». Al MES se sumó el filofascista Frente Español, encabezado por Alfonso García Valdecasas, un antiguo seguidor de José Ortega y Gasset e integrado con él en la Agrupación al Servicio de la República. El impulso definitivo del grupo del MES fue gracias a la firma en agosto de 1933 del llamado «Pacto de El Escorial» por el que los monárquicos alfonsinos de Renovación Española se comprometieron a financiar al movimiento a cambio de que este adoptara gran parte de sus postulados. El 29 de octubre de 1933 el MES celebró un mitin en el teatro Teatro de la Comedia de Madrid, una especie de refundación del movimiento que pasó a llamarse Falange Española. A principios de 1934 falangistas y jonsistas se fusionarían en la Falange Española de las JONS, que hasta la primavera de 1936 siguió siendo una organización minúscula.
La CNT

Bandera de la CNT-FAI.

La CNT se opuso al Gobierno Provisional, primero, y al gobierno social-azañista, después, a medida que vio como las medidas represivas gubernamentales se cebaban con ella (como en los tiempos de la Dictadura de Primo de Rivera) y a medida que se fue promulgando la nueva y prolija legislación laboral de Largo Caballero que intentaba imponer el modelo sindical «corporativo» de UGT por la vía del decreto, y que la CNT consideró como un intento de restarle influencia sobre la clase obrera y como una «traición» a la verdadera «revolución social».
La política de confrontación con la república también tuvo repercusiones internas en la CNT porque reforzó a la tendencia propiamente anarquista (identificada con la Federación Anarquista Ibérica, FAI) frente a la tendencia sindicalista, que lideraban Juan Peiró y Ángel Pestaña, que llegarán a difundir sus tesis contrarias al insurreccionalismo en un manifiesto llamado «de los Treinta» en agosto de 1931. Muchos de estos «treintistas» serán expulsados de la CNT a lo largo de 1932.
La primera muestra importante de la política de confrontación de la CNT fue la convocatoria en julio de 1931 de una huelga de los empleados de la Compañía Telefónica Nacional de España, que dio lugar a sangrientos incidentes en Sevilla, con el resultado de 30 muertos y unos 200 heridos. «Los anarquistas descubrieron que una República los podía tratar con la misma severidad que un Gobierno monárquico». A esta huelga siguieron otras, que culminaron con la insurrección anarquista del Alto Llobregat en enero de 1932, durante la cual se proclamó el «comunismo libertario» y las banderas republicanas fueron sustituidas por las banderas rojas y negras de la CNT. Tuvo que intervenir el Ejército para poner fin a la insurrección.
Hubo muchos detenidos y a unos doscientos dirigentes cenetistas se les aplicó la Ley de Defensa de la República por lo que fueron deportados sin orden judicial a las colonias de África. Con este hecho de los deportados el enfrentamiento entre la CNT y el gobierno republicano-socialista se radicalizó aún más.

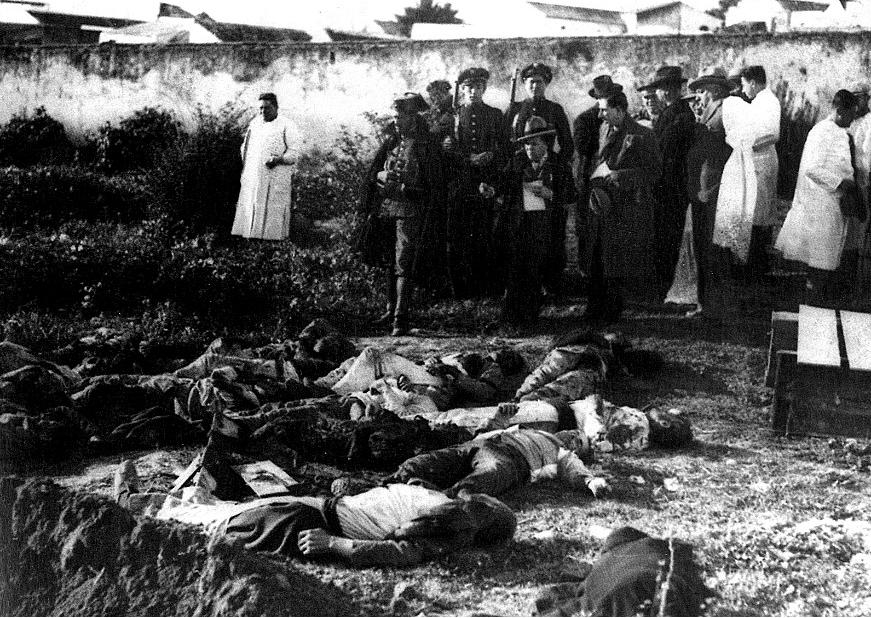
Fotografía tomada poco después de producirse los sucesos de Casas Viejas (enero de 1933). Se pueden ver los cadáveres de los campesinos todavía sin enterrar.

Justo un año después se produjo un nuevo movimiento insurreccional en enero de 1933, esta vez general, que provocó graves incidentes en Cataluña, Aragón, Valencia y Andalucía, expeditivamente reprimidos por las fuerzas gubernativas, que causaron numerosos muertos. Los sucesos más graves tuvieron lugar en la aldea de Casas Viejas (Cádiz) donde la intervención de las fuerzas de orden público provocó una matanza. Los hechos fueron utilizados por la oposición para atacar al gobierno (se difundió la falsa noticia de que el propio Azaña había dado la orden de disparar a los guardias), y aunque pudo superar la crisis, a medio plazo «Casas Viejas» le sería enormemente perjudicial.
En la localidad gaditana de Casas Viejas los guardias al mando del capitán Manuel Rojas entraron a tiros en el pueblo, incendiaron la casa donde se habían refugiado algunos campesinos, entre ellos Francisco Cruz Gutiérrez, conocido como «Seisdedos», quien muere calcinado junto a otros vecinos al ser incendiada su choza por la Guardia de Asalto, y luego procedieron a una serie de detenciones: fusilando a participantes, sospechosos, vecinos y a sus familiares aleatoriamente, un total de catorce vecinos fueron ejecutados.

#### La crisis de la coalición republicano-socialista: el fin del gobierno de Azaña
Contra todos los pronósticos, 1933 resultó un año muy complicado para el gobierno de Azaña. Empezó con la insurrección anarquista de enero de 1933, que desembocó en la matanza de Casas Viejas y minó la credibilidad republicana; las críticas de la oposición quedaron ejemplificadas en la famosa expresión del diputado radical Martínez Barrio «sangre, fango y lágrimas» para referirse al gobierno, que fue utilizada a partir de entonces como eslogan por los detractores de la República (incluso durante el franquismo). Confluyeron las malas noticias sobre la economía y el paro con la ofensiva de las organizaciones patronales contra el sistema de los jurados mixtos, la irrupción del catolicismo como movimiento político de masas con la fundación de la CEDA y el acoso del Partido Republicano Radical.
El punto clave de la ruptura de la coalición de los republicanos de izquierda y los socialistas, sin embargo, no fueron las presiones «externas» o la pérdida de apoyos sino que fue el intenso debate interno que vivió el socialismo español sobre la conveniencia de mantenerse en el gobierno. Crecía el descontento de las bases socialistas en el campo, desilusionadas por el alcance y los ritmos de la reforma agraria, y había habido ya sangrientos enfrentamientos como los de sucesos de Castilblanco (Badajoz) o los sucesos de Arnedo (Logroño) entre jornaleros de la FNTT-UGT y la Guardia Civil, que estaba a las órdenes de un gobierno donde había tres ministros socialistas. En las ciudades la crisis económica se agudizaba, aumentaba el paro y las patronales radicalizaban su oposición a la normativa sociolaboral. Todo ello acentuó la brecha de las bases socialistas con «su» gobierno. Por otro lado, los dirigentes de UGT observaron el crecimiento más rápido de sus rivales de la CNT y lo atribuyeron al hecho de que estos no se habían comprometido colaborando con un Gobierno «burgués». Los sucesos de Casas Viejas son los que terminaron de hacer prevalecer entre los socialistas la idea de que había llegado el momento de abandonar la alianza con la burguesía republicana.
Finalmente fue la presión de los católicos movilizados por la recién creada CEDA sobre la presidencia de la república con motivo del debate de la Ley de Congregaciones lo que provocó la primera crisis del gobierno de Azaña. Alcalá Zamora y sus escrúpulos de conciencia como católico le indujeron a demorar hasta el último día el plazo hábil para sancionar la Ley de Congregaciones, aprobada por las Cortes el 17 de mayo pero no promulgada hasta el 2 de junio. Al día siguiente Alcalá Zamora le retiró su confianza al gobierno y este tuvo que dimitir. El presidente de la república estaba convencido de que la opinión pública se estaba inclinando hacia la derecha.
Sin embargo, Alcalá Zamora no tuvo más remedio que volver a nombrar a Azaña porque no encontró ningún otro candidato que pudiera obtener el respaldo de la mayoría de los diputados. Así, el 13 de junio se formó el tercer gobierno de Azaña, con una composición muy similar al segundo (los socialistas mantuvieron a sus tres ministros) aunque amplió su respaldo parlamentario al incluir un ministro del Partido Republicano Democrático Federal, José Franchy Roca, nuevo ministro de Industria y Comercio, y a Lluís Companys, de la Esquerra Republicana de Cataluña, como ministro de Marina.
La nueva oportunidad para destituir a Azaña se le presentó a Alcalá-Zamora a principios de septiembre de 1933. Se habían celebrado el día 3 las elecciones de los quince miembros del Tribunal de Garantías Constitucionales que le correspondía elegir a los ayuntamientos, y durante las mismas los partidos de oposición, CEDA y Partido Republicano Radical se movilizaron y consiguieron la CEDA seis puestos y el Partido Republicano Radical cuatro, mientras que los republicano-socialistas solo obtuvieron cinco. Azaña buscó el voto de confianza de las Cortes y lo obtuvo, pero al día siguiente, 7 de septiembre, el presidente le retiró la suya por segunda vez y Azaña tuvo que dimitir.
Alcalá Zamora encargó la formación de un nuevo gobierno a Alejandro Lerroux, pero su gobierno de «concentración republicana» (con los socialistas fuera del Ejecutivo que declararon que habían quedado «rotos todos los compromisos contraídos entre los republicanos y los socialistas») solo duró tres semanas, a causa de que los republicanos de izquierda, los socialistas y los radical-socialistas «independientes» de Marcelino Domingo no le otorgaron la confianza. En consecuencia, el presidente de la república nombró nuevo presidente al también radical Diego Martínez Barrio cuya única misión sería organizar nuevas elecciones para el 19 de noviembre la primera vuelta (y para el 3 de diciembre la segunda). Sería la primera vez en la historia de España, y una de las primeras en la de Europa, en que votarían las mujeres (seis millones estaban censadas).

#### Cronología

##### 1931
- 16 de diciembre: gobierno de coalición republicano-socialista, presidido por Azaña.
- 20 de diciembre: la Federación de Trabajadores de la Tierra convoca una manifestación pacífica para pedir trabajo. En el pequeño pueblo extremeño de Castilblanco, la Guardia Civil impide la manifestación sin disparar contra la muchedumbre como de costumbre. La Federación, en respuesta, convoca una huelga general de dos días. Se convocan más manifestaciones, y el alcalde envía a un grupo de guardias civiles a la casa del pueblo para negociar. Un grupo de mujeres empieza a increparles, por lo que uno de los guardias dispara un tiro disuasorio. Acto seguido, un grupo de gente se abalanza sobre ellos y los lincha. La opinión pública y la clase política se estremecen y los cabecillas del linchamiento son condenados a cadena perpetua.[56]
- Otros proyectos iniciados primero por el ministro de Instrucción Pública Marcelino Domingo y su sucesor Fernando de los Ríos incluyen la inversión de 400 millones de pesetas de la época para la construcción en masa de escuelas primarias[119] (de la mano del director de Enseñanza Primaria Rodolfo Llopis se erigen 7000 en los primeros diez meses del nuevo gobierno, de un total de 27 000 previstas por el Ministerio como necesarias para que todos los niños de España tuviesen acceso a la escuela Primaria), cursillos de adaptación para miles de funcionarios de ambos sexos en posesión del título de Maestro pero que trabajan en otras áreas del Estado por falta de puestos y el aumento de sueldos en un 15 por ciento a los educadores. Los ayuntamientos más conservadores no creen en la iniciativa desde el principio y, desde finales de 1932, los diputados monárquicos y católicos la torpedean abiertamente hasta que esta se acaba perdiendo en el fondo de la discusión de la cuestión religiosa.[56]

##### 1932
- 5 de enero: al igual que a finales de diciembre, los campesinos y la Guardia Civil se enfrentan en Arnedo, La Rioja. Los guardias, al contrario que en Castilblanco, abren fuego indiscriminado sobre un grupo de campesinos que acudía a una negociación con los patronos, matando a cuatro mujeres y un niño e hiriendo a dieciséis personas. La opinión pública vuelve a escandalizarse y el suceso provocará la destitución al cabo de un mes del director general de la Guardia Civil, José Sanjurjo, y su sustitución por Miguel Cabanellas.[56]
- 10 de enero: tiene lugar un mitin carlista. A la salida del mismo, algunos afiliados se encaran con jóvenes socialistas que habían acudido a hacer una contramanifestación y abren fuego, matando a tres personas e hiriendo a un número indeterminado, además de a un guardia civil.[57] La investigación descubrió que algunos disparos habían provenido del convento de las Madres Reparadoras, por lo que se procedió a su clausura. Además, el colegio del Sagrado Corazón, fue multado cuando en un registro se encontró en su interior un alijo de armas.
- 24 de enero: el gobierno, aplicando el artículo 26 de la Constitución, ordena disolver la Compañía de Jesús y confiscar todos sus bienes en España incluyendo sus inversiones en la Telefónica y en las compañías de electricidad y transportes, pero resulta difícil seguir su entramado de empresas pantalla. El decreto supone la exclaustración de los jesuitas que regentaban instituciones docentes, lo que conlleva diferentes consecuencias para los centros: algunos como la Universidad de Comillas[120] lograron mantener su actividad, pero otros tuvieron que cesar. Entre los afectados estuvieron centros de estudios superiores como la Universidad Pontificia Comillas, el Instituto Químico y el Laboratorio Biológico de Sarriá, el Instituto Católico de Artes e Industria de Madrid, el Centro Escolar y Mercantil de Valencia, los observatorios de Roquetas y Granada, las Facultades de Letras y la Universidad Comercial de Deusto, por entonces única Facultad de Ciencias Económicas de España, que no volvería a abrir sus aulas hasta pleno franquismo. En algunos casos estos centros pasaron a ser propiedad del Estado, por lo que sus títulos por fin recibieron el reconocimiento oficial que no habían tenido durante la monarquía. En otros casos los jesuitas siguieron dirigiéndolos como si se tratase de cualquier empresa privada, y la propiedad de algunas residencias se descubrió que hacía años que recaía en los propios habitantes a pesar de que la Compañía figuraba como titular.[56][121]
- 30 de enero: para sustituir a los cuerpos urbanos de policía se crea la Guardia de Asalto. En meses sucesivos se le irá dotando de personal y medios para hacer frente a las huelgas esporádicas y a los enfrentamientos entre bandas callejeras.[57]
- 24 de febrero: se aprueba la Ley de Divorcio. Si bien la medida no supuso un aluvión de divorcios, sí corrieron ríos de tinta con los divorcios de algunas personas destacadas, como Constancia de la Mora Maura, nieta del conservador Antonio Maura. La influyente Iglesia católica consideró las medidas tomadas por el Gobierno de Azaña como actos ilegales y ofensivos.[56]
- Marzo: se decide pasar a la reserva a todos aquellos generales que no reciban un nombramiento en el plazo de seis meses. Con esta medida se pretende, por un lado, adelgazar el cuerpo de oficiales, y por otro forzar el retiro de generales que puedan suponer un riesgo para el sistema democrático. Entre los afectados se cuentan Emilio Mola y Millán Astray.[56]
- Abril: un enfrentamiento entre socialistas y carlistas en Pamplona se salda con dos fallecidos y ocho heridos por arma de fuego. La violencia política esporádica y las huelgas o conatos de huelga, no obstante, no ponían en peligro la estabilidad del gobierno.[57]
- 13 de mayo: se crea el CASE (Cuerpo Auxiliar Subalterno del Ejército) con la intención de regularizar la situación de los empleados civiles del Ejército tales como conserjes, mecanógrafos, mecánicos o delineantes.[122]
- 27 de junio: incidente de Carabanchel. Los generales Villegas, Caballero y Goded movilizan hacia Carabanchel a tres regimientos de infantería de la guarnición de Madrid en el marco de unas prácticas militares con cadetes. Tras una serie de discursos críticos con la política del Gobierno y apelando a la tradicional visión intervencionista del Ejército en la vida civil, Goded termina su discurso con un Viva España... y nada más, omitiendo a propósito el ¡Viva la República! que por ley está obligado a pronunciar. Acto seguido, el teniente coronel Julio Mangada, de conocidas ideas liberales, le afea su actitud, a lo que Goded responde mandándole arrestar. Se sabe públicamente que algunos generales y altos rangos del ejército como Villegas y Goded son monárquicos. Sirva de ejemplo el comentario de Ortega y Gasset en Cortes con respecto al General Villegas:[123]

[...] El general Villegas tiene un acentuado matiz de monarquismo, monarquismo que lleva hasta el extremo y el alarde incomprensibles de ostentar aún en su pecho las cruces, las insignias y las condecoraciones con los colores monárquicos, y que lleva en el fajín la corona de la Monarquía, signos externos que serán pueriles y triviales, pero que revelan toda una manera de pensar[...]

y se les cree envueltos en conspiraciones antirrepublicanas, por lo que Azaña aprovecha el incidente para relevar de sus puestos a los principales implicados.
- 10 de agosto: Golpe de Estado fracasado del general Sanjurjo (la Sanjurjada). Sanjurjo es detenido en Huelva, cuando intentaba huir a Portugal. Juzgado y condenado a muerte, el presidente de la república le conmuta la pena por cadena perpetua. Entre los detenidos como organizadores del Golpe se encuentran otros altos mandos como Goded, Cavalcanti y Barrera, hasta un total de 145 colaboradores.[56]
- 9 de septiembre: rápida aprobación del Estatuto catalán en el Parlamento. Tras el Golpe de Estado fallido del mes anterior, la mayoría de los intervinientes coinciden en que enzarzarse en luchas intestinas por cuestiones menores pone en peligro la estabilidad de la República.[56] Desde la aprobación del Estatuto en referéndum, los partidos habían polemizado largamente sobre la cuestión catalana, su papel dentro del Estado y la organización territorial de la naciente República, y las discusiones se hallaban en punto muerto tras más de un año de reuniones, plenos y ruido mediático. Sin embargo, el Golpe de Estado de Sanjurjo hizo consciente a la clase política de que existían cierto número de personas bien situadas decididas a acabar con el sistema y a instaurar una dictadura o restaurar la monarquía.
- 9 de septiembre: por los mismos motivos, se aprueba en el Parlamento la Ley de Bases para la Reforma Agraria, el proyecto más ambicioso de la Segunda República por su calado económico y social que, sin embargo, no dará los resultados deseados. Será sustituida por la Ley de Contrarreforma Agraria en el bienio siguiente.[126]
- Septiembre: a lo largo del mes, se crea el Instituto de Reforma Agraria (IRA) para el inventario y expropiación. Azaña continúa realizando reformas en el Ejército: se crean un Cuerpo de Trenes y se aumenta el presupuesto para aviación. Se reducen las academias de especialistas de cinco a dos y establece como requisito que todos los aspirantes a oficial deberán estudiar un determinado número de horas de artes liberales a nivel universitario. Además, los tribunales militares dejan de tener jurisdicción propia y son subordinados a los tribunales civiles. Las dos primeras medidas son aplaudidas por el estamento militar, pero las demás medidas, decretadas con la motivación de acercar al ejército a la sociedad civil y acabar con su sentimiento de independencia y superioridad sobre los sucesivos gobiernos, son recibidas por lo general con frialdad.[56]

##### 1933
- 8 de enero: levantamiento anarquista a nivel nacional (la llamada Revolución de enero de 1933). Anarquistas de toda la geografía española se rebelan con el objetivo de instaurar el comunismo libertario. Varios ayuntamientos de provincias son incendiados y en Barcelona los obreros y la policía se enfrentan, dejando un balance de 37 muertos y 300 heridos en tres días.[57] En algunos lugares como Valencia o Sevilla se declara el estado de guerra y se procede a la clausura de los sindicatos obreros.[127]
- 11 de enero: los sucesos de Casas Viejas copan las portadas de los diarios. La Guardia de Asalto se enfrenta a los campesinos en Casas Viejas, Cádiz, y conmina a rendirse al cabecilla de la rebelión en el pueblo, que se encuentra encerrado en su casa. Ante la negativa, los agentes abren fuego matando a todos los habitantes de la casa y, a continuación, prenden fuego al lugar. Al mismo tiempo, un pelotón de la Guardia de Asalto fusila de manera irregular a catorce prisioneros,[128] y ante el revuelo su oficial al mando, el capitán Rojas, afirma recibir órdenes directas de Manuel Azaña, y le atribuye la frase «Los tiros, a la barriga». No obstante, Azaña negó haber dado esa clase de orden y tras la investigación nunca se pudo demostrar su implicación en los hechos. Alejandro Lerroux presenta una moción de censura, pero la retira a la vista de las conclusiones.[57] Varios diputados de diferentes partidos se ponen en contacto con Azaña para proponerle una Dictadura como medio para acabar con la inestabilidad social.[57][128]
- Enero: los monárquicos fundan Renovación Española bajo José Calvo Sotelo.

- 4 de marzo: un grupo de católicos moderados funda la CEDA utilizando la Acción Popular como núcleo, si bien desde su nacimiento el nuevo partido aglutina también a los carlistas y a alfonsinos. Son más partidarios de una monarquía tradicional que de una al estilo de la italiana.[57]
- 23 de abril: elecciones municipales de abril de 1933, por primera vez en la historia de España las mujeres pueden votar en unas elecciones. Su incorporación en masa a la vida electoral tiene los resultados que se esperaban, puesto que era también la primera ocasión en la que se presentaban candidatos republicanos en cientos de municipios rurales.[57] La sociedad rural, mucho más conservadora que la urbana, hace que el número de concejales monárquicos o de extrema derecha supere la barrera de los 4000 a nivel nacional, frente a los algo más de 7500 que se declaran republicanos.[129]
- 18 de mayo: la Ley de Congregaciones convierte en propiedades públicas todos los bienes de la Iglesia, no solo los templos, sino también los bienes muebles (incluyendo los ornamentos de los sacerdotes, las imágenes y los objetos de uso común).[cita requerida]
- Julio: pastoral del papa Pío XI, quien aconseja a los católicos españoles acatar a los poderes civiles, sin renunciar a enviar a sus hijos a escuelas de tradición católica.[57]
- 4 de agosto: la Ley de Defensa de la República de 1931 es derogada.[130] Poco tiempo después, el Gobierno de Azaña caería y Alcalá-Zamora le encargaría formar gobierno a Alejandro Lerroux.
- Septiembre: elecciones para el Tribunal de Garantías Constitucionales. El Tribunal, votado principalmente por los concejales electos en las municipales de abril, es copado por los conservadores, que conquistan el 70% de los puestos. Algunos de los miembros electos son Juan March, entonces en la cárcel por contrabando y José Calvo Sotelo, monárquico, exministro de Primo de Rivera y en el destierro en el momento de ser elegido.[57]
- 9 de octubre: ante la imposibilidad de Lerroux de alcanzar una mayoría que garantice la gobernabilidad, se disuelven las Cortes y se convocan nuevas elecciones.
- 29 de octubre: fundación de Falange Española por José Antonio Primo de Rivera. A pesar de las simpatías que su fundador levanta entre los universitarios por su juventud, Falange rechaza presentarse a las elecciones generales. José Antonio rechaza toda idea que tenga que ver con sentarse en un Parlamento de forma expeditiva.[57]
- 19 de noviembre: elecciones generales en las que la conservadora CEDA, liderada por José María Gil-Robles, se convierte en la primera mayoría. En segunda posición quedan los radicales de Alejandro Lerroux, principales beneficiados de la ruptura de la Conjunción Republicano-Socialista. Fueron las primeras elecciones en la historia de España en las que pudieron votar las mujeres. Al igual que en la primera legislatura, los partidos ganadores quedan sobrerrepresentados en el Parlamento debido a las normas electorales. Los resultados del resto de partidos apenas varían con respecto a los de dos años antes.[57]

### Segundo bienio o bienio radical-cedista (1934-1936)
El segundo bienio, llamado radical-cedista, rectificador o conservador, o también «bienio negro» según las izquierdas, constituye el periodo comprendido entre las elecciones generales de noviembre de 1933 y las de febrero de 1936 durante el que gobernaron los partidos de centro-derecha republicana encabezados por el Partido Republicano Radical de Alejandro Lerroux, aliados con la derecha católica de la CEDA y del Partido Agrario, primero desde el parlamento y luego participando en el gobierno. Precisamente la entrada de la CEDA en el gobierno en octubre de 1934 desencadenó el hecho más importante del periodo: la Revolución de 1934, una fracasada insurrección socialista que solo se consolidó en Asturias durante un par de semanas (el único lugar donde también participó la CNT) aunque finalmente también fue sofocada por la intervención del ejército (Revolución de Asturias). A diferencia de la relativa estabilidad política del primer bienio (con los dos gobiernos presididos por Manuel Azaña), el segundo fue un periodo en que los gobiernos presididos por el Partido Republicano Radical tuvieron un promedio de tres meses de vida (se formaron ocho gobiernos en dos años) y se turnaron tres presidentes distintos (Alejandro Lerroux, Ricardo Samper y Joaquín Chapaprieta), y aún duraron menos los dos últimos gobiernos del bienio, los presididos por el «centrista» Portela Valladares.

#### Los gobiernos radicales de Alejandro Lerroux y Ricardo Samper (diciembre de 1933-octubre de 1934)
El resultado de las elecciones de noviembre de 1933, en las que votaron por primera vez las mujeres (6 800 000 censadas), fue la derrota de los republicanos de izquierda y de los socialistas y el triunfo de la derecha y del centroderecha, debido fundamentalmente a que los partidos de esa tendencia se presentaron unidos formando coaliciones, mientras que la izquierda se presentó dividida. La coalición de la derecha no republicana obtuvo en torno a los 200 diputados (de los cuales 115 eran de la CEDA), mientras que el centro-derecha y el centro obtuvieron unos 170 diputados (102 el Partido Republicano Radical), y la izquierda vio reducida su representación a apenas un centenar de parlamentarios (59 el PSOE). Se había producido un vuelco espectacular respecto de las Cortes Constituyentes. El reparto de votos fue el siguiente: de los 8 535 200 votos emitidos, 3 365 700 fueron para partidos de derechas, 2 051 500 para partidos de centro y 3 118 000 para los partidos de izquierda.
El líder del Partido Radical Alejandro Lerroux recibió el encargo del presidente de la república Alcalá-Zamora de formar un gobierno «puramente republicano», pero para conseguir la confianza de las Cortes necesitaba el apoyo parlamentario de la CEDA, que quedó fuera del gabinete (siguió sin hacer una declaración pública de adhesión a la República), y de otros partidos de centro-derecha (los agrarios y los liberal-demócratas que entraron en el Gobierno con un ministro cada uno). «Respaldado por su triunfo electoral José María Gil Robles se dispuso a llevar a la práctica la táctica [de tres fases] enunciada dos años antes: prestar su apoyo a un Gobierno presidido por Lerroux y dar luego un paso adelante exigiendo la entrada en el gobierno para recibir más tarde el encargo de presidirlo».
El apoyo de la CEDA al gobierno de Lerroux fue considerado por los monárquicos alfonsinos de Renovación Española y por los carlistas como una «traición» por lo que iniciaron los contactos con la Italia fascista de Mussolini para que les proporcionara dinero, armas y apoyo logístico para derribar a la república y restaurar la monarquía. Por su parte, los republicanos de izquierda y los socialistas consideraron una «traición a la República» el pacto radical-cedista e intentaron que el presidente de la república convocara nuevas elecciones antes de que llegaran a constituirse las Cortes recién elegidas. Los socialistas del PSOE y UGT fueron aún más lejos y acordaron que desencadenarían una revolución si la CEDA entraba en el gobierno.
La pretensión del gobierno de Lerroux era «rectificar» las reformas del primer bienio, no anularlas, con el objetivo de incorporar a la república a la derecha «accidentalista» (que no se proclamaba abiertamente monárquica, aunque sus simpatías estuvieran con la monarquía, ni tampoco republicana) representada por la CEDA y el Partido Agrario.
El 20 de abril de 1934 las Cortes aprobaron la Ley de Amnistía (uno de los tres puntos del «programa mínimo» de la CEDA, y que también figuraba en el programa electoral del Partido Republicano Radical) que suponía la excarcelación de todos los implicados en el golpe de Estado de 1932 (la Sanjurjada). El problema que se planteó fue la oposición del presidente de la república Niceto Alcalá-Zamora a la ley y Lerroux al constatar que había perdido la confianza del presidente presentó la dimisión. La solución a la crisis fue encontrar un nuevo dirigente radical que presidiera el gobierno. Fue el valenciano Ricardo Samper.
El primer problema al que tuvieron que hacer frente los gobiernos radicales fue la insurrección anarquista de diciembre de 1933 que como las dos anteriores del primer bienio también resultó un completo fracaso. El balance de los siete días de la insurrección fue de 75 muertos y 101 heridos, entre los insurrectos, y 11 guardias civiles y 3 guardias de asalto muertos y 45 y 18 heridos, respectivamente, entre las fuerzas de orden público.
En cuanto a las reformas del primer bienio, la reforma militar de Azaña se mantuvo aunque los gobiernos radicales imprimieron a su gestión una orientación marcadamente contraria de la etapa de Azaña, intentando atraerse a los militares descontentos.
Respecto de la «cuestión religiosa», el gobierno de Lerroux aprobó un proyecto de ley por el que los clérigos que trabajaban en parroquias de menos de 3000 habitantes y que tenían más de 40 años en 1931, recibirían dos tercios de su sueldo de 1931. Pero cuando el Gobierno lo llevó al Parlamento en enero de 1934 la izquierda lo acusó de poner en práctica una política «antirrepublicana». La segunda medida que tomó el gobierno de Lerroux fue prorrogar el plazo de cierre de los colegios religiosos, que en la enseñanza primaria estaba previsto para diciembre de 1933, hasta que se hubieran construido las escuelas públicas suficientes para acoger a todos los alumnos de las escuelas de la Iglesia católica. Sin embargo, los gobiernos radicales fracasaron en su intento de alcanzar un acuerdo con la Santa Sede, porque este exigió la revisión de la Constitución de 1931.
En cuanto a la «cuestión social» las reformas sociolaborales de Largo Caballero fueron parcialmente «rectificadas» bajo la presión de las organizaciones patronales, sin embargo la «contrarreforma laboral» que demandaban los empresarios no se llevó a cabo porque los sindicatos aún conservaron una gran capacidad de movilización lo que se tradujo en una creciente oleada de huelgas a lo largo de 1934, que por primera vez desde la proclamación de la república eran convocadas por comités conjuntos de UGT y CNT.
Respecto de la «cuestión agraria», el ministro Cirilo del Río Rodríguez, respetó el ritmo previsto de aplicación de la Ley de Reforma Agraria por lo que en 1934 se asentaron más campesinos que durante todo el bienio anterior, expropiándose el cuádruple de propiedades, aunque la Ley de Amnistía aprobada en abril de 1934 le devolvió a la nobleza «grande de España» una parte de las tierras que le había confiscado el gobierno de Azaña por la implicación de algunos de sus miembros en la Sanjurjada. Pero el objetivo principal de su política era desmontar el «poder socialista» en el campo, para lo que anuló o modificó sustancialmente los decretos agrarios del Gobierno Provisional. Además, en febrero de 1934 no se prorrogó el Decreto de Intensificación de Cultivos por lo que unas 28 000 familias fueron desalojadas de las parcelas que cultivaban en fincas que mantenían tierras incultas. La derogación de facto del decreto de Términos Municipales y la reforma de los Jurados Mixtos agrarios (cuyos presidentes nombrados por el gobierno se inclinaron cada vez más a favor de los patronos) les permitió a los propietarios volver a gozar de una casi completa libertad de contratación de los jornaleros que necesitaran y poder tomar represalias contra sus organizaciones. Como consecuencia de todo ello los salarios agrícolas, que habían aumentado durante el primer bienio, volvieron a caer. Esta política de «descuaje del poder socialista» en el campo obedecía a la ofensiva de los propietarios rurales que habían interpretado la victoria de la derecha y del centro derecha en las elecciones de noviembre como un triunfo sobre los jornaleros y los arrendatarios. Algunos de ellos utilizaban la expresión «¡comed República!» cuando los jornaleros les pedían trabajo o cuando desalojaban a los arrendatarios.
La respuesta sindical fue la convocatoria por parte de la FNTT de una huelga general de jornaleros del campo para comienzos de junio, aun sin contar con la aprobación de la ejecutiva nacional de UGT (que estaba preparando una huelga general revolucionaria de ámbito nacional). El gobierno acabó apoyando la línea dura del ministro de la Gobernación Salazar Alonso que consideró la huelga un «movimiento revolucionario» y declaró de «interés nacional» la recogida de la cosecha, dando instrucciones para que se impidiera la actuación de las organizaciones campesinas. Así «la mayor huelga agraria de la historia» dio lugar a una represión sin precedentes en la República. Hubo más de 10 000 detenciones y unos 200 ayuntamientos de izquierda fueron destituidos y sustituidos por gestores de derechas nombrados por el gobierno. Los enfrentamientos entre huelguistas y las fuerzas de orden público (y con los esquiroles) causaron trece muertos y varias decenas de heridos. Como consecuencia de la desmedida actuación de Salazar Alonso el sindicalismo agrario fue prácticamente desmantelado.
En cuanto a la «cuestión regional», los gobiernos del Partido Republicano Radical neutralizaron el impulso estatutario propio del Estado integral definido en la Constitución de 1931 (que según la CEDA suponía un peligro de «desintegración de la patria»), lo que provocó graves tensiones allí donde los procesos de autonomía ya estaban en marcha, como en Cataluña y en el País Vasco. La tramitación del Estatuto de Autonomía del País Vasco fue paralizada y el 12 de junio los diputados del PNV se retiraron de las Cortes en señal de protesta. En el verano de 1934 surgió otro conflicto en torno al Concierto Económico vasco lo que provocó una rebelión institucional de los ayuntamientos que convocaron unas elecciones (sin la aprobación de las Cortes) con el fin de nombrar una Comisión que negociara la defensa del Concierto Económico y que el gobierno intentó impedir por todos los medios (detuvo y procesó a más de mil alcaldes y concejales y sustituyó a numerosos ayuntamientos por comisiones gestoras gubernamentales).
El día 2 de septiembre los parlamentarios vascos celebraron una asamblea en Zumárraga en solidaridad con los municipios.
El conflicto con la Generalidad de Cataluña fue a propósito de la promulgación el 14 de abril de 1934 de la Ley de Contratos de Cultivo aprobada por el parlamento catalán, que posibilitaba a los arrendatarios de viñedos (rabassaires) la compra de las parcelas tras cultivarlas durante quince años. Los propietarios protestaron y consiguieron con el apoyo de la Lliga Regionalista que el Gobierno llevara la ley ante el Tribunal de Garantías Constitucionales, que la declaró inconstitucional. La respuesta de la Generalidad de Cataluña fue retirar de las Cortes Generales a los 18 diputados de la Esquerra Republicana de Cataluña, acompañados de los 12 del PNV, y proponer al Parlamento de Cataluña una ley idéntica que fue aprobada el 12 de junio, lo que constituía un grave desafió al gobierno y al Tribunal de Garantías Constitucionales. A partir de ese momento el gobierno Samper intentó negociar con el de la Generalidad a lo largo del verano para intentar llegar a un acuerdo, pero la CEDA lo acusó de falta de energía en la «cuestión rabassaire» y acabó retirándole su apoyo, lo que abriría la crisis de octubre de 1934.

#### La Revolución de octubre de 1934
Después del anuncio de la CEDA de que retiraba el apoyo parlamentario al gobierno de Ricardo Samper y exigía la entrada en el mismo, dimitió el Gobierno y el presidente de la república Niceto Alcalá Zamora propuso a Alejandro Lerroux de nuevo como presidente de un gobierno que incluiría a tres ministros de la CEDA. En cuanto se hizo pública la composición del nuevo gobierno los socialistas cumplieron su amenaza de que desencadenarían la «revolución social» si la CEDA accedía al gobierno y convocaron la «huelga general revolucionaria» que comenzaría a las 0:00 horas del día 5 de octubre. «Nada sería igual después de octubre de 1934».
La radicalización de los socialistas se debió a que desde su «expulsión» del gobierno en septiembre de 1933 y especialmente tras la derrota en las elecciones de noviembre de 1933, abandonaron la «vía parlamentaria» para alcanzar el socialismo y optaron por la vía insurreccional para la toma del poder. «Esa decisión se vio reforzada por el activismo de las juventudes socialistas y por los acontecimientos de febrero de 1934 en Austria, cuando el canciller socialcristiano [el equivalente de la CEDA española] Dollfuss aplastó una rebelión socialista bombardeando los barrios obreros de Viena, acontecimientos interpretados por los socialistas españoles como una advertencia de lo que podía esperarles en caso de que la CEDA llegara al gobierno». El sector socialista que decidió el cambio de estrategia fue el encabezado por Francisco Largo Caballero, que desde enero de 1934 acumulaba los cargos de presidente del PSOE con el de secretario general de la UGT, además de ser el líder más aclamado por las Juventudes Socialistas.
La anunciada «huelga general revolucionaria» se inició el día 5 de octubre y fue seguida prácticamente en casi todas las ciudades (no así en el campo, que acababa de salir de su propia huelga), pero la insurrección armada quedó reducida, salvo en Asturias, a algunos tiroteos y ninguna población importante quedó en poder de los revolucionarlos. En el País Vasco, donde los nacionalistas no secundaron el alzamiento, la huelga se mantuvo en algunos puntos hasta el 12 de octubre y los enfrentamientos armados más duros se produjeron en la zona minera de Vizcaya. Murieron al menos 40 personas, en su mayoría huelguistas abatidos por los guardias. En Éibar y Mondragón las acciones violentas de los insurrectos causaron varias víctimas, entre ellas un destacado dirigente tradicionalista y diputado Marcelino Oreja.

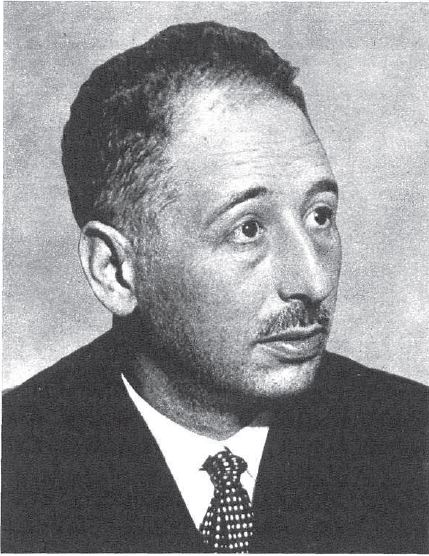
Lluís Companys, gobernador civil de Barcelona, en el artículo Cómo se proclamó la República en Barcelona (Mundo Gráfico, número 1017, página 4, 29 de abril de 1931).

Sin conexión alguna con la huelga insurreccional socialista, el presidente de la Generalidad de Cataluña Lluís Companys proclamó «el Estado Catalán dentro de la República Federal Española» hacia las 8 de la tarde del sábado 6 de octubre, como una medida contra «las fuerzas monárquicas y fascistas... que habían asaltado el poder». A continuación Companys invitaba a la formación de un «Gobierno Provisional de la República» que tendría su sede en Barcelona. Pero la rebelión catalana, falta de toda planificación y del apoyo de la principal fuerza obrera de Cataluña, la CNT, fue rápidamente dominada el día 7 de octubre por la intervención del Ejército encabezado por el general Domingo Batet, cuya moderada actuación evitó que hubiera muchas más víctimas (murieron ocho soldados y treinta y ocho civiles). El Presidente y los Consejeros de la Generalidad fueron encarcelados y el Estatuto de Autonomía de Cataluña de 1932 fue suspendido (aunque la derecha monárquica exigía su derogación definitiva).
En Asturias, a diferencia del resto de España, sí se produjo un auténtico conato de revolución social: el «Octubre Rojo». Las razones de la «diferencia asturiana» hay que buscarlas en que allí la CNT sí se sumó a la Alianza Obrera propuesta por la organización obrera socialista (PSOE-UGT), hegemónica en Asturias (el Partido Comunista de España se incorporó muy tardíamente después de haber combatido la Alianza durante meses), y en que la insurrección fue preparada minuciosamente, con convocatorias de huelgas generales previas, y el aprovisionamiento de armas y de dinamita obtenidas mediante pequeños robos en las fábricas y en las minas, además del adiestramiento de grupos de milicias. Durante cerca de dos semanas las milicias obreras integradas por unos 20 000 obreros, en su mayoría mineros, se hicieron con el control de las cuencas del Nalón y del Caudal y a continuación se apoderaron de Gijón y de Avilés y entraron en la capital Oviedo, aunque no pudieron ocuparla completamente (en el centro de la ciudad se produjeron violentos combates entre las fuerzas del orden y los revolucionarios). Un «comité revolucionario», dirigido por el diputado socialista Ramón González Peña, coordinó los comités locales que surgieron en todos los pueblos y trató de mantener el «orden revolucionario», aunque no pudo impedir la ola de violencia que se desató contra propietarios, personas de derechas y religiosos. De estos últimos fueron asesinados 34 (algo que no ocurría en España desde 1834-1835), además de ser incendiadas 58 iglesias y conventos, el palacio episcopal, el Seminario y la Cámara Santa de la catedral de Oviedo, que fue dinamitada. Para dominar la «Comuna Asturiana» el gobierno tuvo que recurrir a las tropas coloniales (legionarios y regulares procedentes de África, al mando del coronel Yagüe), mientras que desde Galicia alcanzaba Oviedo una columna al mando el general Eduardo López Ochoa. Toda la operación estaba siendo dirigida desde Madrid por el general Franco, por encargo expreso del ministro de la guerra Diego Hidalgo. El día 18 de octubre los insurrectos se rendían. El balance de víctimas fue de unos 1100 muertos y 2000 heridos entre los insurrectos, y unos 300 muertos entre las fuerzas de seguridad y el ejército.
La derecha española (tanto la monárquica de Renovación Española, como la «accidentalista» de la CEDA) interpretó la Revolución de Octubre como una obra de la «Anti-España», de la «anti-patria», en una visión «mítico-simbólica» en la que se identificaba el Bien con la Patria, España, que era definida según los valores y las ideas de la derecha. Esta idea de España se concretaba en la relación con el Ejército, como lo expresó el líder de Renovación Española José Calvo Sotelo en un discurso célebre en que dijo que el ejército era la «columna vertebral de la patria». En cambio la acción represiva de las tropas que sofocaron la sublevación fue apenas mencionada por los partidos de derechas o por su prensa, como ABC o El Debate. Además la derecha antirrepublicana aprovechó la insurrección de las izquierdas para incitar a una «revolución auténtica y salvadora para España». Así pues, «Octubre reafirmó en la derecha, y especialmente en los monárquicos, la convicción de que si el Estado había reaccionado esta vez a tiempo, no había sido por la eficacia de las instituciones políticas [democráticas republicanas], sino por la determinación de las Fuerzas Armadas de actuar rápida y contundentemente. El Ejército —«columna vertebral de la patria, le llamó entonces José Calvo Sotelo— constituía así la última garantía, la reserva de las fuerzas tradicionales frente al cambio revolucionario, que el régimen parlamentario parecía incapaz de conjurar».
La represión gubernamental de la Revolución de Octubre fue muy dura. Se hicieron unos treinta mil prisioneros en todo el país y, especialmente, las cuencas mineras asturianas fueron sometidas a una durísima represión militar, primero (hubo ejecuciones sumarias de presuntos insurrectos), y de la guardia civil, después, encabezada esta última por el comandante Lisardo Doval, que sería trasladado por orden del gobierno. Hubo torturas a los detenidos a causa de las cuales murieron varios de ellos. Asimismo fueron detenidos numerosos dirigentes de izquierdas, entre ellos el comité revolucionario socialista encabezado por Francisco Largo Caballero, y los tribunales militares dictaron veinte penas de muerte aunque solo se ejecutaron dos, gracias a que el presidente de la república Niceto Alcalá Zamora las conmutó por cadena perpetua, resistiendo la presión de la CEDA y de Renovación Española que reclamaban una represión mucho más dura.
También fue detenido el expresidente del gobierno Manuel Azaña en Barcelona, a donde había ido para asistir al entierro de un amigo, acusado injustamente de haber participado en la insurrección catalana. Inicialmente fue internado en el barco «Ciudad de Cádiz», anclado en el puerto de Barcelona y requisado por el gobierno como prisión, y después pasó a estar recluido en dos buques de la Armada republicana, donde recibió cada día cientos de cartas y de telegramas de solidaridad y apoyo. Incluso un grupo de intelectuales firmó una carta abierta al Gobierno denunciando la «persecución» de que estaba siendo objeto Azaña. Finalmente, el 24 de diciembre, el Tribunal Supremo desestimó por falta de pruebas la acusación contra Azaña y ordenó su inmediata puesta en libertad. La detención dudosamente legal de Azañá había durado noventa días.

#### Los gobiernos radical-cedistas (octubre de 1934-diciembre de 1935)
A pesar de que para la izquierda el fracaso de la Revolución de Octubre, de la que tanto socialistas como anarquistas salieron escindidos y muy debilitados, supuso abandonar la «vía insurreccional», «Octubre» hizo aumentar en la derecha su temor a que en un siguiente intento la «revolución bolchevique» (como ellos la llamaban) acabara triunfando. Esto acentuó su presión sobre su socio de gobierno, el Partido Radical, para llevar adelante una política más decididamente «antirreformista» («contrarrevolucionaria» decían ellos), lo que no dejó de producir crecientes tensiones entre el centro-derecha republicano y la derecha católica «accidentalista» de la CEDA y el Partido Agrario (jaleada desde fuera por la derecha monárquica y por los fascistas). Y en última instancia «Octubre» convenció a la CEDA de que era necesario llegar a alcanzar la presidencia del gobierno para poder dar el «giro autoritario» que el régimen necesitaba. La derrota de la Revolución de Octubre había mostrado el camino: bastaba con provocar continuas crisis de gobierno para avanzar posiciones.
La crisis más grave que provocó la CEDA se produjo a principios de abril de 1935, cuando los tres ministros de su partido se negaron a aprobar la conmutación de la pena de muerte de dos de los dirigentes socialistas de la «Revolución de Asturias» (los diputados Ramón González Peña y Teodomiro Menéndez). Lerroux buscó una salida formando un gobierno que dejara fuera a la CEDA pero el gobierno que formó no consiguió los apoyos parlamentarios necesarios para gobernar lo que le obligó finalmente a aceptar las exigencias de la derecha: la CEDA pasaría de tres a cinco ministros, uno de ellos el propio líder de la CEDA, José María Gil Robles, que exigió para sí mismo el Ministerio de la Guerra. Así en el nuevo gobierno de Lerroux formado el 6 de mayo de 1935 la mayoría ya no la tenían los republicanos de centro-derecha, sino la derecha no republicana (la CEDA y el Partido Agrario). «Comenzó entonces de verdad la «rectificación» de la República, con los radicales, que habían roto todos los puentes posibles con los republicanos de izquierda y los socialistas, sometidos a la voluntad de la CEDA y a las exigencias revanchistas de los patronos y terratenientes».
En relación con la «cuestión agraria», se puso fin a la política reformista puesta en marcha desde octubre de 1934 hasta abril de 1935 por el cedista liberal Manuel Giménez Fernández (cuyo proyecto más ambicioso había sido la Ley de Yunteros que prorrogaba la ocupación de tierras por los campesinos extremeños, por lo que fue tildado de «bolchevique blanco» por las organizaciones de propietarios y por sus propios compañeros de partido), y el nuevo ministro de Agricultura Nicasio Velayos Velayos, miembro del Partido Agrario y gran terrateniente, inició inmediatamente una política claramente «contrarreformista». Lo primero que hizo al ocupar el ministerio fue no renovar la Ley de Yunteros por lo que miles de familias se vieron expulsadas inmediatamente de las tierras que cultivaban, y a continuación el 3 de julio presentó la Ley para la Reforma de la Reforma Agraria, que fue aprobada el 1 de agosto de 1935, y que supuso la congelación definitiva de la reforma iniciada en el primer bienio. Asimismo, las organizaciones socialistas de jornaleros quedaron completamente desmanteladas, los jurados mixtos en el campo dejaron de funcionar y más de 2000 ayuntamientos socialistas y republicanos de izquierda fueron sustituidos por comisiones gestoras nombradas por el gobierno. Todo ello se tradujo en un notable deterioro de las condiciones de vida de los jornaleros, que tuvieron que aceptar salarios más bajos si querían tener trabajo.

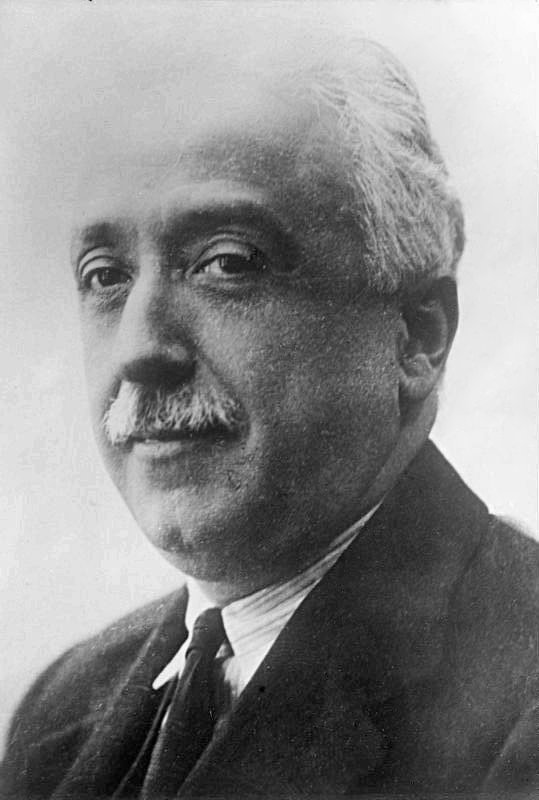
Niceto Alcalá Zamora, Presidente de la República

Respecto de la «cuestión social», se puso en marcha una «contrarreforma socio-laboral». Se suspendieron los Jurados Mixtos y se aprobó un decreto que declaraba ilegales las «huelgas abusivas» (las que no fueran estrictamente laborales o no contaran con autorización gubernativa). Miles de obreros fueron despedidos con el pretexto de haber participado en las huelgas de la Revolución de Octubre o simplemente por pertenecer a un sindicato. Las consecuencias de la «contrarreforma socio-laboral» fueron la congelación de los salarios, e incluso su disminución en determinados sectores, y el aumento de la jornada laboral en otros. Si a esto se le une el incremento del paro como consecuencia de la depresión económica se comprenderá la difícil situación que vivieron las clases trabajadoras en aquellos años.
En cuanto a la «cuestión militar», Gil Robles acentuó la política iniciada por el ministro Diego Hidalgo de reforzar el papel de los militares de dudosa lealtad hacia la República. Así los más significados ocuparon los puestos clave en la cúpula militar: el general Fanjul, ocupó la subsecretaría del Ministerio; el general Franco, fue el jefe del Estado Mayor Central; el general Emilio Mola ocupó la jefatura del Ejército de Marruecos; el general Goded, la dirección general de Aeronáutica. Todos estos generales serán los que encabezarán la sublevación de julio de 1936 que inició la guerra civil española. En cambio los militares más fieles a la república fueron cesados de sus puestos y los oficiales considerados «izquierdistas» sufrieron represalias profesionales.
Uno de los acuerdos pactados entre los cuatro partidos que formaban el nuevo gobierno de Lerroux (CEDA, Partido Agrario, Partido Republicano Liberal Demócrata y Partido Republicano Radical) formado en mayo de 1935 fue presentar un proyecto de «revisión» de la Constitución (que era el punto más importante del «programa mínimo» de la CEDA con el que se presentó a las elecciones). A comienzos de julio de 1935 llegaron a un principio de acuerdo y Lerroux presentó en las Cortes un anteproyecto que proponía el cambio o la supresión de 41 artículos pero los debates se eternizaron porque el anteproyecto no satisfacía plenamente a ningún partido.
Estas desavenencias sobre el alcance de la reforma de la Constitución y la cuestión de la devolución a la Generalidad de Cataluña de algunas de las competencias que habían sido suspendidas con motivo de la Revolución de Octubre abrió una crisis en el gobierno. Lerroux fue sustituido en la presidencia del ejecutivo por un hombre de confianza del presidente de la república Alcalá Zamora, el financiero liberal Joaquín Chapaprieta, que mantuvo la alianza radical-cedista con Lerroux y Gil Robles en el gobierno, e incluyó un ministro de la Lliga Regionalista, para ampliar la base parlamentaria del mismo. Pero este gobierno, formado el 25 de septiembre, se vio afectado por el estallido del escándalo del estraperlo, que provocó la salida de Lerroux del gabinete el 29 de octubre y del resto de ministros radicales, y más tarde por el asunto Nombela que constituyó el golpe definitivo para el Partido Republicano Radical, del que no se recuperaría.
El hundimiento de los radicales convenció a Gil Robles de que había llegado el momento de poner en marcha la tercera fase de su estrategia para alcanzar el poder y retiró el apoyo al gobierno de Chapaprieta, con el pretexto de su desacuerdo con el proyecto de reforma fiscal. El 9 de diciembre de 1935, el día en que se cumplían cuatro años de la Constitución de 1931 (por lo que a partir de ese momento no era necesaria la mayoría de 2/3 de los diputados para modificar la Constitución sino que era suficiente con la mayoría absoluta), exigió para sí mismo la presidencia del Gobierno. Pero el presidente de la república Alcalá Zamora se negó a dar el poder a una fuerza «accidentalista» que no había proclamado su fidelidad a la república y encargó la formación de gobierno a un independiente de su confianza. Manuel Portela Valladares el 15 de diciembre formó un gabinete republicano de centro-derecha excluyendo a la CEDA, pero pronto se comprobó que esa opción no contaba con el suficiente respaldo en las Cortes y al final Alcalá Zamora disolvió el Parlamento el 7 de enero y convocó elecciones para el 16 de febrero de 1936, la primera vuelta, y 1 de marzo, la segunda.

### Frente Popular (1936-1939)

#### La formación de la coalición de la izquierda republicana y socialista encabezada por Manuel Azaña
La propuesta de la vuelta a la alianza republicano-socialista del primer bienio surgió por iniciativa del líder de los republicanos de izquierda Manuel Azaña, que se había convertido tras su detención por la Revolución de Octubre en un «mártir político» y en un símbolo para la izquierda. Azaña recorrió el país dando tres mítines multitudinarios: el del campo de Mestalla (Valencia), el 26 de mayo; el de Baracaldo (Vizcaya), el 14 de julio, y el de Comillas (Madrid), el 20 de octubre, con el fin de conseguir una «inteligencia republicana» que devolviera al régimen sus valores democráticos.
En abril de 1935, Azaña había alcanzado un pacto de «Conjunción Republicana» entre su propio partido (Izquierda Republicana), la Unión Republicana de Diego Martínez Barrio, que se había escindido en 1934 del Partido Republicano Radical de Lerroux, y el Partido Nacional Republicano de Felipe Sánchez Román. A mediados de noviembre de 1935 Azaña ofreció al PSOE la formación de una coalición electoral en base al acuerdo de conjunción de las fuerzas de la izquierda republicana.
Mientras que el sector socialista encabezado por Indalecio Prieto defendía el acuerdo, el sector encabezado por Francisco Largo Caballero era reticente al mismo y para reforzar la parte «obrera» de la coalición impuso la inclusión del Partido Comunista de España (PCE) en el mismo, lo que motivó la salida de la «Conjunción Republicana» del partido de Sánchez Román. El PCE, por su parte, había variado su posición respecto de los socialistas (a los que hasta entonces había considerado como «enemigos» de la revolución) tras el VII Congreso de la III Internacional celebrado en Moscú en el verano de 1935, donde Stalin había lanzado la nueva consigna de formar «frentes antifascistas». La firma del pacto de la coalición electoral entre los republicanos de izquierda y los socialistas tuvo lugar el 15 de enero de 1936. El PSOE cuando estampó su firma lo hizo también en nombre del PCE y de otras organizaciones obreras (el Partido Sindicalista de Ángel Pestaña y el POUM).
El programa de la coalición, que comenzó a ser llamada «Frente Popular», a pesar de que ese término no aparecía en el documento firmado el 15 de enero y de que era un nombre que nunca aceptó Azaña, era el de los republicanos de izquierda (y solo se mencionaban las aspiraciones de las fuerzas «obreras» con las que los republicanos de izquierda no estaban de acuerdo). El programa incluía, en primer lugar, la amnistía para los delitos «políticos y sociales» (el excarcelamiento de todos los detenidos por la Revolución de Octubre), la continuidad de la legislación reformista del primer bienio y la reanudación de los procesos de autonomía de las «regiones». El gobierno estaría formado exclusivamente por republicanos de izquierda y los socialistas le darían su apoyo desde el parlamento para cumplir el programa pactado. Así pues, la alianza de 1936 era circunstancial, limitada a las elecciones y, por tanto, bien diferente a la de 1931.

#### Las elecciones de febrero de 1936

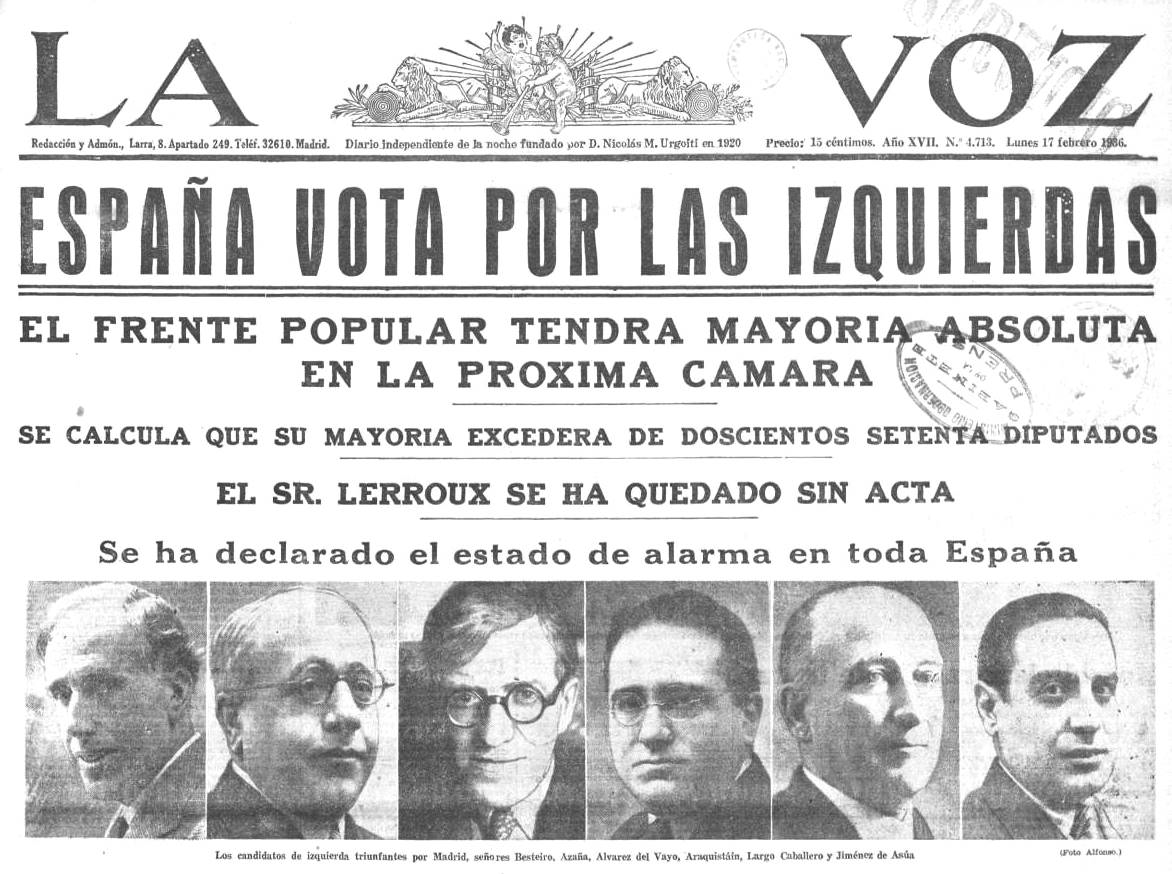
Portada del diario La Voz del lunes 17 de febrero que anuncia la victoria del Frente Popular por mayoría absoluta. Aparecen las fotografías de los candidatos que han resultado elegidos en la lista de Madrid (de izquierda a derecha): Julián Besteiro, Manuel Azaña, Julio Álvarez del Vayo, Luis Araquistain, Francisco Largo Caballero y Luis Jiménez de Asúa. El diario destaca también en la primera página que el antiguo presidente del Gobierno Alejandro Lerroux no ha resultado elegido. Asimismo anuncia que el gobierno de Manuel Portela Valladares ha declarado el estado de alarma en toda España.

Frente a la coalición electoral de las izquierdas, las derechas no pudieron oponer como en 1933 un frente homogéneo, porque la CEDA, en su intento de obtener el poder y evitar el triunfo de la izquierda, se alió en unas circunscripciones con las fuerzas antirrepublicanas (monárquicos alfonsinos, carlistas) y en otras con el centro-derecha republicano (radicales, demócrata-liberales, republicanos progresistas), por lo que fue imposible presentar un programa común. Lo que pretendía formar Gil Robles era un «Frente Nacional Antirrevolucionario» o un «Frente de la Contrarrevolución», basado más en consignas «anti» que en un programa concreto de gobierno («Contra la revolución y sus cómplices», fue uno de sus eslóganes; «¡Por Dios y por España!» fue otro; y planteó la campaña como una batalla entre la «España católica... y la revolución espantosa, bárbara, atroz»).
A las elecciones también se presentó una tercera opción «centrista» encabezada por el presidente del gobierno Portela Valladares y auspiciada por quien le había nombrado, el presidente de la república Niceto Alcalá-Zamora, que pretendía consolidar un centro republicano que superara la bipolarización surgida de la Revolución de Octubre.
Las elecciones registraron la participación más alta de las tres elecciones generales que tuvieron lugar durante la Segunda República (el 72,9%), lo que se atribuyó al voto obrero que no siguió las habituales consignas abstencionistas de los anarquistas. Según el estudio realizado por el historiador Javier Tusell sobre las elecciones, que se sigue considerando todavía hoy como el mejor análisis de las mismas, el resultado fue un reparto muy equilibrado de votos con una leve ventaja de las izquierdas (47,1%) sobre las derechas (45.6%), mientras el centro se limitó al 5,3%, pero como el sistema electoral primaba a los ganadores esto se tradujo en una holgada mayoría para la coalición del «Frente Popular». En total el «Frente Popular» contaba con 263 diputados (incluidos los 37 del «Front d’Esquerres» de Cataluña) la derecha tenía 156 diputados (entre ellos solo un fascista, que era del Partido Nacionalista Español, ya que Falange Española no se quiso integrar en las coaliciones de la derecha porque le ofrecieron pocos puestos) y los partidos de centro-derecha (incluyendo en ellos a los nacionalistas de la Lliga Regionalista y del PNV, y al Partido del Centro que rápidamente había formado Portela Valladares con el apoyo de la Presidencia de la República) sumaban 54 diputados. «En el Frente Popular, los primeros puestos en las candidaturas los ocuparon casi siempre los republicanos del partido de Azaña y en la derecha fueron a parar a la CEDA, lo cual no confirma, frente a lo que se ha dicho en ocasiones, el triunfo de los extremos. Los candidatos comunistas siempre estuvieron en el último lugar de las listas del Frente Popular y los 17 diputados obtenidos, después de conseguir solo uno en 1933, fueron el fruto de haber logrado incorporarse a esa coalición y no el resultado de su fuerza real. La Falange sumó únicamente 46.466 votos, el 0,5 % del total».

#### El Gobierno del Frente Popular (febrero-julio de 1936)

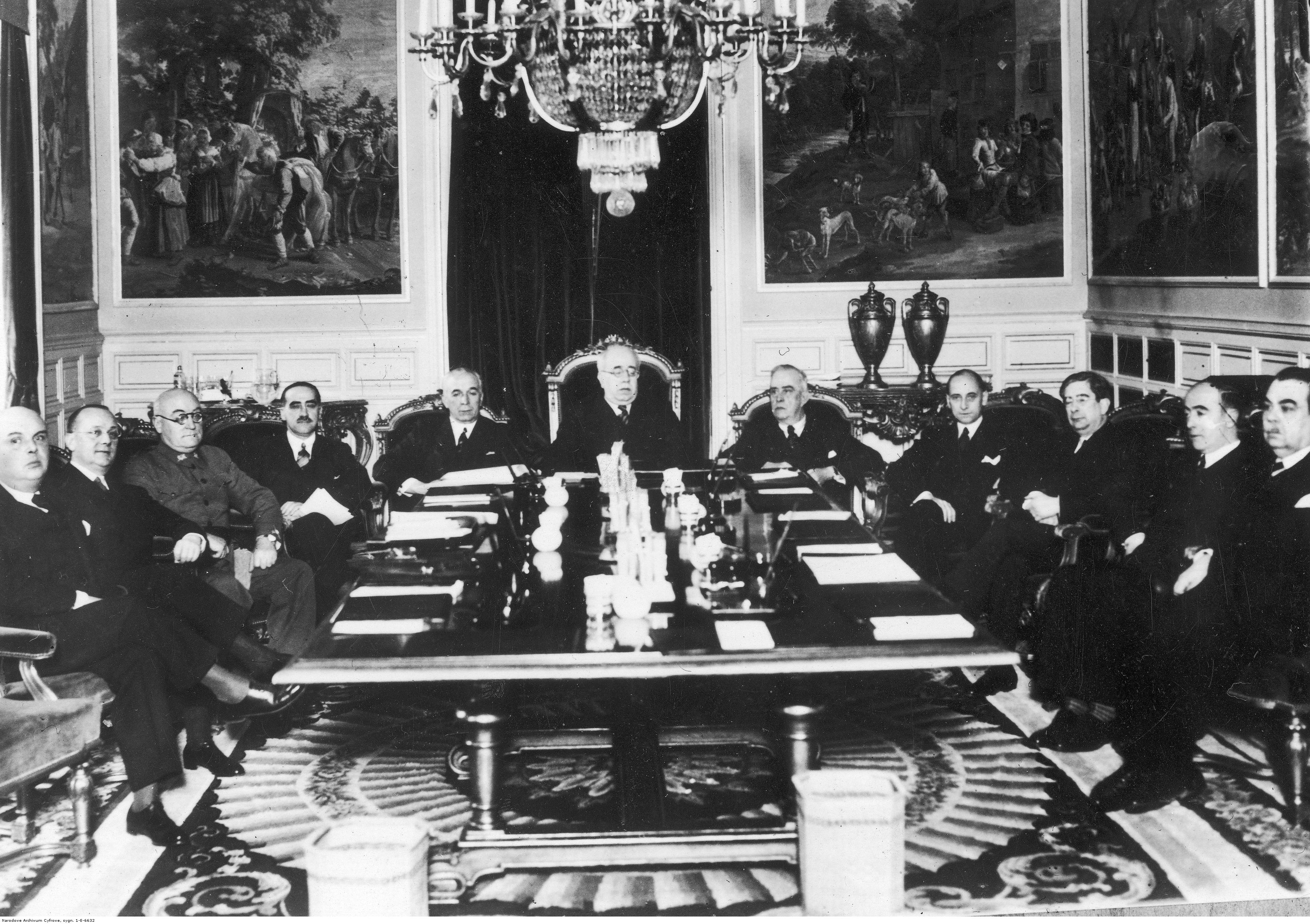
Gabinete del gobierno de Azaña, fotografiado en 1936.

Nada más conocerse la victoria en las elecciones del Frente Popular se produjo un primer intento de «golpe de fuerza» por parte de la derecha para intentar frenar la entrega del poder a los vencedores. Fue el propio Gil Robles el primero que intentó sin éxito que el presidente del gobierno en funciones Manuel Portela Valladares declarase el «estado de guerra» y anulara los comicios. Le siguió el general Franco, aún jefe del Estado Mayor del Ejército, que se adelantó a dar las órdenes pertinentes a los mandos militares para que declarasen el estado de guerra (lo que según la Ley de Orden Público de 1933 suponía que el poder pasaba a las autoridades militares), pero fue desautorizado por el todavía jefe de Gobierno Portela Valladares y por el ministro de la guerra el general Nicolás Molero.
El resultado del intento de «golpe de fuerza» fue exactamente el contrario del previsto. El presidente del gobierno en funciones entregó antes de tiempo el poder a la coalición ganadora, sin esperar a que se celebrara la segunda vuelta de las elecciones (prevista para el 1 de marzo). Así el miércoles 19 de febrero, Manuel Azaña, el líder del «Frente Popular», formaba gobierno que conforme a lo pactado solo estaba integrado por ministros republicanos de izquierda (nueve de Izquierda Republicana y tres de Unión Republicana). Una de las primeras decisiones que tomó el nuevo gobierno fue alejar de los centros de poder a los generales más antirrepublicanos: el general Goded fue destinado a la Comandancia militar de Baleares; el general Franco, a la de Canarias; el general Mola al gobierno militar de Pamplona. Otros generales significados, como Orgaz, Villegas, Fanjul y Saliquet quedaron en situación de disponibles.

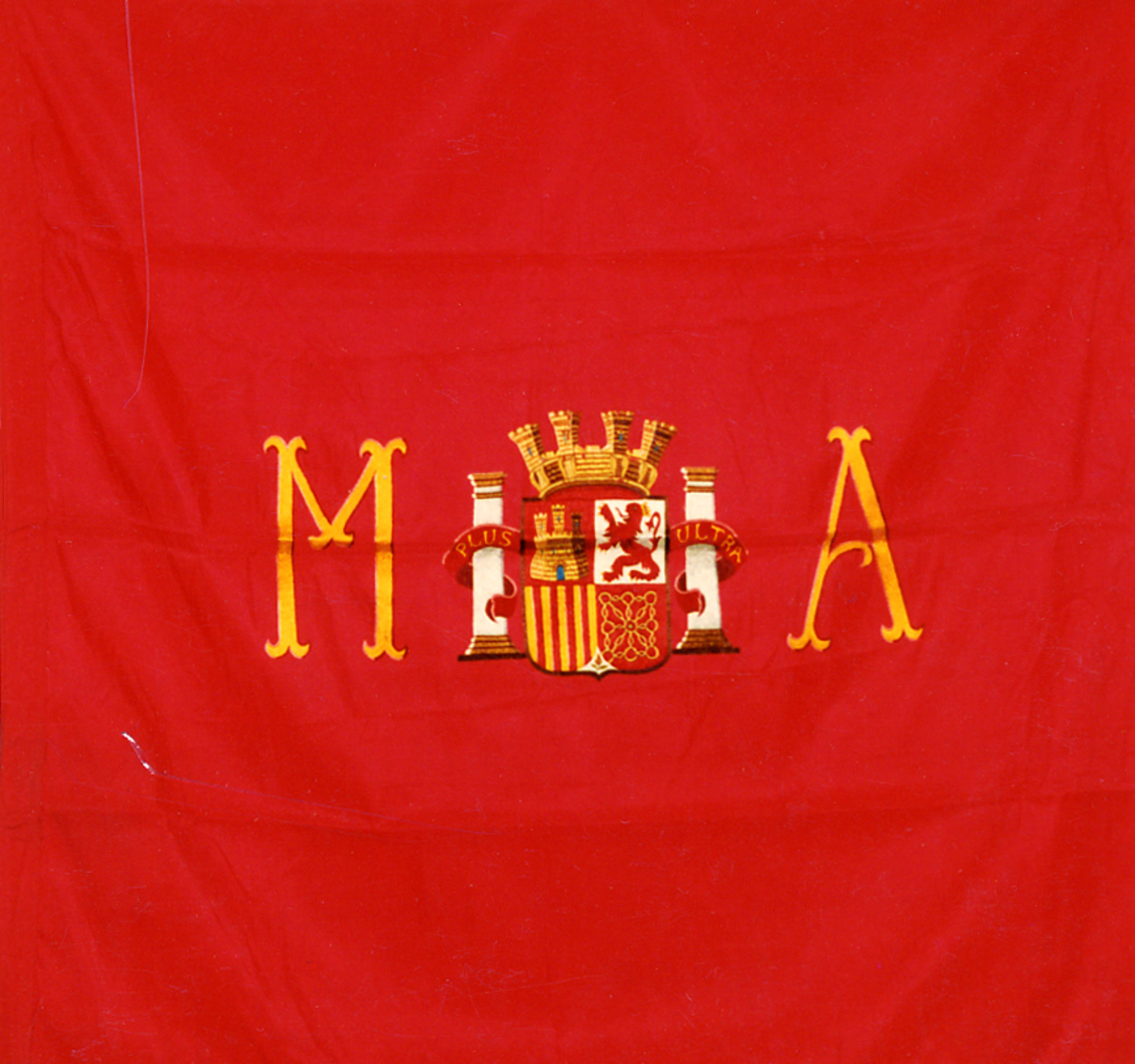
Estandarte presidencial de Manuel Azaña.

La medida más urgente que hubo de tomar el nuevo gobierno fue la amnistía de los condenados por los sucesos de octubre de 1934, algo que era clamorosamente exigido en las manifestaciones que siguieron al triunfo electoral, y que ya había conducido a la apertura de varias cárceles, de las que salieron no solo los presos «políticos» sino también los «sociales». La amnistía puso en libertad a unos 30.000 presos «políticos y sociales». Otra de las medidas urgentes era reponer en sus puestos a los alcaldes y concejales elegidos en 1931 y suspendidos durante el «bienio negro» por los gobiernos radical-cedistas que los sustituyeron por gestoras de derechas. Y el 28 de febrero el gobierno decretaba no solo la readmisión de todos los trabajadores despedidos por motivos políticos y sindicales relacionados con los hechos de 1934, sino que, presionado por los sindicatos, ordenaba a las empresas que indemnizaran a estos trabajadores por los jornales no abonados.
La salida de los miembros del gobierno de la Generalidad de Cataluña de la cárcel, beneficiados por la amnistía, fue acompañada de inmediato por un Decreto de 1 de marzo que reanudaba las funciones del Parlament y reponía en su puesto a Lluís Companys como presidente de la Generalidad y a sus consejeros. También el gobierno Azaña decidió la restitución en sus funciones de los ayuntamientos vascos suspendidos en 1934.
La «cuestión agraria» fue otro problema que el nuevo gobierno tuvo que abordar con urgencia a causa de la intensa movilización campesina que se estaba produciendo con el apoyo decidido de las autoridades locales repuestas y que amenazaba con provocar graves conflictos en el campo. «A los pocos días de las elecciones, unos ochenta mil campesinos andaluces, manchegos y extremeños convocados por la FNTT [socialista], se lanzaron a ocupar las fincas de las que habían sido desalojados en el invierno de 1934-35 [por los gobiernos radical-cedistas]. Se producía así un hecho consumado, que obligó al Ministerio de Agricultura a adoptar medidas oportunas para volver a poner en vigor la legislación del primer bienio». El movimiento de ocupación de fincas más espectacular fue el que organizó la FNTT desde el 26 de marzo en la provincia de Badajoz en el que participaron unos 60.000 jornaleros que invadieron y comenzaron a roturar unas dos mil propiedades. El 19 de abril el ministro de Agricultura, Mariano Ruiz Funes, presentaba varios proyectos de ley, entre ellos uno que derogaba la Ley de Reforma de la Reforma Agraria de agosto de 1935, que se convirtió en ley el 11 de junio, por lo que volvía estar en vigor plenamente la Ley de Reforma Agraria de 1932. Gracias a varios decretos y a esta ley entre marzo y julio de 1936 se asentaron unos 115.000 campesinos, más que en los tres años anteriores. Sin embargo, continuó la alta conflictividad en el campo, debida sobre todo a la actitud de los propietarios y a la radicalización de las organizaciones campesinas, saldándose todo ello con incidentes violentos. El caso más grave se produjo en Yeste (Albacete) donde a finales de mayo de 1936 «la detención de unos campesinos que pretendían talar árboles en una finca particular condujo a un sangriento enfrentamiento entre la Guardia Civil y los jornaleros, en los que murieron un guardia y 17 campesinos, varios de ellos asesinados a sangre fría por los agentes».

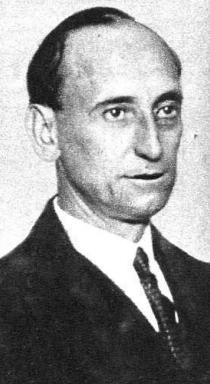
Santiago Casares Quiroga en 1931

El 3 de abril, una vez resuelta la exaltada discusión de las actas parlamentarias, la izquierda presentó una iniciativa para destituir al Presidente de la República, acusándolo de haber incumplido el artículo 81 de la Constitución. Cuatro días después, el 7 de abril, por 238 votos contra 5 (la derecha se abstuvo, tras haber apoyado la medida), Alcalá Zamora fue destituido por el parlamento. El 26 de abril, se celebraron las elecciones de compromisarios establecida por la Constitución y Manuel Azaña, el candidato de la izquierda, obtuvo 358 mandatos, y 63 la oposición, parte de la cual se había abstenido de presentarse a las elecciones. Así el 10 de mayo de 1936 era investido como nuevo presidente, estableciendo su residencia en la Quinta de El Pardo, donde se llegó a planear su secuestro por parte de elementos conspiradores. Sin embargo, el proyecto de Azaña de nombrar al socialista Indalecio Prieto como su sustituto al frente del gobierno no cuajó por la oposición del ala «caballerista» del PSOE y de la UGT que se ratificó en el acuerdo de seguir fuera del gabinete, y el 13 de mayo ocupó la presidencia del gobierno uno de los colaboradores más fieles de Azaña, Santiago Casares Quiroga, después de haberse barajado otros nombres y de renunciar a asumir el cargo un día antes el candidato propuesto por todos los grupos del Frente Popular, Diego Martínez Barrio.
El nuevo gobierno Casares Quiroga continuó con la política reformista que ya había iniciado el gobierno Azaña que consistía fundamentalmente en volver a poner en vigor los decretos que habían sido derogados o modificados durante el segundo bienio («bienio negro» le llamaron las izquierdas) y a los que se añadieron algunos otros.
Uno de los problemas a los que tuvo que hacer frente el gobierno fue la oleada de huelgas que se produjeron declaradas y sostenidas muchas veces por comités conjuntos CNT/UGT, en las que en muchas de ellas se hablaba de revolución, pero ni UGT ni CNT preparaban ningún movimiento insurreccional después de los fracasos de 1932, 1933 y 1934, y la única posibilidad de que se produjese alguno sería como respuesta a un intento de golpe militar.
Otro de los problemas del gobierno de Casares Quiroga fue la división interna del PSOE, el partido más importante del Frente Popular que debía apoyar al gobierno, así como el decantamiento cada vez más acusado de la CEDA hacia posiciones antirrepublicanas. «De esta forma, el gobierno quedó desasistido por sus aliados naturales y hostigado desde la derecha por una envalentonada oposición monárquica que arrastraba ya con fuerza a los católicos y desde la izquierda por un sector del PSOE que, si había renunciado a la revolución esperaba con impaciencia la hora de sustituir al gobierno republicano por uno exclusivamente socialista». En cuanto a los socialistas se acentuaron las diferencias entre los sectores «prietista» y «largocaballerista», ya que Largo Caballero, que dominaba UGT y el grupo parlamentario del PSOE, continuó oponiéndose a la entrada en el gobierno de los socialistas y defendiendo el entendimiento entre las «organizaciones obreras» para esperar el momento en que el fracaso de los «burgueses republicanos» facilitara la conquista del poder por la clase obrera. Largo Caballero además contaba con el apoyo incondicional de las juventudes Socialistas que le llamaban el «Lenin español». Estas juventudes cada vez más radicalizadas acabaron fusionándose con las Juventudes Comunistas del PCE para formar en junio de 1936, las Juventudes Socialistas Unificadas, bajo la dirección del joven socialista Santiago Carrillo. En cuanto a la CEDA el sector encabezado por José María Gil Robles se decantó cada vez más por el boicot a las instituciones republicanas y por el apoyo a la vía defendida por la derecha monárquica del Bloque Nacional de José Calvo Sotelo que propugnaba abiertamente la ruptura violenta del orden constitucional mediante un golpe de Estado militar en cuya preparación ya estaban colaborando (por su parte los monárquicos carlistas aceleraron la formación de sus milicias requetés con vistas al alzamiento militar con cuyos dirigentes mantenían contactos).
Otro de los problemas fue el aumento de la violencia política provocada por la «estrategia de la tensión» desplegada por el partido fascista Falange Española. Tras el triunfo del Frente Popular y unos resultados catastróficos para FE de las JONS en los comicios, esta formación prosiguió la escalada de violencia en la confrontación que ya mantenía con socialistas y comunistas y registró una avalancha de afiliaciones de jóvenes de derechas. El primer atentado importante que cometieron fue el perpetrado el 12 de marzo contra el diputado socialista y «padre» de la Constitución de 1931 Luis Jiménez de Asúa, en el que este resultó ileso pero su escolta, el policía Jesús Gisbert, murió. La respuesta del gobierno de Azaña fue prohibir el partido, detener el 14 de marzo a su máximo dirigente José Antonio Primo de Rivera y a otros miembros de su «Junta Política», y cerrar su periódico Arriba. Pero el paso a la clandestinidad no impidió que siguiera perpetrando atentados y participando en reyertas con jóvenes socialistas y comunistas. También continuó realizando una labor de violencia e intimidación contra los elementos del orden institucional de la República. En la noche del 13 de abril, dos pistoleros falangistas asesinaban en la calle a Manuel Pedregal, magistrado del Tribunal Supremo, como represalia por haber actuado como ponente en el juicio por intento de asesinato a Jiménez de Asúa. El juez ya había recibido amenazas de muerte con anterioridad por este motivo. Varios de los implicados huyeron a Francia en avión pilotado por el entonces colaborador de Falange, Juan Antonio Ansaldo. De hecho, Falange difundió listas negras de jueces con el propósito de intimidarlos, y su boletín clandestino No Importa amenazó a magistrados como Ursicino Gómez Carbajo o Ramón Enrique Cardónigo, que habían intervenido en causas con sentencia desfavorable a sus intereses.
Los incidentes de mayor trascendencia se produjeron los días 14 y 15 de abril. El día 14 tuvo lugar un desfile militar en el paseo de la Castellana de Madrid en conmemoración del quinto aniversario de la república y junto a la tribuna principal, ocupada por el presidente de la república en funciones Diego Martínez Barrio y por el presidente del gobierno Manuel Azaña, estalló un artefacto y se produjeron a continuación varios disparos que causaron la muerte a Anastasio de los Reyes, un alférez de la Guardia Civil que estaba allí de paisano, e hirieron a varios espectadores. Derechistas e izquierdistas se acusaron mutuamente del atentado. Al día siguiente se celebró el entierro del alférez que se convirtió en una manifestación antirrepublicana a la que asistieron los diputados Gil Robles y Calvo Sotelo, oficiales del ejército y falangistas armados. Desde diversos lugares se produjeron disparos contra la comitiva que fueron respondidos, produciéndose un saldo de seis muertos y de tres heridos. Uno de los muertos era el estudiante Andrés Sáenz de Heredia, falangista y primo hermano de José Antonio Primo de Rivera. La muerte de Sáenz de Heredia fue atribuida por la derecha a los miembros de la sección de la Guardia de Asalto comandada por el teniente Castillo, instructor de las milicias de las Juventudes Socialistas Unificadas. También resultó herido un joven carlista estudiante de medicina llamado José Llaguno Acha. En las primeras horas hubo más de 170 detenidos por delitos como desórdenes públicos, uso de armas de fuego o resistencia a la autoridad, la mayor parte de ellos afiliados a Falange.

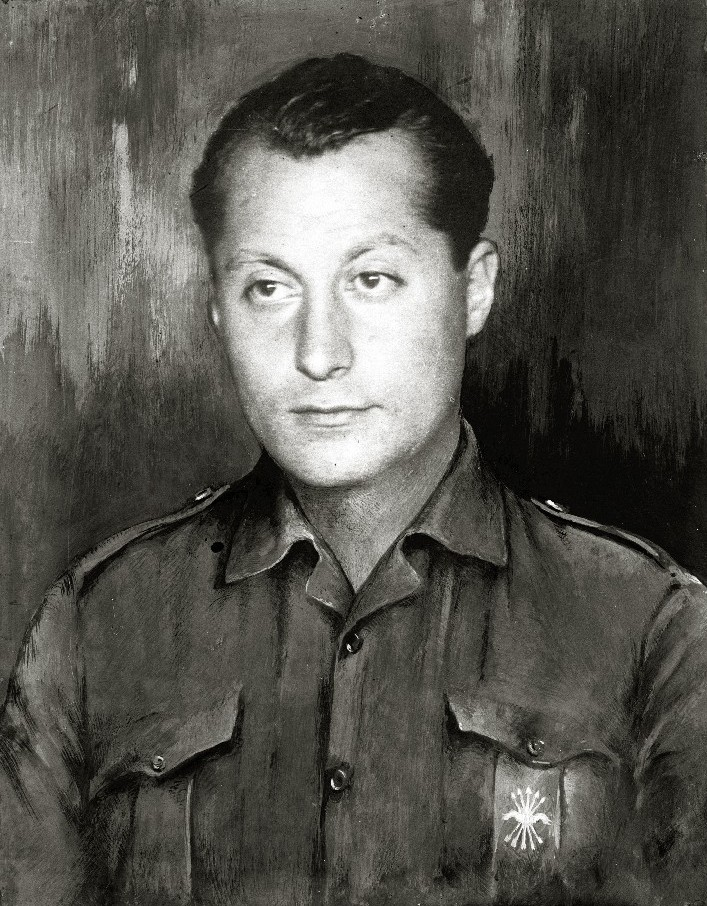
José Antonio Primo de Rivera, fundador de Falange Española

Entre abril y julio los atentados y las reyertas protagonizadas por falangistas causaron más de cincuenta víctimas entre las organizaciones de izquierda obrera, la mayoría de ellas en Madrid. Unos cuarenta miembros de Falange murieron en esos actos o en atentados de represalia de las organizaciones de izquierda. Éstas se dirigieron tanto contra empresarios y militantes de partidos de derechas, como el exministro y diputado del Partido Republicano Liberal Demócrata Alfredo Martínez[cita requerida], tiroteado en Oviedo el 22 de marzo y falleciendo tres días después (según la familia el crimen fue preparado por elementos derechistas, en el marco de desestabilización cotidiano de las instituciones republicanas, aunque quedó sin esclarecer), como a sedes sociales y periódicos antirrepublicanos, como el diario madrileño La Nación. También fueron objeto de la violencia los edificios religiosos (un centenar de iglesias y conventos fueron asaltados e incendiados) aunque entre las víctimas de la violencia política de febrero a julio no hubo ningún miembro del clero.
Esta «estrategia de la tensión» protagonizada por los pistoleros falangistas que fue respondida por las organizaciones de izquierda, junto con el crecimiento de las organizaciones juveniles paramilitares tanto entre la derecha (milicias falangistas, requetés carlistas) como entre la izquierda (milicias de las juventudes socialistas, comunistas y anarquistas), y entre los nacionalistas vascos y catalanes (milicias de Esquerra Republicana de Cataluña y milicias del PNV), aunque no estaban armadas y su mayor actividad principal era desfilar, provocó la percepción entre parte de la opinión pública, especialmente la conservadora, de que el gobierno del Frente Popular no era capaz de mantener el orden público, lo que servía de justificación para el «golpe de fuerza» militar que se estaba preparando. A esta percepción también contribuyó la prensa católica y de extrema derecha que incitaba a la rebelión frente al «desorden» que atribuía al «Gobierno tiránico del Frente Popular», «enemigo de Dios y de la Iglesia», aprovechando que la confrontación entre clericalismo y anticlericalismo volvió al primer plano tras las elecciones de febrero con continuas disputas sobre asuntos simbólicos, como el tañido de campanas o las manifestaciones del culto fuera de las iglesias, como procesiones o entierros católicos. Asimismo, en el parlamento los diputados de la derecha, singularmente José Calvo Sotelo y José María Gil Robles, acusaron al gobierno de haber perdido el control del orden público, aunque el ministro Casares Quiroga respondió así a Calvo Sotelo en una ocasión: «El orden absoluto que se registró en toda España el 1 de mayo (de 1936, Día Internacional de los Trabajadores) ha creado en las derechas un gran despecho y hacen todo lo necesario para alterarlo. En registros efectuados por la policía en domicilios de derecha se han encontrado hasta balas explosivas dum-dum. En Granada se han recogido trece mil armas y siete mil en Jaén, todas en poder de personas y organizaciones de extrema derecha». Por otro lado, en la sesión del 17 de junio de 1936, Gil-Robles denuncia los desórdenes habidos, según él, desde el 1 de febrero hasta el 15 de junio: «160 iglesias destruidas, 251 asaltos de templos, incendios sofocados, destrozos, intentos de asalto. 269 muertos. 1287 heridos de diferente gravedad. 215 agresiones personales frustradas o cuyas consecuencias no constan. 69 centros particulares y políticos destruidos, 312 edificios asaltados. 113 huelgas generales, 228 huelgas parciales. 10 periódicos totalmente destruidos, todos de derecha. 83 asaltos a periódicos, intentos de asalto y destrozos. 146 bombas y artefactos explosivos. 38 recogidos sin explotar».
Estatutos de autonomía
En 1931 se propone un Estatuto de Autonomía de Baleares.
La propuesta de Estatuto de Autonomía para Galicia es sometido a plebiscito cuatro años el 28 de junio de 1936, de acuerdo con las normas de un decreto de la presidencia del Estado de mayo de 1933. El proyecto de Estatuto de Autonomía de Galicia se entregó en las Cortes el día 15 de julio de 1936, junto al Anteproyecto de Estatuto de Autonomía de Aragón, y fue trasladado al Congreso de Diputados para que fuera admitido a trámite.
En Castilla la Vieja y en la Región de León, durante la Segunda República, sobre todo en 1936, hubo una gran actividad regionalista favorable a una región de once provincias (Ávila, Burgos, León, Logroño, Palencia, Salamanca, Santander, Segovia, Soria, Valladolid y Zamora), incluso se llegaron a elaborar unas bases de estatuto de autonomía que se publicaron en El Norte de Castilla. El Diario de León abogó por la formalización de esta iniciativa y la constitución de una región autónoma con estas palabras: «unir en una personalidad a León y Castilla la Vieja en torno a la gran cuenca del Duero, sin caer ahora en rivalidades pueblerinas» (Diario de León, 22 de mayo de 1936). Al final, la guerra civil acabó con las aspiraciones de la autonomía para las dos regiones.
Queda fijada para el último domingo de septiembre de 1936 una Asamblea nacional destinada a debatir y modificar el anteproyecto y aprobar el proyecto de Estatuto de Autonomía de Andalucía. El día 1 de octubre de 1936, las Cortes aprueban por aclamación el Estatuto del País Vasco.
El 1 de febrero de 1938 las Cortes admiten a trámite el Estatuto de Autonomía de Galicia, que no es rechazado ni aprobado.
En Asturias se redactó un estatuto de autonomía por el catedrático de derecho avilesino Sabino Álvarez Gendín, que no llegó a ser tramitado.
Un Proyecto de Estatuto de Autonomía para Cantabria fue presentado el 5 de junio de 1936 en el Ayuntamiento de Santander, y con fecha de 8 de junio en la Diputación.
Los Socialistas no esperaron al recuento de los votos de hecho fueron asaltadas infinidad de mesas electorales, proclamando una victoria por hechos consumados

#### La conspiración militar
La conspiración militar para desencadenar un «golpe de fuerza» (como lo llamaban los conjurados) que derribara al gobierno se puso en marcha nada más producirse el triunfo del «Frente Popular» en las elecciones de febrero de 1936, apoyándose inicialmente en las tramas golpistas que se habían rehecho tras el fracaso de la Sanjurjada. Al día siguiente de formarse el gobierno de Azaña el periódico de la Comunión Tradicionalista El Pensamiento Alavés ya afirmaba «que no sería en el Parlamento donde se libraría la última batalla, sino en el terreno de la lucha armada» y esa lucha partiría de «una nueva Covadonga que frente a la revolución sirviera de refugio a los que huyeran de aquella y emprendiera la Reconquista de España».

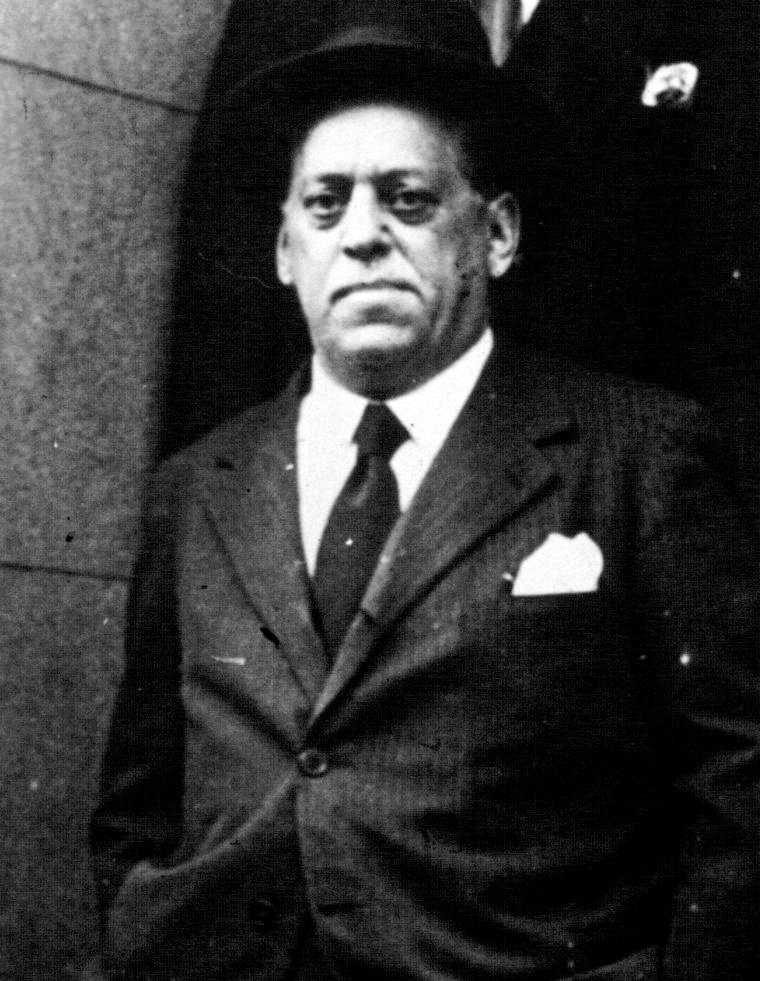
El general Sanjurjo en 1932.

El 8 de marzo tuvo lugar en Madrid, en casa de un amigo de Gil Robles, una reunión de varios generales (Emilio Mola, Luis Orgaz Yoldi, Villegas, Joaquín Fanjul, Francisco Franco, Ángel Rodríguez del Barrio, Miguel García de la Herrán, Manuel González Carrasco, Andrés Saliquet y Miguel Ponte, junto con el coronel José Enrique Varela y el teniente coronel Valentín Galarza, como hombre de la UME), en la que acordaron organizar un «alzamiento militar» que derribara al gobierno del Frente Popular recién constituido y «restableciera el orden en el interior y el prestigio internacional de España». También se acordó que el gobierno lo desempeñaría una Junta Militar presidida por el general Sanjurjo, que en esos momentos se encontraba en el exilio en Portugal.
No se llegó a acordar el carácter político del «movimiento militar», pero para su organización recurrirían a la estructura clandestina de la UME integrada por oficiales conservadores y antiazañistas y llegaron a fijar la fecha del golpe, para el 20 de abril, pero las sospechas del gobierno y la detención de Orgaz y Varela, confinados en Canarias y en Cádiz, respectivamente, les obligaron a posponer la fecha. Además el gobierno había decidido ya «dispersar» a los generales sospechosos y había destinado a Goded a Baleares, a Franco a Canarias y a Mola a Pamplona.
Desde finales de abril, fue el general Mola quien tomó la dirección de la trama golpista (desplazándose así el centro de la conspiración de Madrid a Pamplona), adoptando el nombre clave de «El Director». Este continuó con el proyecto de constituir una Junta Militar presidida por el general Sanjurjo, y comenzó a redactar y difundir una serie de circulares o «Instrucciones reservadas» en las que fue perfilando la compleja trama que llevaría adelante el golpe de Estado.
La primera de las cinco «instrucciones reservadas» la dictó el 25 de mayo y en ella ya apareció la idea de que el golpe tendría que ir acompañado de una violenta represión:

Se tendrá en cuenta que la acción ha de ser en extremo violenta para reducir lo antes posible al enemigo, que es fuerte y bien organizado. Desde luego serán encarcelados todos los directivos de los partidos políticos, sociedades y sindicatos no afectos al Movimiento, aplicándose castigos ejemplares a dichos individuos para estrangular los movimientos de rebeldía o huelgas

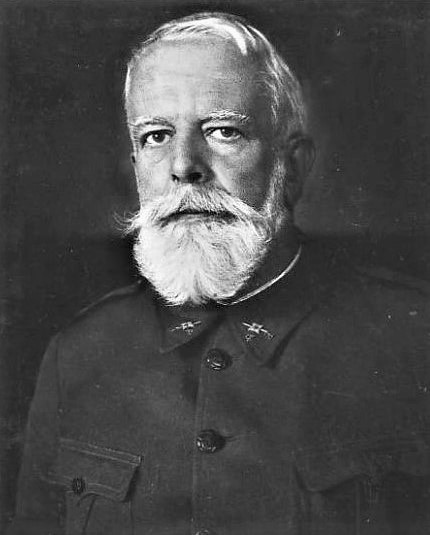
General Miguel Cabanellas.

Mola logró que se unieran a la conspiración generales republicanos como Gonzalo Queipo de Llano (jefe de los carabineros) y Miguel Cabanellas. Con este último, que era el jefe de la V División orgánica, mantuvo una entrevista en Zaragoza el 7 de junio en la que acordaron las medidas para dominar la oposición que «opondría la gran masa sindicalista» y la organización de las «columnas que habían de oponerse a que los catalanes pudieran invadir el territorio aragonés».
Mola consiguió comprometer en el golpe a numerosas guarniciones, gracias también a la trama clandestina de la UME dirigida por el coronel Valentín Galarza (cuyo nombre clave era «El Técnico»), pero Mola no contaba con todas ellas, y especialmente tenía dudas sobre el triunfo del golpe en el lugar fundamental, Madrid, y también sobre Cataluña, Andalucía y Valencia.
Así pues, el problema de los militares implicados era que, a diferencia del golpe de Estado de 1923, ahora no contaban con la totalidad del Ejército (ni de la Guardia Civil ni las otras fuerzas de seguridad) para respaldarlo. «Las divisiones que se habían manifestado en el seno del propio ejército desde la Dictadura... durante la República habían alcanzado un singular grado de virulencia con la creación de uniones militares enfrentadas por la cuestión del régimen político».[la UME, Unión Militar Española, monárquica; y la republicana Unión Militar Republicana Antifascista, UMRA, con una influencia mucho más reducida]
Tampoco podían contar como en 1923 con la connivencia del jefe del Estado (el rey Alfonso XIII entonces, y el presidente de la república Manuel Azaña ahora). Una tercera diferencia respecto de 1923 era que la actitud de las organizaciones obreras y campesinas no sería de pasividad ante el golpe militar, como en 1923, sino que como habían anunciado desencadenarían una revolución. Por estas razones se fue retrasando una y otra vez la fecha del golpe militar, y por eso, además, el general Mola, «el Director», buscó el apoyo de las milicias de los partidos antirrepublicanos (requetés y falangistas) y el respaldo financiero de los partidos de la derecha. Pero la participación de estas fuerzas paramilitares civiles fue aparcada por el momento porque el principal dirigente carlista Manuel Fal Conde quería proporcionar un protagonismo al «tradicionalismo» en el golpe, llegando a contactar directamente con el general Sanjurjo, algo que los militares no estaban dispuestos a consentir, y porque el líder de Falange José Antonio Primo de Rivera, preso en Alicante, que en principio se manifestó dispuesto a colaborar, exigió su parcela de poder, lo que tampoco fue admitido por los generales conjurados.
Al gobierno de Casares Quiroga le llegaron por diversas fuentes noticias de lo que se estaba tramando pero no actuó con contundencia contra los conspiradores porque, según el historiador Julio Aróstegui, «Azaña y muchos elementos de su partido, y el propio Casares Quiroga, jefe del gobierno, no creyeron que después de haber neutralizado con facilidad el golpe de Sanjurjo en 1932 en el ejército hubiera capacidad para preparar una acción seria, estimando además que tenían controlados a los posibles cabecillas y que en el caso de que esa rebelión se produjese sería fácil abortarla». El 1 de mayo de 1936, en un mitin celebrado en Cuenca, el socialista Indalecio Prieto advierte de que se está preparando una sublevación militar liderada por Franco; el 12 de mayo será el alcalde Juan Quintero Guerra, del ayuntamiento de Candelaria (Tenerife), quien inste a esta corporación municipal para que se tome el acuerdo de solicitar del Gobierno de la República el urgente e inmediato relevo del comandante militar Francisco Franco, así como reiterar al gobernador civil de la provincia la adhesión de la Corporación por su actitud enérgica y resuelta en defensa del poder civil.

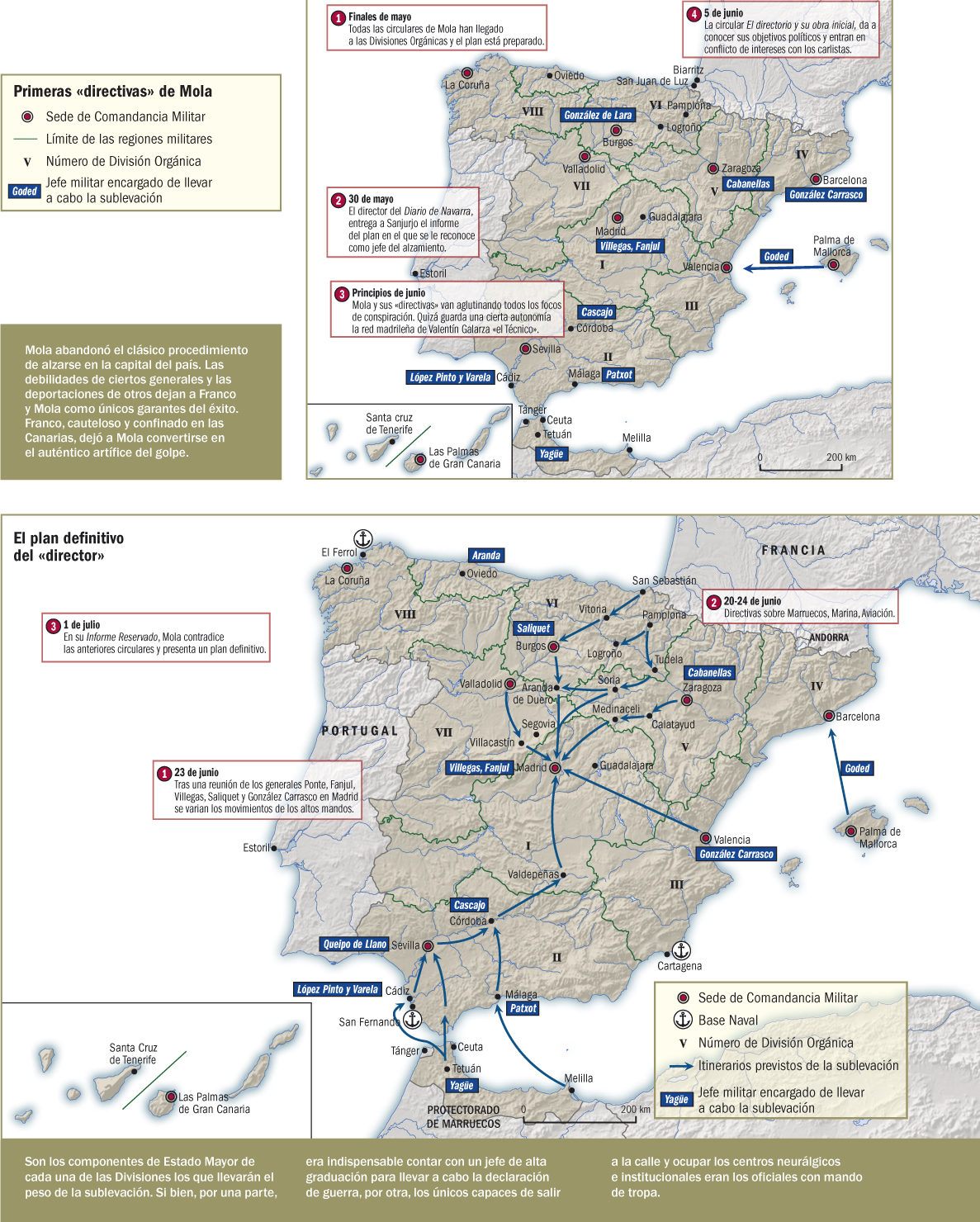
Mapas que representan los planes esbozados por Mola para dar el Golpe de Estado que derribase a la Segunda República.

A principios de julio de 1936 la preparación del golpe militar estaba casi terminada, aunque el general Mola reconocía que «el entusiasmo por la causa no ha llegado todavía al grado de exaltación necesario» y acusaba a los carlistas de seguir poniendo dificultades al continuar pidiendo «concesiones inadmisibles». El plan del general Emilio Mola, «el Director», era un levantamiento coordinado de todas las guarniciones comprometidas, que implantarían el estado de guerra en sus demarcaciones, comenzando por el Ejército de África, que entre los días 5 y 12 de julio realizó unas maniobras en el Llano Amarillo donde se terminaron de perfilar los detalles de la sublevación en el Protectorado de Marruecos. Como se preveía que en Madrid era difícil que el golpe triunfase por sí solo (la sublevación en la capital estaría al mando del general Fanjul), estaba previsto que desde el norte una columna dirigida por el propio Mola se dirigiera hacia Madrid para apoyar el levantamiento de la guarnición de la capital. Y por si todo eso fallaba también estaba planeado que el general Franco (que el 23 de junio había dirigido una carta al presidente del gobierno Casares Quiroga en la decía que las sospechas del gobierno de que se estaba fraguando un golpe militar no eran ciertas -cuando él mismo era uno de los generales implicados-, alegando que «faltan a la verdad quienes le presentan al Ejército como desafecto a la República; le engañan quienes simulan complots a la medida de sus turbias pasiones»), después de sublevar las islas Canarias se dirigiría desde allí al Protectorado de Marruecos a bordo del avión Dragon Rapide, fletado en Londres el 6 de julio por el corresponsal del diario ABC Luis Bolín gracias al dinero aportado por Juan March, para ponerse al frente de las tropas coloniales, cruzar el estrecho de Gibraltar y avanzara sobre Madrid, desde el sur y desde el oeste.
Una vez controlada la capital, se depondría al presidente de la república y al Gobierno, se disolverían las Cortes, se suspendería la Constitución de 1931, se detendrían y se juzgaría a todos los dirigentes y militantes significados de los partidos y organizaciones de la izquierda así como a los militares que no hubieran querido sumarse a la sublevación y, finalmente, se constituiría un Directorio militar bajo la jefatura del general Sanjurjo (que volaría desde Lisboa hasta España). Pero lo que sucedería a continuación nunca estuvo claro pues nada se había acordado sobre la forma de Estado, o república o monarquía (por ejemplo, no se decidió nada sobre qué bandera se utilizaría, si la bicolor de la monarquía, en lugar de la tricolor de la República, ya que se pensaba en una acción rápida y contundente). El objetivo era instaurar una dictadura militar siguiendo el modelo de la Dictadura de Primo de Rivera, al frente de la cual se situaría el exiliado general Sanjurjo.
Así pues, lo que iban a poner en marcha los militares conjurados no era un pronunciamiento al estilo decimonónico (pues en estos casos no se discutía en general el régimen o el sistema político, sino que intentaban solo forzar determinadas «situaciones» partidistas), sino que iba mucho más lejos. El problema estribaba en que los militares y las fuerzas políticas que les apoyaban (fascistas, monárquicos alfonsinos, carlistas, católicos de la CEDA) defendían proyectos políticos distintos, aunque todos coincidían en que la «situación futura» no sería democrática, y tampoco liberal, porque el significado social de fondo de la conspiración era inequívoco: la «contrarrevolución», aun cuando fuera contra una revolución inexistente en la práctica. «Los sublevados llevaron a cabo su acción pretendiendo que se alzaban contra una revolución absolutamente inexistente en la época en que actúan, inventan documentos falsos que compuso Tomás Borrás y que hablaban de un gobierno soviético que se preparaba, y de hecho lo que representaban era la defensa de las posiciones de las viejas clases dominantes, la lucha contra las reformas sociales, más o menos profundas, que el Frente Popular pone de nuevo en marcha».
En la tarde del domingo 12 de julio era asesinado en una calle céntrica de Madrid por pistoleros de extrema derecha (al parecer de la Comunión Tradicionalista) el teniente de la Guardia de Asalto, José del Castillo Sáez de Tejada, un militar instructor de las milicias socialistas. Como represalia, sus compañeros policías, dirigidos por un capitán de la Guardia Civil, Fernando Cortés, secuestraron en su propio domicilio y asesinaron en la madrugada del día siguiente a José Calvo Sotelo, el líder de los monárquicos «alfonsinos» (que no tuvo nada que ver con el asesinato del teniente Castillo), y abandonaron el cadáver en el depósito del cementerio de la Almudena. En el entierro de Calvo Sotelo el dirigente monárquico Antonio Goicoechea juró solemnemente «consagrar nuestra vida a esta triple labor: imitar tu ejemplo, vengar tu muerte y salvar a España». Por su parte el líder de la CEDA, José María Gil Robles en las Cortes les dijo a los diputados de la izquierda que «la sangre del señor Calvo Sotelo está sobre vosotros» y acusó al gobierno de tener la «responsabilidad moral» del crimen por «patrocinar la violencia».
El asesinato de Calvo Sotelo aceleró el compromiso con la sublevación de los carlistas y también de la CEDA, y acabó de convencer a los militares que tenían dudas. Además, Mola decidió aprovechar la conmoción que había causado en el país el doble crimen, y el día 14 adelantó la fecha de la sublevación que quedó fijada para los días 17 y 18 de julio de 1936.

### Segunda República en guerra

#### La reacción del gobierno a la sublevación militar

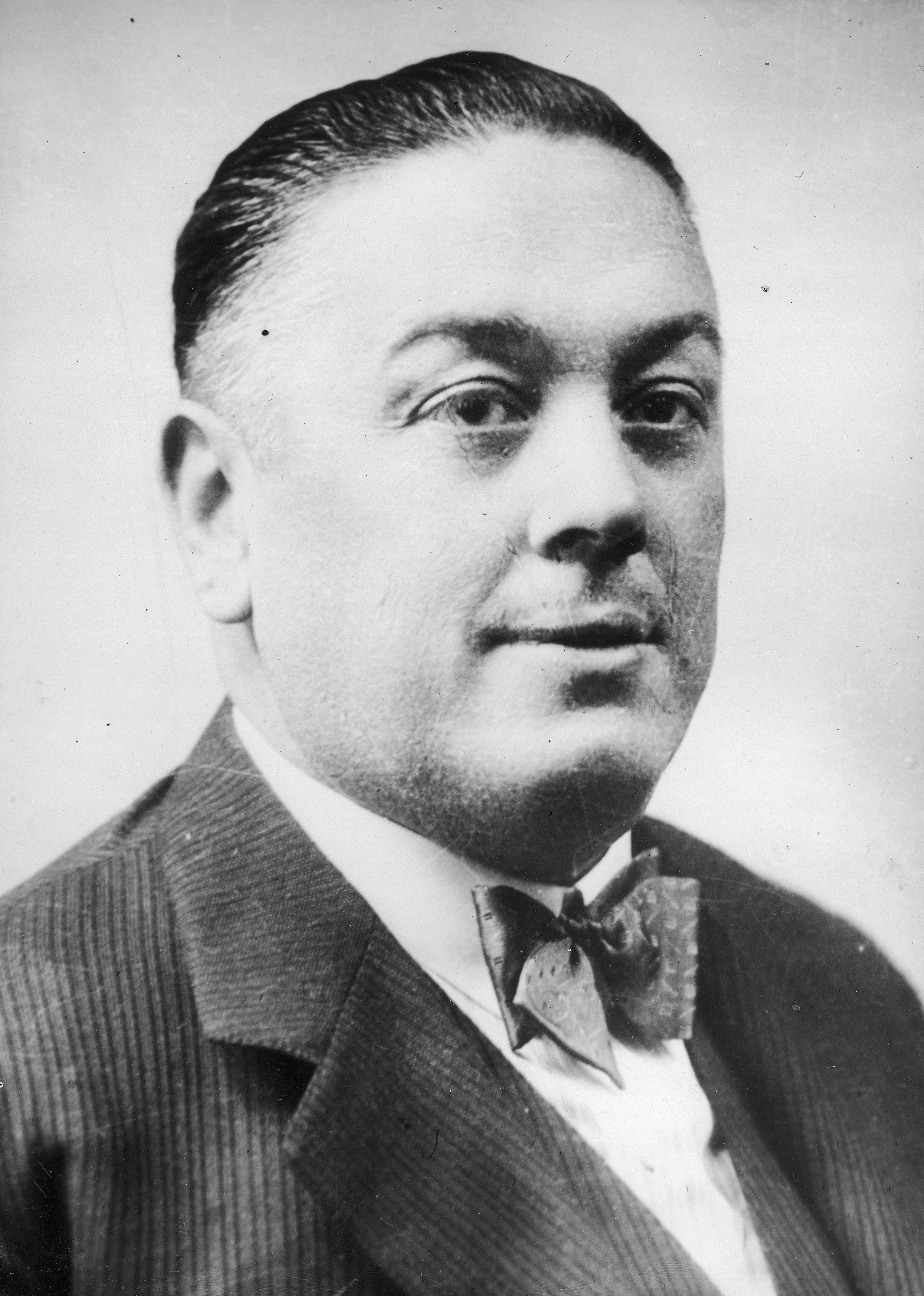
Diego Martínez Barrio

En la tarde del viernes 17 de julio se conocía en Madrid que en el Protectorado de Marruecos se había iniciado una sublevación militar. Al día siguiente la sublevación se extendió a la península y las organizaciones obreras (CNT y UGT) reclamaron «armas para el pueblo» para acabar con ella, a lo que el gobierno de Santiago Casares Quiroga se negó.
Por la noche de ese sábado 18 de julio Casares Quiroga presentó su dimisión al presidente de la república Manuel Azaña y este encargó a Diego Martínez Barrio, presidente de las Cortes y líder de Unión Republicana, que formara un gobierno que consiguiera «detener la rebelión» sin recurrir al apoyo armado de las organizaciones obreras. Martínez Barrio incluyó en su gabinete a políticos moderados y dispuestos a llegar a algún tipo de acuerdo con los militares sublevados y en la madrugada del sábado 18 al domingo 19 de julio, habló por teléfono con el general Emilio Mola, «El Director» de la sublevación, pero este se negó rotundamente a cualquier tipo de transacción. Así el «gobierno de conciliación» de Martínez Barrio dimitió y Azaña nombró el mismo domingo 19 de julio nuevo presidente del gobierno a un hombre de su partido José Giral, que formó un gobierno únicamente integrado por republicanos de izquierda, aunque con el apoyo explícito de los socialistas, que tomó la decisión de entregar armas a las organizaciones obreras, algo a lo que también se había negado Martínez Barrio porque, al igual que Casares Quiroga, consideraba que ese hecho traspasaba el umbral de la defensa constitucional y «legal» de la República.
A causa de esta decisión de «entregar armas al pueblo» el Estado republicano perdió el monopolio de la coerción, por lo que no pudo impedir que se iniciara una revolución social, ya que las organizaciones obreras no salieron a la calle «exactamente para defender la República... sino para hacer la revolución. (...) Un golpe de estado contrarrevolucionario, que intentaba frenar la revolución, acabó finalmente desencadenándola».

#### La revolución social de 1936 y el gobierno de José Giral (julio-septiembre 1936)

Escudo del Consejo Regional de Defensa de Aragón, órgano creado durante la Revolución social española de 1936

La entrega de armas a los partidos y organizaciones obreras hizo que estas constituyeran rápidamente «milicias armadas para hacer frente a la rebelión en el terreno militar y para proceder a una profunda revolución social (desentendiéndose de las autoridades republicanas, a las que no derribaron): incautaron y colectivizaron explotaciones agrarias y empresas industriales y mercantiles para asegurar la continuidad de la producción y distribución de bienes, y se hicieron cargo del mantenimiento de las principales funciones competencia del Estado. La producción, el abastecimiento de la población, la vigilancia, la represión, las comunicaciones y el transporte, la sanidad, quedaron en manos de comités sindicales, que en no pocas localidades suprimieron la moneda para sustituirla por vales. Ante el hundimiento de los mecanismos del poder público [«un gobierno que reparte armas es un gobierno que se ha quedado sin instrumentos para garantizar el orden público e imponer su autoridad»], surgió en el verano de 1936 un nuevo poder obrero, que era a la vez militar, político, social, económico». «En el País Vasco, sin embargo, donde el PNV había rechazado la coalición con la CEDA en las elecciones de febrero de 1936 y apoyado a la izquierda en la tramitación del Estatuto de Autonomía, finalmente aprobado el 1 de octubre de 1936, no hubo revolución social y un partido católico y nacionalista se mantuvo hasta junio de 1937 al frente de un gobierno autónomo con poder sobre poco más que el territorio de Vizcaya».
Los comités que surgieron por todas partes eran autónomos y no reconocían límites a sus actuaciones, pero la paradoja fue que al mismo tiempo la revolución no acabó con el Estado republicano, sino que simplemente lo ignoró y lo redujo a la inoperancia. En Cataluña se constituyó el Comité Central de Milicias Antifascistas, pero el gobierno de la Generalidad no fue destituido y continuó en su puesto. En Valencia apareció el Comité Ejecutivo Popular. En Málaga y Lérida surgieron sendos Comités de Salud Pública. En Cantabria, Gijón y Jaén, comités provinciales del Frente Popular. En Vizcaya, una Junta de Defensa. En Madrid se constituyó un Comité Nacional del Frente Popular, que organizaba milicias y la vida de la ciudad, pero junto a él seguía existiendo el gobierno de José Giral formado solo por republicanos de izquierda.
Pero el gobierno Giral, a pesar de que el poder real no estaba en sus manos, no dejó de actuar, especialmente en el plano internacional. Fue este gobierno el que pidió la venta de armas al gobierno del Frente Popular de Francia, y al no conseguirla, luego a la Unión Soviética, para lo cual dispuso de las reservas del oro del Banco de España. En el plano interior destituyó a los funcionarios sospechosos de apoyar la sublevación y dictó las primeras medidas para intentar controlar las «ejecuciones» indiscriminadas, arbitrarias y extrajudiciales de «fascistas» que llevaban a cabo decenas de «tribunales revolucionarios», también conocidos como «checas», montadas por las organizaciones y partidos obreros que habían impuesto el «terror rojo» en Madrid y en otros lugares. Así el gobierno Giral creó los tribunales especiales «para juzgar los delitos de rebelión y sedición y los cometidos contra la seguridad del Estado». Sin embargo estos «tribunales populares» no acabaron con las actividades de las «checas» que siguieron asesinando «fascistas» mediante los «paseos» (detenciones ilegales que acababan con el asesinato del detenido y cuyo cadáver eran arrojado en una cuneta o junto a la tapia de un cementerio) o las «sacas» (excarcelaciones de presos que supuestamente iban a ser puestos en libertad pero que en realidad eran llevados al paredón).
Cuando el 3 de septiembre de 1936 el Ejército de África sublevado tomó Talavera de la Reina (ya en la provincia de Toledo, después de haber ocupado Extremadura), y además también caía Irún en manos de los sublevados (con lo que el norte quedaba aislado del resto de la zona republicana), José Giral presentó la dimisión al presidente de la república Manuel Azaña.

#### El gobierno de Largo Caballero (septiembre 1936-mayo 1937)
Tras la dimisión de Giral, el presidente de la república Manuel Azaña encargó la formación de un «gobierno de coalición» a Francisco Largo Caballero, el líder socialista de UGT, una de las dos centrales sindicales que estaban protagonizando la revolución. Largo Caballero, que además de la presidencia asumió el ministerio clave de Guerra, entendió este gobierno como una gran «alianza antifascista», y así dio entrada en el gabinete al mayor número posible de representaciones de los partidos y sindicatos que luchaban contra la rebelión «fascista» (como llamaban las organizaciones obreras a la sublevación militar de julio). Pero el gobierno no se completó realmente hasta dos meses después, cuando el 4 de noviembre (en el momento en que las tropas sublevadas ya estaban a las afueras de Madrid) se integraron en él cuatro ministros de la CNT, entre ellos la primera mujer que fue ministra en España, Federica Montseny.
El nuevo gobierno de Largo Caballero, autoproclamado «gobierno de la victoria», enseguida concluyó que había que dar prioridad a la guerra, y de ahí el programa político que puso en marcha inmediatamente, cuya principal medida fue la creación de un nuevo ejército y la unificación de la dirección de la guerra (que incluía la incorporación de las milicias a las brigadas mixtas y la creación del cuerpo de comisarios). Así pues, los dirigentes sindicales de UGT y CNT al aceptar e impulsar este programa «estuvieron de acuerdo en que la implantación del comunismo libertario, a que aspiraba la CNT, o de la sociedad socialista, que pretendía la UGT, debía esperar al triunfo militar».
Pero todas estas medidas no consiguieron paralizar el avance hacia Madrid del Ejército de África y el 6 de noviembre ya estaba a punto de entrar en la capital. Ese día el gobierno decidió abandonar Madrid y trasladarse a Valencia, encomendando la defensa de la ciudad al general Miaja que debería formar una Junta de Defensa de Madrid. «Una salida precipitada, mantenida en sigilo, sobre la que no se dio explicación pública alguna». «Quienes se quedaron en Madrid no pudieron interpretar estos hechos sino como una vergonzosa huida... sobre todo porque los madrileños fueron capaces de organizar su defensa. Madrid resistió el primer embate y rechazó los siguientes, deteniendo así el avance del ejército rebelde».
El segundo gran objetivo del gobierno de Largo Caballero fue restablecer la autoridad del gobierno y de los poderes del Estado. Pero no se resolvieron las tensiones con los gobiernos de las «regiones autónomas» de Cataluña y el País Vasco, ni con los consejos regionales que habían surgido en otros sitios. En Cataluña, el gobierno de la Generalidad, que el 26 de septiembre incorporó a varios consejeros de la CNT y del POUM por lo que el Comité de Milicias Antifascistas quedó disuelto, organizó su propio ejército y el 24 de octubre aprobó el decreto de colectividades, cuestiones ambas que excedían el ámbito de sus competencias. En cuanto al País Vasco, el 1 de octubre las Cortes aprobaban el Estatuto de Autonomía de Euskadi y el nacionalista vasco José Antonio Aguirre fue investido «lehendakari» del gobierno vasco, entre cuyos miembros no incluyó a ningún representante de la CNT (en el País Vasco no había habido revolución social ni apenas violencia anticlerical y las iglesias continuaron abiertas). Aguirre construyó un Estado «cuasi soberano» sobre el territorio vasco que todavía no había sido ocupado por el bando sublevado y que prácticamente se reducía a Vizcaya. Además de una policía vasca, la Ertzaña, creó un ejército propio y no aceptó el mando del general que envió el gobierno de Madrid para ponerse al frente del Ejército del Norte. En cuanto al Consejo de Aragón, dominado por los anarquistas, el gobierno de Largo Caballero no tuvo más remedio que legalizarlo.
En la primavera de 1937, tras la decisión del «generalísimo» Franco de poner fin por el momento a la toma de Madrid después de la victoria republicana en la batalla de Guadalajara, se abría la perspectiva de una guerra larga y pronto estalló la crisis entre las fuerzas políticas que apoyaban a la República. El conflicto fundamental fue el que enfrentó a los anarquistas de la CNT, que defendían la compatibilidad de la revolución con la guerra, y a los comunistas del Partido Comunista de España (PCE) y del PSUC en Cataluña, que entendían que la mejor forma de frenar la sublevación militar era restablecer el Estado republicano y aglutinar a todas las fuerzas de la izquierda política, incluidos los partidos de la pequeña y mediana burguesía, por lo que debía paralizarse la revolución social y dar prioridad a la guerra. Sin embargo, Santos Juliá afirma, en contra de la opinión de otros historiadores, que en la primavera de 1937 entre las fuerzas que apoyaban al gobierno de Largo Caballero «la divisora no corría entre guerra y revolución sino entre partidos y sindicatos» porque la prioridad dada a la guerra ya se había decidido el 4 de septiembre cuando se formó el gobierno de Largo Caballero, al que dos meses después se sumaron los cuatro ministros anarquistas.
La crisis estalló por los enfrentamientos iniciados en Barcelona el lunes 3 de mayo de 1937 cuando un destacamento de la Guardia de Asalto por orden de la Generalidad intentó recuperar el control sobre el edificio de la Telefónica en la plaza de Cataluña, en poder de la CNT desde las jornadas «gloriosas» de julio de 1936. Varios grupos anarquistas respondieron con las armas y el POUM se sumó a la lucha. En el otro bando, la Generalidad y los comunistas y socialistas unificados en Cataluña bajo un mismo partido (el PSUC) hicieron frente a la rebelión, que ellos mismos habían provocado, y la lucha se prolongó varios días. El viernes 7 de mayo la situación pudo ser controlada por las fuerzas de orden público enviadas por el gobierno de Largo Caballero desde Valencia, ayudadas por militantes del PSUC, aunque la Generalidad pagó el precio de que le fueron retiradas sus competencias sobre orden público. El enfrentamiento en las calles de Barcelona fue relatado por el británico George Orwell en su Homenaje a Cataluña.
Los sucesos de mayo de 1937 en Barcelona tuvieron una repercusión inmediata en el gobierno de Largo Caballero. La crisis la provocaron el día 13 de mayo los dos ministros comunistas que amenazaron con dimitir si Largo Caballero no dejaba el Ministerio de la Guerra (el PCE especialmente desde la caída de Málaga el 8 de febrero le hacía responsable de las continuas derrotas republicanas), y que disolviera el POUM. En este ataque a Largo Caballero contaban con el apoyo de la fracción socialista de Indalecio Prieto, que controlaba la dirección del PSOE, que como los comunistas querían eliminar del gobierno a las organizaciones sindicales, UGT y CNT, y reconstruir el Frente Popular. Largo Caballero se negó a aceptar las dos condiciones de los comunistas y al no encontrar los apoyos suficientes para su gobierno dimitió el 17 de mayo. El presidente Manuel Azaña, que también estaba en desacuerdo con la presencia de las dos centrales sindicales en el gobierno, nombró a un socialista «prietista», Juan Negrín, nuevo jefe de Gobierno. Al día siguiente el órgano de la CNT Solidaridad Obrera declaraba en su editorial: «Se ha constituido un gobierno contrarrevolucionario».

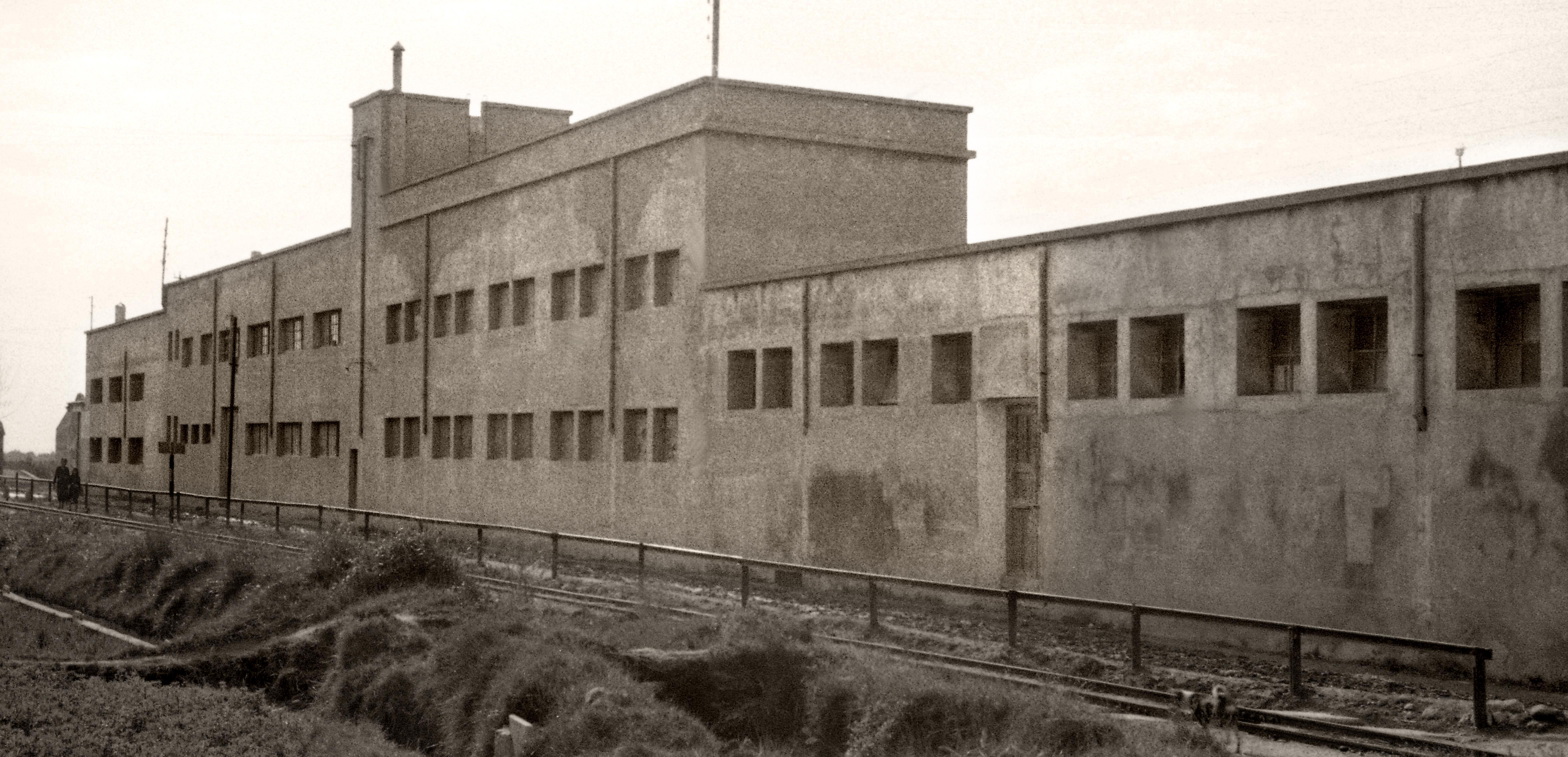
Fábrica de armas de Alginet

#### El gobierno de Juan Negrín (mayo de 1937-marzo de 1939)
El nuevo gobierno que formó el socialista Juan Negrín en mayo de 1937 respondió al modelo de las coaliciones de Frente Popular: tres ministros socialistas ocupando las posiciones fundamentales (el propio Negrín, que mantuvo la cartera de Hacienda que ya había ostentado en el gobierno de Largo Caballero, Indalecio Prieto, sobre el que recayó toda la responsabilidad en la conducción de la guerra, al ser nombrado al frente del nuevo Ministerio de Defensa, y Julián Zugazagoitia en Gobernación), dos republicanos de izquierda, dos comunistas, uno del PNV y otro de Esquerra Republicana de Cataluña. Según Santos Juliá, detrás de este gobierno estaba Manuel Azaña, que pretendía «un gobierno capaz de defenderse en el interior y de no perder la guerra en el exterior. (...) Con Prieto a cargo de un Ministerio de Defensa unificado, sería posible defenderse; con Negrín en la presidencia, se podían abrigar esperanzas de no perder la guerra en el exterior».
La política del nuevo gobierno tuvo cinco ejes fundamentales, algunos ya iniciados por Largo Caballero: la culminación de la formación del Ejército Popular y el desarrollo de la industria de guerra (lo que llevó al gobierno a trasladarse de Valencia a Barcelona en noviembre de 1937 para, entre otras razones, «poner en pleno rendimiento la industria de guerra» catalana); la continuación de la recuperación por el gobierno central de todos los poderes, con la justificación de que la dirección de la guerra así lo reclamaba (fue disuelto el Consejo de Aragón, último baluarte de la CNT; el traslado del gobierno de Valencia a Barcelona para «asentar definitivamente la autoridad del gobierno en Cataluña» relegó al gobierno de la Generalidad de Lluís Companys a un papel secundario). mantenimiento del orden público y la seguridad jurídica (con Zugazagoitia en Gobernación e Irujo en Justicia, se redujeron las ejecuciones «extrajudiciales» y las actividades de las «checas», pero en la «desaparición» del líder del POUM el gobierno dejó hacer a los comunistas y a los agentes soviéticos del NKVD); se dieron garantías a la pequeña y mediana propiedad; se intentó cambiar la política de «no-intervención» de Gran Bretaña y Francia por la de mediación en el conflicto, para que presionaran a Alemania e Italia y cesaran en su apoyo a los sublevados, con el objetivo final de alcanzar una «paz negociada», pero no se consiguió nada. El gran derrotado de esta línea política fue el sindicalismo, tanto el de la UGT y como el de la CNT. Por el contrario, los que resultaron más reforzados fueron los comunistas, de ahí la acusación lanzada contra Negrín de ser un «criptocomunista».

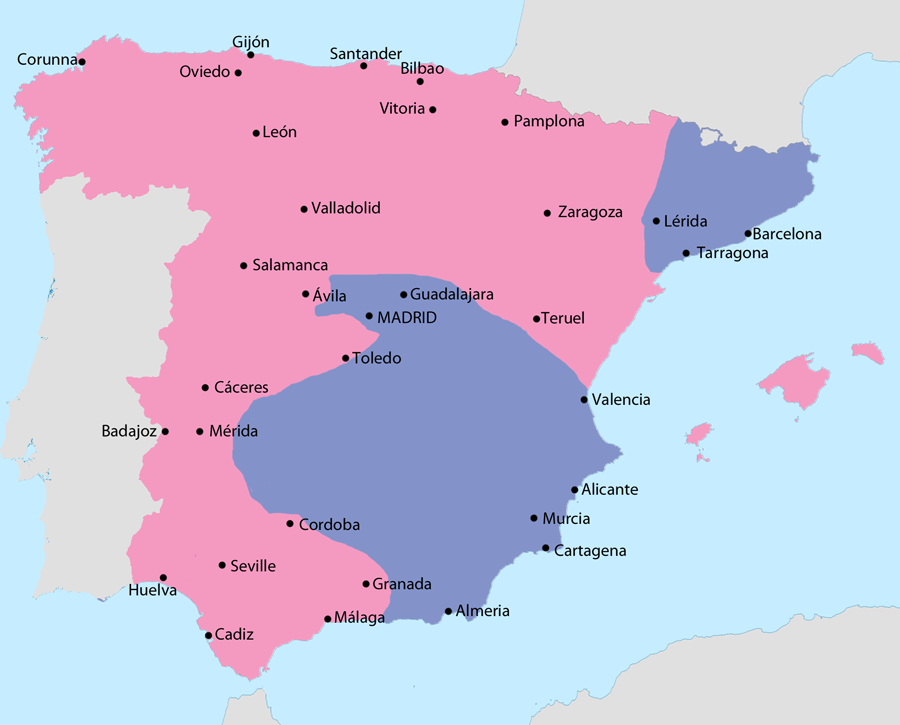
Mapa de la guerra civil española en julio de 1938

Las derrotas de la república en la batalla de Teruel y en la ofensiva de Aragón provocaron la crisis de marzo de 1938. Azaña y Prieto consideraron que lo que había sucedido mostraba que el ejército republicano nunca podría ganar la guerra y que había que negociar una rendición con apoyo franco-británico. Frente a ellos Negrín y los comunistas eran firmes partidarios de continuar resistiendo. La crisis se abrió al intentar Negrín que Prieto cambiara de ministerio (habiendo declarado su convicción de que la guerra estaba perdida, Prieto era el peor de los ministros de Defensa posible), pero Azaña respaldó a Prieto, así como el resto de los republicanos de izquierda y los nacionalistas de Esquerra y del PNV. Sin embargo, estos no consiguieron articular ninguna alternativa a Negrín, y este acabó saliendo reforzado de la crisis, con la consiguiente salida de Prieto del gobierno.
Negrín recompuso el gobierno el 6 de abril y asumió personalmente el Ministerio de Defensa e incorporó al gabinete a los dos sindicatos, UGT y CNT. Además José Giral fue sustituido en el Ministerio de Estado por el socialista Julio Álvarez del Vayo. Las posiciones del nuevo gobierno con vistas a unas posibles negociaciones de paz quedaron fijadas en su «Declaración de los 13 puntos», hecha pública en la significativa fecha del 1 de mayo. En ella, «el gobierno anunciaba que sus fines de guerra consistían en asegurar la independencia de España y establecer una república democrática cuya estructuración jurídica y social sería aprobada en referéndum; afirmaba su respeto a la propiedad legítimamente adquirida, la necesidad de una reforma agraria y de una legislación social avanzada, y anunciaba una amplia amnistía para todos los españoles que quieran cooperar a la inmensa labor de reconstrucción y engrandecimiento de España. En su intento de aparecer ante las potencias extranjeras con la situación interior controlada, Negrín inició gestiones infructuosas con el Vaticano para restablecer relaciones diplomáticas y abrir las iglesias al culto».
Negrín era consciente de que la supervivencia de la república no solo dependía del fortalecimiento del Ejército Popular y de que se mantuviera la voluntad de resistencia de la población civil en la retaguardia, sino también de que Francia y Gran Bretaña pusieran fin a la política de «no intervención» o de que al menos presionaran a las potencias fascistas para que estas a su vez convencieran al ôGeneralísimo» Franco para que aceptara un final negociado. Negrín pensaba que su política era la única posible. Como dijo en privado «no se puede hacer otra cosa». Así pues, su idea era resistir para negociar un armisticio que evitara el «reinado de terror y de venganzas sangrientas» (las represalias y fusilamientos por parte de los vencedores sobre los vencidos) que Negrín sabía que Franco iba a imponer, como efectivamente acabó sucediendo.
Además Negrín, el general Vicente Rojo Lluch, jefe del Estado Mayor, y los comunistas, creían posible que el ejército republicano aún era capaz de una última ofensiva, que se inició el 24 de julio de 1938, dando comienzo así a la batalla del Ebro, la más larga y decisiva de la guerra civil. Pero después de tres meses de duros combates, se produjo una nueva derrota del ejército republicano que tuvo que volver a sus posiciones iniciales, «con decenas de miles de bajas y una pérdida considerable de material de guerra que ya no podría utilizarse para defender Cataluña frente a la decisiva ofensiva franquista».
Poco antes de que finalizara la batalla del Ebro se produjo otro hecho que también fue determinante para la derrota de la República, esta vez procedente del exterior. El 29 de septiembre de 1938 se firmaban los Acuerdos de Múnich entre Gran Bretaña y Francia, por un lado, y Alemania e Italia, por otro, que cerraba toda posibilidad de intervención de las potencias democráticas a favor de la República. De la misma forma que ese acuerdo supuso la entrega de Checoslovaquia a Hitler, también supuso abandonar a la república española a los aliados de nazis y fascistas. De nada sirvió que en un último intento desesperado de obtener la mediación extranjera Negrín anunciara ante la Sociedad de Naciones el 21 de septiembre, una semana antes de que se firmaran los acuerdos de Múnich, la retirada unilateral de los combatientes extranjeros que luchaban en la España republicana, aceptando (sin esperar a que los «nacionales» hicieran lo propio) la resolución del Comité de No Intervención que proponía un Plan de retirada de voluntarios extranjeros de la Guerra de España. El 15 de noviembre de 1938, el día de antes del fin de la batalla del Ebro, las Brigadas Internacionales desfilaban como despedida por la avenida Diagonal de Barcelona. En el campo rebelde, por su parte, en octubre de 1938, seguros ya de su superioridad militar y de que la victoria estaba cerca, decidieron reducir en un cuarto las fuerzas italianas.
La última operación militar de la guerra fue la campaña de Cataluña, que acabó en un nuevo desastre para la República. El 26 de enero de 1939 las tropas de Franco entraban en Barcelona prácticamente sin lucha. El 5 de febrero ocupaban Gerona. Cuatro días antes, «el día 1 de febrero de 1939, en las sesiones celebradas por lo que quedaba del Congreso en el castillo de Figueras, [Negrín] redujo los 13 puntos a las tres garantías que su gobierno presentaba a las potencias democráticas como condiciones de paz: independencia de España, que el pueblo español señalara cuál habría de ser su régimen y su destino y que cesara toda persecución y represalia en nombre de una labor patriótica de reconciliación. Pocos días después, hizo saber a los embajadores francés y británico que estaba dispuesto a ordenar un cese inmediato de las hostilidades si su gobierno obtenía garantías de que no habría represalias. Pero no las recibió».
El día 6 de febrero, las principales autoridades republicanas, encabezadas por el presidente Azaña, cruzaban la frontera seguidos de un inmenso éxodo de civiles y militares republicanos que marchaban al exilio. El día 9 de febrero hacía lo mismo el presidente del gobierno, Juan Negrín, pero en Toulouse cogió un avión para regresar a Alicante el día 10 de febrero acompañado de algunos ministros con la intención de reactivar la guerra en la zona centro-sur. El único apoyo con el que contaba ya Negrín, además de una parte de su propio partido (el PSOE quedó dividido entre «negrinistas» y «antinegrinistas») eran los comunistas.

#### El golpe de Estado de Casado y el desplome de la república (marzo de 1939)

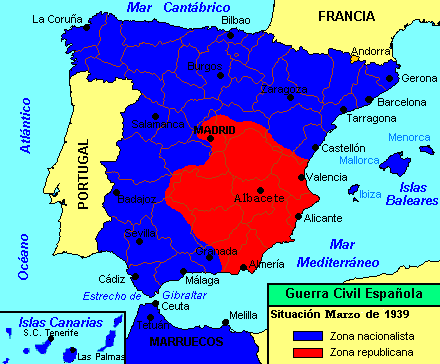
Mapa de las «dos Españas» en marzo de 1939.

En el territorio que aún estaba en poder de la república se desató una última batalla entre los que consideraban inútil seguir combatiendo y los que todavía pensaban que «resistir es vencer» (esperando que las tensiones en Europa acabaran estallando y Gran Bretaña y Francia, por fin, acudirían en ayuda de la república española, o que al menos impondrían a Franco una paz sin represalias), pero el cansancio de la guerra y el hambre y la crisis de subsistencias que asolaba la zona republicana estaban minando la capacidad de resistencia de la población. Pero el problema para Negrin era cómo terminar la guerra sin combatir de manera distinta a la de entrega sin condiciones.
El día 24 de febrero Negrín abandonó Madrid tras celebrar un consejo de ministros e instaló su cuartel general en la finca El Poblet en la localidad alicantina de Petrel (cuyo nombre en clave era «Posición Yuste»). Tres días después, el 27 de febrero, Francia y Gran Bretaña reconocían al gobierno de Franco en Burgos como el gobierno legítimo de España, y el día 28 de febrero, ante este reconocimiento internacional, se hacía oficial la renuncia a la presidencia de la república de Manuel Azaña y su sustitución provisional por el presidente de las Cortes, Diego Martínez Barrio (ambos se encontraban en Francia). Después de todos estos hechos la posición de Negrín era insostenible.
Mientas tanto estaba muy avanzada la conspiración militar y política contra el gobierno Negrín dirigida por el jefe del Ejército del Centro, el coronel Segismundo Casado, que había entrado en contacto a través de la «quinta columna» con el Cuartel General del «generalísimo» Franco para una rendición del ejército republicano «sin represalias» al modo del «abrazo de Vergara» de 1839 que puso fin a la primera guerra carlista (con la conservación de los empleos y cargos militares, incluida). Algo a lo que los emisarios del general Franco nunca se comprometieron. Casado consiguió el apoyo de varios jefes militares, entre los que destacaba el anarquista Cipriano Mera, jefe del IV Cuerpo de Ejército, y de algunos políticos importantes, como el socialista Julián Besteiro, que también había mantenido contacto con los «quintacolumnistas» de Madrid. Todos ellos criticaban la estrategia de resistencia de Negrín y su «dependencia» de la Unión Soviética y del PCE.
El 5 de marzo el coronel Casado movilizaba sus fuerzas (convencido de que «sería más fácil liquidar la guerra a través de un entendimiento entre militares») y se apoderaba de los puntos neurálgicos de Madrid y a continuación anunciaba la formación de un Consejo Nacional de Defensa presidido por el general Miaja e integrado por dos republicanos, tres socialistas (entre ellos Julián Besteiro) y dos anarquistas. El Consejo emitió un manifiesto por radio dirigido a la «España antifascista» en el que se deponía al gobierno de Negrín, pero no hablaba para nada de las negociaciones de paz. Las unidades militares controladas por los comunistas opusieron resistencia en Madrid y sus alrededores pero fueron derrotados (hubo cerca de 2000 muertos). El 6 de marzo, finalmente Juan Negrín, su gobierno y otros personajes relevantes de la república como Dolores Ibárruri (la Pasionaria) y Rafael Alberti partieron de la finca El Poblet en la que estaban instalados en la localidad alicantina de Petrel hasta el aeródromo de El Fondó en Monóvar desde donde dejaron España y partieron al exilio en cuatro aviones para evitar ser apresados por los «casadistas» y por la posible represión franquista que tendría lugar tras la derrota, poco después hicieron lo mismo los principales dirigentes comunistas.
Consumado el golpe de Casado, el general Franco se negó a aceptar un nuevo «abrazo de Vergara» y no concedió a Casado «ninguna de las garantías imploradas casi de rodillas por sus emisarios [que se entrevistaron con miembros del Cuartel General], y contestó a británicos y franceses, deseosos de actuar como intermediarios en la rendición de la república para así contener la influencia alemana e italiana sobre el nuevo régimen, que no los necesitaba que el «espíritu de generosidad» de los vencedores constituía la mejor garantía para los vencidos».
Franco solo aceptaba una «rendición sin condiciones» por lo que solo restaba preparar la evacuación de Casado y el Consejo Nacional de Defensa. Estos embarcaron con sus familias en Gandía el 29 de marzo en el destructor británico que los trasladó a Marsella (Julián Besteiro decidió quedarse). Un día antes las tropas «nacionales» hicieron su entrada en Madrid y rápidamente los sublevados ocuparon prácticamente sin lucha toda la zona centro-sur que había permanecido bajo la autoridad de la república durante toda la guerra. En Alicante desde el día 29 de marzo unas 15 000 personas, entre jefes militares, políticos republicanos, combatientes y población civil que habían huido de Madrid y de otros lugares se apiñaban en el puerto a la espera de embarcar en algún barco británico o francés, pero la mayoría no lo lograron y fueron apresados por las tropas italianas de la División Littorio, al mando del general Gastone Gambara. El 1 de abril de 1939 la radio del bando rebelde («Radio Nacional de España») difundía el último parte de la guerra civil española.

## La República en el exilio
Lista cronológica de los últimos actos del último gobierno y los primeros en el exilio:
- 23 de enero de 1939, el Gobierno de la República proclama el estado de guerra.
- 1 de febrero, última reunión de las Cortes, en Figueras.
- 12 de febrero, reunión del Consejo de Ministros en Madrid.
- 27 de febrero, Francia y el Reino Unido reconocen al Gobierno franquista.
- 28 de febrero de 1939, dimite Manuel Azaña en Francia. Sustitución provisional por Diego Martínez Barrio (presidente de las Cortes) por el art. 74 de la Constitución de 1931.
- 3 de marzo, primera reunión de la Comisión Permanente de las Cortes en el Exilio (París). Confirmación de Martínez Barrio como presidente interino.
- 5 de marzo (noche del 4 al 5), golpe de Estado del coronel Casado; resistencia de unidades militares afines al PCE en Madrid.
- 1 de abril, los militares insurrectos dan por terminada la guerra.
- Se crea el Servicio de Evacuación de Refugiados Españoles (SERE) (PCE).
- 5 de abril, segunda reunión de la Comisión Permanente de las Cortes en el Exilio (París), tras la que dimite Diego Martínez Barrio.
- 27 de julio de 1939, la Diputación Permanente de las Cortes afirma la disolución del Gobierno de la República.
- 24 de noviembre de 1939, se crea en París la Junta de Auxilio a los Republicanos Españoles (JARE) (CDN).
- Verano de 1940, se crea en Londres la Alianza Democrática Española, (ADE) (CDN)
- Noviembre de 1942, se crea en Francia la Unión Nacional Española (UNE) (PCE)
- Noviembre de 1943, se crea en México la Junta Española de Liberación (JEL) (PSOE).
- Septiembre de 1944, se crea en Toulouse la Alianza Nacional de Fuerzas Democráticas (ANFD) (antiguo Frente Popular)
- Octubre de 1944, la ANFD se integra en la JEL.
- Enero de 1945, primera reunión de las Cortes en el Exilio (México) a iniciativa de la JEL.
- Junio de 1945, tercera reunión de la Comisión Permanente de las Cortes en el Exilio (México).
- Dimite Juan Negrín (agosto de 1945)
- Septiembre de 1945, creación del Gobierno de la República en el Exilio.

Aunque la Guerra Civil obligó a terminar con el Gobierno republicano en España, hasta 1977 estuvieron funcionando distintas instituciones republicanas y diversos países como México o Yugoslavia continuaron reconociendo al Gobierno en el exilio como el gobierno legítimo.

## Lista de presidentes

Cifra de la Presidencia de la Segunda República Española.

Presidentes de la República (jefes de Estado)
- Niceto Alcalá-Zamora (1931-1936)
- Manuel Azaña (1936-1939)

Presidentes del Consejo de Ministros (jefes de Gobierno)
- Niceto Alcalá-Zamora del 14 de abril de 1931 al 14 de octubre de 1931.
- Manuel Azaña del 14 de octubre de 1931 al 12 de septiembre de 1933 (primer. periodo); del 19 de febrero de 1936 al 10 de mayo de 1936 (2° periodo).
- Alejandro Lerroux del 12 de septiembre de 1933 al 8 de octubre de 1933 (1.er. periodo); del 16 de diciembre de 1933 al 28 de abril de 1934 (2° periodo); del 4 de octubre de 1934 al 25 de septiembre de 1935 (3.er periodo).
- Diego Martínez Barrio del 8 de octubre de 1933 al 16 de diciembre de 1933 (primer. periodo); y unas horas en el 19 de julio de 1936 (2.º periodo).
- Ricardo Samper del 28 de abril de 1934 al 4 de octubre de 1934.
- Joaquín Chapaprieta del 25 de septiembre de 1935 al 14 de diciembre de 1935.
- Manuel Portela Valladares del 14 de diciembre de 1935 al 19 de febrero de 1936.
- Augusto Barcia Trelles del 10 de mayo de 1936 al 13 de mayo de 1936.
- Santiago Casares Quiroga del 13 de mayo de 1936 al 19 de julio de 1936.
- José Giral del 19 de julio de 1936 al 4 de septiembre de 1936.
- Francisco Largo Caballero del 4 de septiembre de 1936 al 17 de mayo de 1937.
- Juan Negrín del 17 de mayo de 1937 al 6 de marzo de 1939.
- Consejo Nacional de Defensa presidido por el general José Miaja, constituido tras el golpe del coronel Casado del 5 de marzo de 1939 y que estuvo en funciones hasta la derrota de la República.